# Schmallenberg

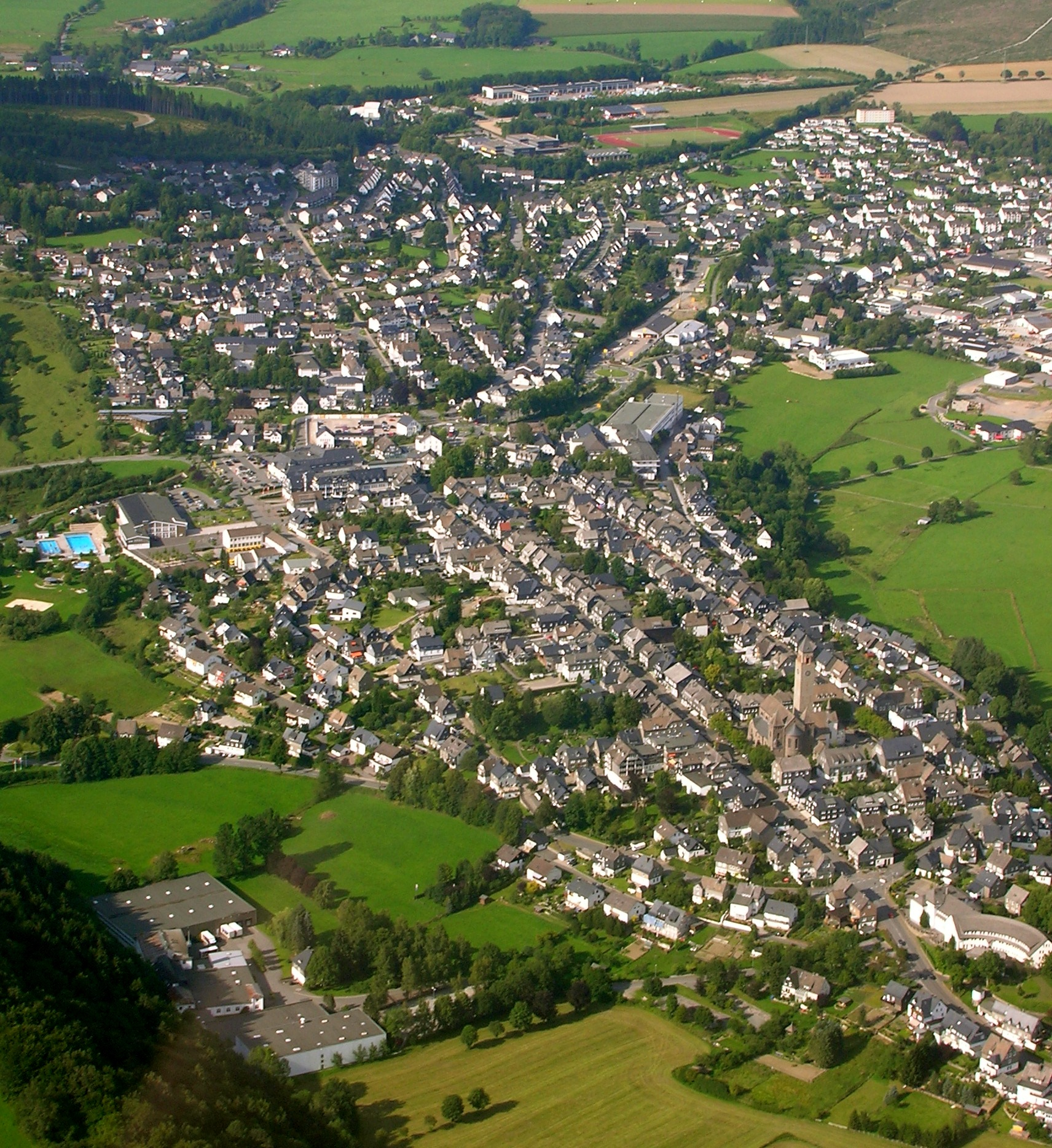
Luftbild von Schmallenberg, Altstadt

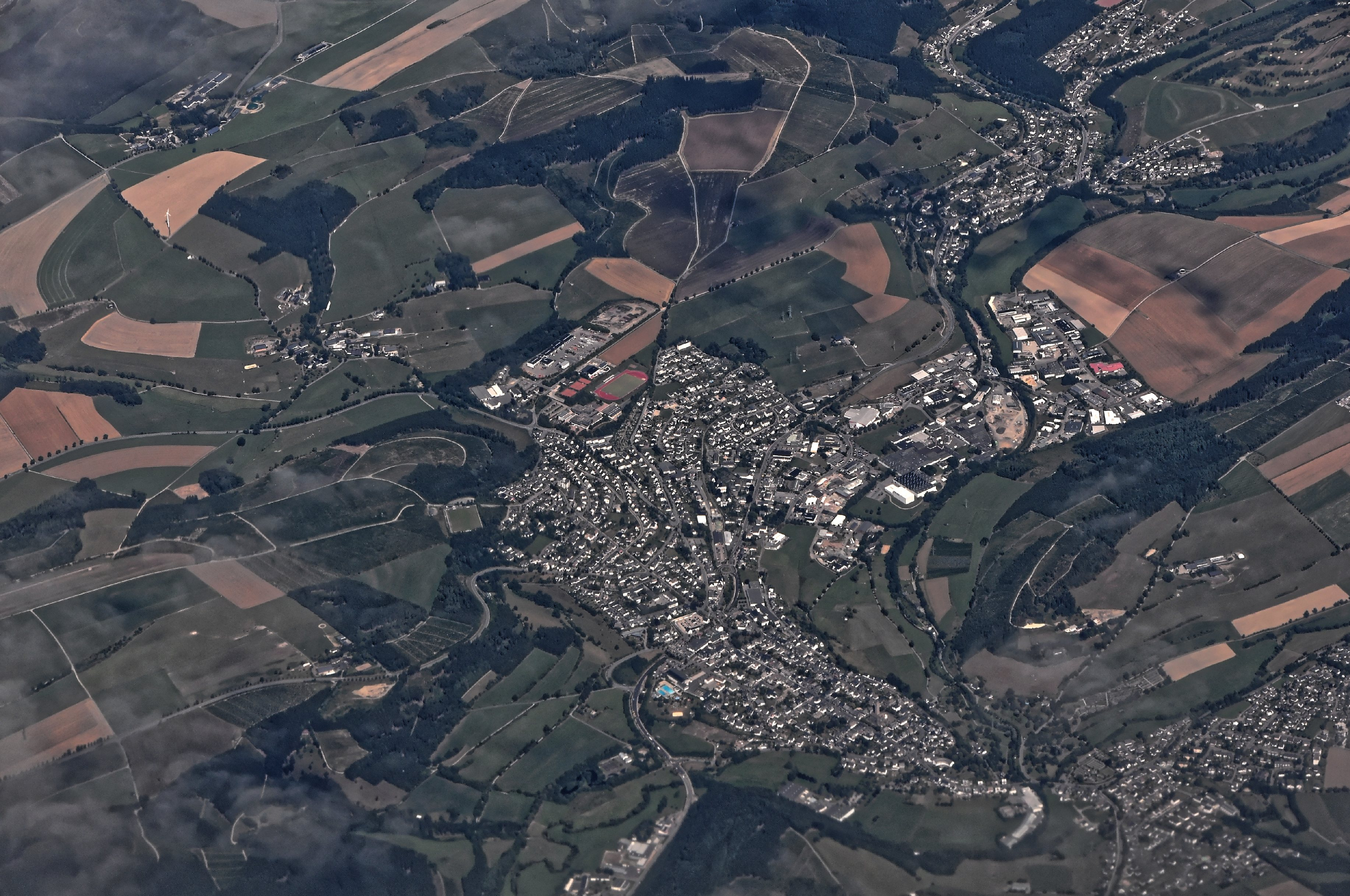
Luftbild aus 8000 m Höhe

Schmallenberg ist eine Mittelstadt im Hochsauerlandkreis. Mit 303 Quadratkilometern ist sie die flächengrößte kreisangehörige Stadt Nordrhein-Westfalens.
Die Handelsstadt an der Lenne war im Mittelalter Mitglied der Hanse. Nachweislich gab es in der Kernstadt seit dem 15. Jahrhundert Textilgewerbe. Vierhundert Jahre später wurde die Stadt mit dem Produktionsschwerpunkt Strumpfwaren zum Zentrum der Sauerländer Textilindustrie. Dies brachte Schmallenberg den Beinamen Strumpfstadt ein. Heute dominieren neben der Textilindustrie auch mittelständische Unternehmen vor allem in Industrie und Handwerk. Eine wichtige Bedeutung haben aufgrund der wald- und bergreichen Lage auch die Holz- und die Tourismuswirtschaft.
Die Struktur der heutigen Stadt geht auf die kommunale Neugliederung von 1975 zurück. Damals wurden die Stadt Fredeburg und die Stadt Schmallenberg sowie eine Reihe von weiteren Gemeinden zu einer neuen Stadt zusammengeschlossen. Bis zur kommunalen Neugliederung gehörte Schmallenberg zum Kreis Meschede.

## Geographie

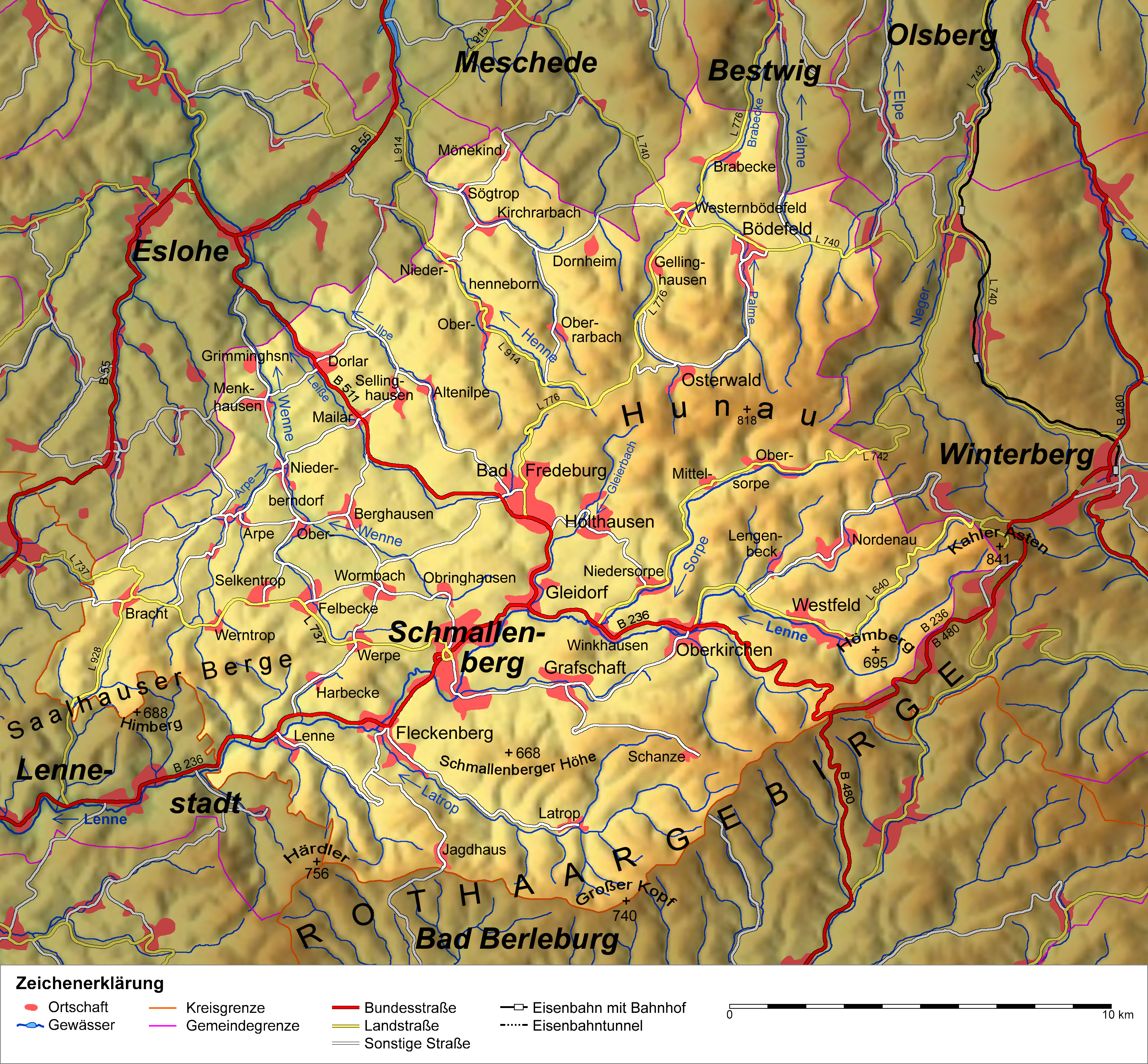
Karte der Stadt Schmallenberg

### Geographische Lage
Die Stadt Schmallenberg liegt südlich der Kreisstadt Meschede an der Südgrenze des Hochsauerlandkreises. Die typische Mittelgebirgslandschaft Schmallenbergs wird im Süden durch den Hauptkamm des Rothaargebirges, im Südwesten durch die Saalhauser Berge und im Nordosten durch den Höhenzug der Hunau geprägt.
Der Hauptkamm des Rothaargebirges bildet, ausgehend vom Kahlen Asten, die südliche Stadtgrenze. Der 840,7 m hohe Gipfel liegt etwa 200 m östlich der Stadtgrenze auf dem Gebiet von Winterberg. Am Kahlen Asten entspringt, ebenfalls auf Winterberger Gebiet, die Lenne, der größte Fluss des Stadtgebiets. Auch die mit 831 m ü. NN höchste Stelle im Stadtgebiet liegt am Kahlen Asten. Der Hauptkamm des Rothaargebirges bildet einen Abschnitt der Rhein-Weser-Wasserscheide: Nördlich des Hauptkamms fließen die Gewässer über Lenne und Ruhr in den Rhein, südlich davon über Eder und Fulda in die Weser. Am Hauptkamm des Rothaargebirges befinden sich mit dem Hömberg (695,4 m), Ennest (690,5 m), Albrechtsberg (770 m), Saukopf (715,4 m), Großen Kopf (740,3 m) einige der höchsten Berge des Stadtgebietes. Südlich von Schmallenberg erhebt sich zwischen Lenne und Latrop die Schmallenberger Höhe (668,2 m).
Die Lenne fließt nördlich vom Hauptkamm des Rothaargebirges rund 29,8 km durch das Stadtgebiet in überwiegend westliche Richtungen. Dabei nimmt sie rechts- und linksseitig zahlreiche kürzere Wasserläufe auf. Wichtigste Nebenflüsse der Lenne im Stadtgebiet sind Schwarzes Siepen (5,1 km), Nesselbach (7,4 km), Sorpe (10,3 km), Gleierbach (7,1 km), Grafschaft (6,4 km), Latrop (11,0 km) und Uentrop (5,8 km). Die Lenne verlässt südwestlich von Hundesossen auf einer Höhe von 324 m ü. NN das Schmallenberger Stadtgebiet.
Im Westen liegen nördlich der Lenne die östlichen Ausläufer der Saalhauser Berge. Über die dazugehörenden Erhebungen Hülsberg (660,9 m), Auergang (684,1 m), Ösenberg (678,7 m) und Hohen Hagen (642,2 m) verläuft die Ruhr-Lenne-Wasserscheide, die im Stadtgebiet von der Hunau (818 m) bis hierher verläuft. Die nördlich dieser Wasserscheide im Stadtgebiet entspringenden Flüsse Wenne (31,1 km), Henne (Fluss) (22,5 km), Valme (19,7 km) und Elpe (18,7 km) fließen in nördlicher Richtung ab und sind direkte Nebenflüsse der Ruhr. Die bei Bad Fredeburg entspringende Leiße (13,9 km), ein Nebenfluss der Wenne, passiert auf 318 m ü. NN die Stadtgrenze. Das ist der tiefste Punkt im Stadtgebiet.
Das südliche Stadtgebiet des staatlich anerkannten Luftkurortes gehört zum Naturpark Sauerland-Rothaargebirge.

### Geologie
Die Gesteine im Umfeld von Schmallenberg entstanden vor allem während des Unter- und Mitteldevons. Gesteine des jüngeren Unterkarbons sind vor allem im Südwesten bei Attendorn und Elspe in der Attendorn-Elsper Mulde verbreitet. Die Ablagerungen südlich des Lennetals gehörten noch dem Unterdevon an. Die Talzüge des Grafschafter Baches und der Lenne, etwa bis Fleckenberg aufwärts verlaufend, sind aus Gesteinen des Mitteldevons aufgebaut.

#### Geologische Entwicklung
Im Zeitalter des Devon bedeckte ein ausgedehntes Meer das Rhenoherzynikum (auch rhenoherzynische Zone genannt) und damit auch das Gebiet des späteren Rheinischen Schiefergebirges, dessen nordöstlichen Teil das Sauerland einnimmt. Gewaltige Kräfte pressten im oberen Karbon während der Variszischen Orogenese die ursprünglich horizontal abgelagerten Gesteinsschichten zu Falten. Die gefalteten Schichten wurden während und nach der Faltung durch Bruchstörungen überprägt. Das aufgefaltete Gebirge wurde geologisch rasch durch die Verwitterung wieder eingeebnet und war lange Zeit ein nur leicht welliges, hügeliges Flachland.
Seit etwa einer Million Jahre steigt das Gebiet des heutigen Schiefergebirges wieder auf, so dass sich Flüsse und Bäche einschneiden konnten, um das heutige Mittelgebirge auszubilden. Erosion und Verwitterung durch Wasser und Frost schufen die heutigen Oberflächenformen. Die Flüsse bildeten Täler im weicheren Gestein. Sichtbare Kuppen und steile Hänge blieben stehen, so etwa der von Kuppen gekrönte Rücken, der im Westen mit dem Wilzenberg beginnt und sich östlich bis in den Raum Altastenberg fortsetzt.

#### Gesteine
Obwohl die Bezeichnung Schiefergebirge zur Annahme verleitet, dass im Rheinischen Schiefergebirge besonders viel und fast überall Schiefer vorkommt, trifft dies nur eingeschränkt zu. Geschieferte sandige Tonsteine, Sandsteine, Grauwacken, Quarzite, Kalkstein und Schiefer sind die am häufigsten vorkommenden Gesteine. Der als Baumaterial beliebte Dachschiefer ist nur in begrenzten Bereichen aufgeschlossen. Im Gebiet um Schmallenberg ist Schiefer neben Sandstein jedoch das vorherrschende Gestein. Der Geologe Johannes Wolburg, der in den 1930er Jahren das obere Lennetal untersuchte, unterteilte die mächtigen Schieferzüge in Schmallenberger und Fredeburger Schiefer, in Robbeke- und Wilzenberger Schichten und eine fünfte nördliche Schicht, die sich jenseits der Linie Berghausen – Heiminghausen – Fredeburg – Rehsiepen erstreckt. Im Schmallenberger Schiefer fand er bei seinen Untersuchungen unter anderem einen Armfüßer (Brachiopode) und benannte das Tier nach seinem Fundort Leptostrophia schmallenbergensis.
Teile des Sauerlandes zeugen von mehreren Phasen vulkanischer Tätigkeiten zur Zeit des Devon. So ist beispielsweise der Rinsleyfelsen bei Saalhausen oder der Burgfelsen von Bilstein ein unterdevonisches Ergussgestein. Unterschiedlich dicke Lagen vulkanischer Tuffe breiten sich beidseitig des Lennetals bis nach Lenne aus und ziehen sich südöstlich bei Werntrop auf der Südseite der Lenne bis Milchenbach und vom Großen Heidkopf bei Jagdhaus bis nach Schanze hin. Die ältesten dieser Keratophyr-Tuff-Lagen sind bis zu 25 Meter mächtig, während die jüngeren, meist grünlich oder beige gefärbten dichten Gesteine, die von Winkhausen, Niedersorpe, Oberkirchen und Lengenbeck bekannt sind, oft nur wenige Zentimeter, in Ausnahmefällen bis zu zwei Meter mächtig sind.

#### Geologische Struktur
Die Gesteine des Devons sind in enge Spezialfalten und große Faltenzüge gelegt, die durch Überschiebungen und Querstörungen gegliedert werden. Die im Gebiet vorkommenden vorherrschenden Tonsteine wurden durch die Gebirgsbildung im Karbon in Schiefer umgewandelt, härtere Gesteine wie Sandstein oder Quarzit erhielten eine mehr oder weniger gut ausgebildete Klüftung.
Das Sauerland im Gebiet der oberen Lenne weist von Nordwesten nach Südosten drei tektonische Großelemente auf: den Latrop-Züschener Sattel, die Attendorn-Elsper Doppelmulde und das Nordostende des Siegerländer Hauptsattels. Im Stadtgebiet Schmallenberg sind einzelne Spezialsättel und -mulden ausgebildet, deren Faltenachsen nach Osten und Nordosten fächerförmig ausstrahlen.

### Ausdehnung des Stadtgebiets
Das Stadtgebiet von Schmallenberg erstreckt sich über etwa 22 km in Nord-Süd-Richtung, vom Forst Brabecke im Norden bis zum Hauptkamm des Rothaargebirges beim Großen Kopf südlich von Latrop. In West-Ost-Richtung erstreckt es sich über etwa 25 km von der Stadtgrenze bei Hebbecke in den Saalhauser Bergen bis zum Kahlen Asten.
Das 303 km² große Stadtgebiet verteilt sich auf 59,03 % Waldfläche, 30,29 % Landwirtschaftsfläche, 6,08 % Verkehrsfläche, 3,46 % Gebäude- und Freifläche, 0,53 % Wasserfläche, 0,46 % Erholungsfläche, 0,76 % Betriebsfläche und 0,06 % übrige Nutzfläche.
Im Mittelalter gab es eine größere Anzahl von mittlerweile wüst gefallenen Siedlungen.

### Nachbargemeinden
Schmallenberg liegt im Süden des Hochsauerlandkreises und grenzt im Süden an den Kreis Siegen-Wittgenstein sowie im Südwesten an den Kreis Olpe.
| Gemeinde Eslohe  | Stadt Meschede und Gemeinde Bestwig         |                  |
|                  | Kompassrose, die auf Nachbargemeinden zeigt | Stadt Winterberg |
| Stadt Lennestadt | Stadt Bad Berleburg                         |                  |

### Stadtgliederung

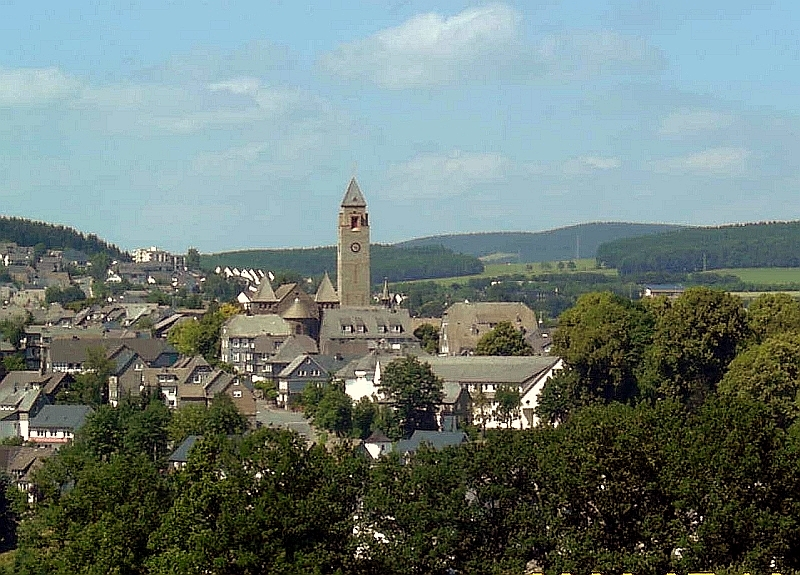
Schmallenberg (Blick auf die Römisch-katholische Kirche St. Alexander)

Zum Stadtgebiet Schmallenberg gehören seit der kommunalen Neugliederung 83 Ortschaften unterschiedlichster Größe. Von 25.299 mit Erstwohnsitz angemeldeten Einwohnern (Stand: 31. Dezember 2013) entfallen auf die Kernstadt mit 6.119 Einwohnern rund ein Viertel, auf Bad Fredeburg mit 3.866 knapp ein Sechstel. Neun weitere Ortsteile haben Einwohnerzahlen zwischen etwa 500 und 1600, 45 Ortsteile sind kleiner als 100 Einwohner.
→ Siehe auch: Liste der Ortsteile der Stadt Schmallenberg
Ortsteile der Stadt Schmallenberg
- Almert
- Altenhof
- Altenilpe
- Arpe
- Bad Fredeburg
- Berghausen
- Berghof
- Bödefeld
- Brabecke
- Bracht
- Dorlar
- Dornheim
- Ebbinghof
- Felbecke
- Fleckenberg
- Föckinghausen
- Gellinghausen
- Gleidorf
- Grafschaft
- Grimminghausen
- Hanxleden
- Harbecke
- Hebbecke
- Heiminghausen
- Herschede
- Hiege
- Hoher Knochen
- Holthausen
- Hundesossen
- Huxel
- Inderlenne
- Jagdhaus
- Keppel
- Kirchilpe
- Kirchrarbach
- Kückelheim
- Landenbeckerbruch
- Lanfert
- Latrop
- Lengenbeck
- Lenne
- Mailar
- Menkhausen
- Mittelsorpe
- Mönekind
- Nesselbach
- Niederberndorf
- Niederhenneborn
- Niedersorpe
- Nierentrop
- Nordenau
- Oberberndorf
- Oberhenneborn
- Oberkirchen
- Oberrarbach
- Obersorpe
- Obringhausen
- Ohlenbach
- Osterwald
- Rehsiepen
- Rellmecke
- Rimberg
- Rotbusch
- Schanze
- Schmallenberg
- Selkentrop
- Sellinghausen
- Sellmecke
- Silberg
- Sögtrop
- Sonderhof
- Störmecke
- Twismecke
- Vorwald
- Waidmannsruh
- Walbecke
- Werntrop
- Werpe
- Westernbödefeld
- Westfeld
- Winkhausen
- Wormbach
- Wulwesort

Die Stadt wird nach der Hauptsatzung in 22 nummerierte Bezirke unterteilt. Diese Bezirke umfassen meist eine ehemalige Gemeinde oder einen Teil davon. Zum Bezirk Schmallenberg gehört im Norden ein Teil der Gemeinde Wormbach, im Süden gehört Waidmannsruh nun zum Bezirk Fleckenberg. Altenhof (Gemeinde Wormbach) wurde dem Bezirk Bad Fredeburg und Menkhausen (Gemeinde Berghausen) dem Bezirk Dorlar zugeordnet. Im Bezirk Bödefeld wurden zwei ehemalige Gemeinden zusammengefasst. Der Stadtrat bildet in sechs Stadtbezirken fünf Bezirksausschüsse (Bezirke Schmallenberg, Bad Fredeburg, Bödefeld, Grafschaft und Oberkirchen/Westfeld). Für die übrigen 16 Stadtbezirke werden Ortsvorsteher gewählt.

### Klima

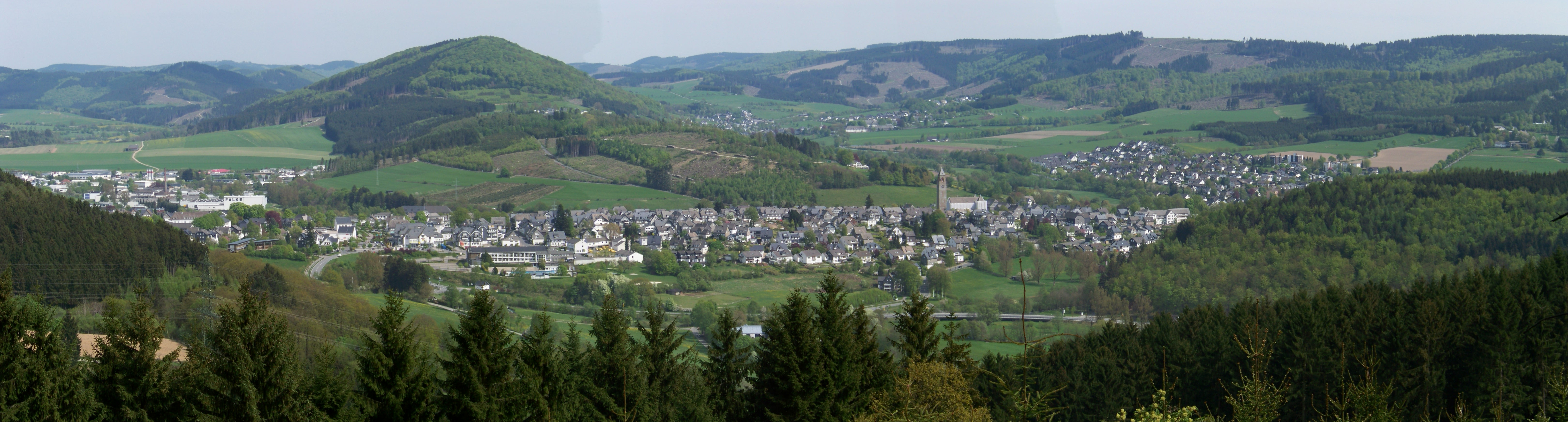
Schmallenberg Panoramabild

In Schmallenberg herrscht typisches Mittelgebirgsklima. Das Klima wird durch den im Rothaargebirge vorherrschenden Übergangsbereich zwischen dem ozeanischen und dem kontinentalen Klima geprägt. Die Sommer waren in einigen Jahren trocken-warm mit Spitzenwerten von über 35 °C, manchmal aber auch feucht-kühl. Im Winter sind, in einer der schneereichsten Regionen Nordrhein-Westfalens, Tiefstwerte von unter −20 °C gemessen worden.
|                        | Jan | Feb | Mär | Apr | Mai  | Jun  | Jul  | Aug  | Sep  | Okt | Nov | Dez |   |      |
| Mittl. Temperatur (°C) | 0,0 | 0,5 | 3,4 | 6,5 | 11,3 | 13,8 | 16,0 | 15,8 | 12,3 | 8,1 | 3,4 | 1,2 | ⌀ | 7,7  |
|                        |     |     |     |     |      |      |      |      |      |     |     |     |   |      |
| Niederschlag (mm)      | 123 | 84  | 103 | 78  | 81   | 98   | 98   | 83   | 95   | 94  | 114 | 130 | Σ | 1181 |

|  |

|  |

|  |

|  |

|  |

|  |

|  |

|  |

|  |

|  |

|  |

|  |

|  |

|  |

|  |

|  |

|  |

|  |

|  |

|  |

|  |

|  |

|  |

|  |

Die Durchschnittstemperatur lag in den Jahren 1971–2000 im Jahresmittel bei 7,7 °C. Die Jahresniederschlagsmenge lag im gleichen Zeitraum bei durchschnittlich 1181 mm pro Jahr. Die Monatsdaten können dem Klimadiagramm entnommen werden. Im Stadtgebiet gibt es ein staatlich anerkanntes Kneippheilbad, einen staatlich anerkannten Heilklimatischen Kurort und zwei staatlich anerkannte Luftkurorte. Eine überregionale Wetterstation steht in Westernbödefeld.

## Geschichte

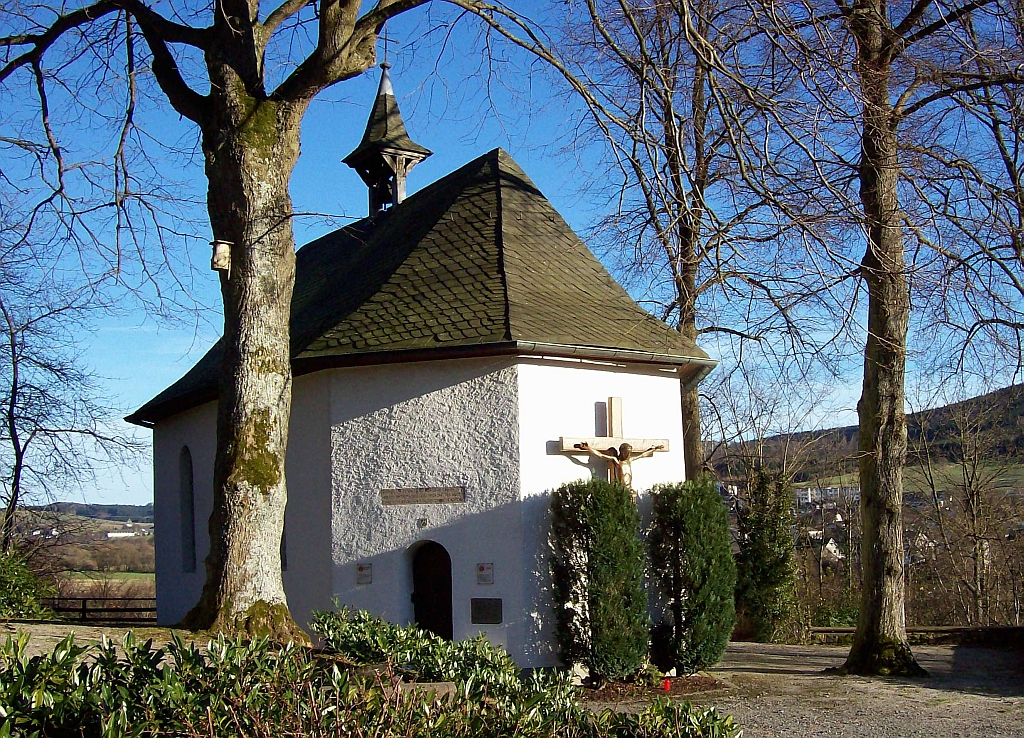
Kapelle Auf dem Werth von 1682 und vermutlicher Standort der „Smalen Burg“ im Hintergrund Kloster Grafschaft

In diesem Abschnitt wird im Wesentlichen die Geschichte der Kernstadt Schmallenberg dargestellt. Die Schmallenberger Ortsteilartikel enthalten mehrheitlich eigene Geschichtsabschnitte.
Das Schmallenberger Sauerland war schon vor mehr als 2000 Jahren besiedelt, wovon vorgeschichtliche Waffenfunde und die Überreste zweier Ringwälle auf dem Wilzenberg zeugen. Wegen ihrer Anbindung an Leipzig und Köln war die über 1000 Jahre alte rund 500 km lange Heidenstraße, die durch viele Schmallenberger Orte verlief, im Mittelalter die wichtigste Straße für das südliche Sauerland.

### Anfänge
Im Jahr 1072 errichteten Benediktinermönche das Kloster Grafschaft am Fuße des Wilzenbergs. Auf einem nahe gelegenen Bergrücken wurde um 1200 eine kleine („smale“) Burg zum Schutz der Abtei und gegen die benachbarte Grafschaft Arnsberg errichtet. Aus dem Namen der Burg hat sich der moderne Name der Stadt entwickelt. Diese Burg war offensichtlich in irgendeiner Form an eine offene Siedlung angelehnt, deren Kirche vermutlich um 1220 erbaut wurde. Die Burg gehörte dem Erzbischof von Köln, offenbar zusammen mit dem Kloster Grafschaft. Auf ihr saß zunächst der Burgmann Johann genannt Kolve. Der Name des sich an die Burg anlehnenden kleinen Burgfleckens, eines Vogthofes und eines Grafschafter Zehnthofes, findet sich im Jahre 1228 in der Benennung des Zeugen Alexander de Smalenburg.

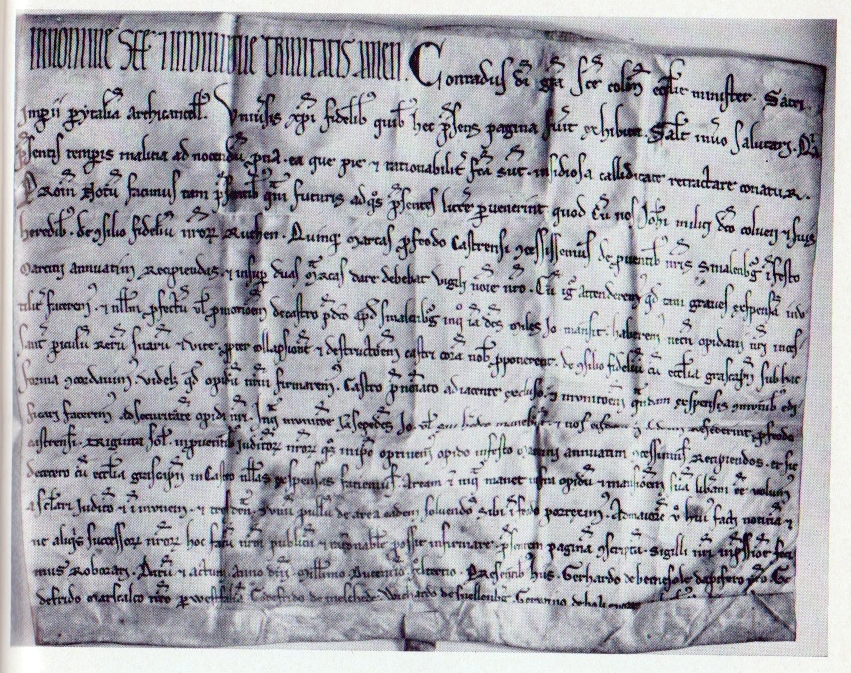
Gründungsurkunde von Erzbischofs Konrad von Hochstaden

1244 beschloss der Erzbischof von Köln, sich mit dem Kloster Grafschaft zusammenzutun, um die Siedlung zu befestigen. Beide teilten sich die Kosten für die Befestigungsanlage. Die Lage auf dem Bergrücken, welcher auf drei Seiten vom Fluss Lenne umflossen wird, ließ Schmallenberg als uneinnehmbar gelten. Nach dem offenen Norden hin war die Stadt durch eine Landwehr geschützt. Drei Tore im Norden, Süden und Osten gewährten Einlass in die Stadt. Die Burg verblieb außerhalb der Befestigung und verlor damit ihre Funktion. Im selben Jahre – es wird heute angenommen, dass die Burg zu diesem Zeitpunkt bereits verfallen war – verlieh der Kölner Erzbischof Konrad von Hochstaden in seiner Funktion als Herzog von Westfalen Schmallenberg die Stadtrechte.

### Gründungsurkunden

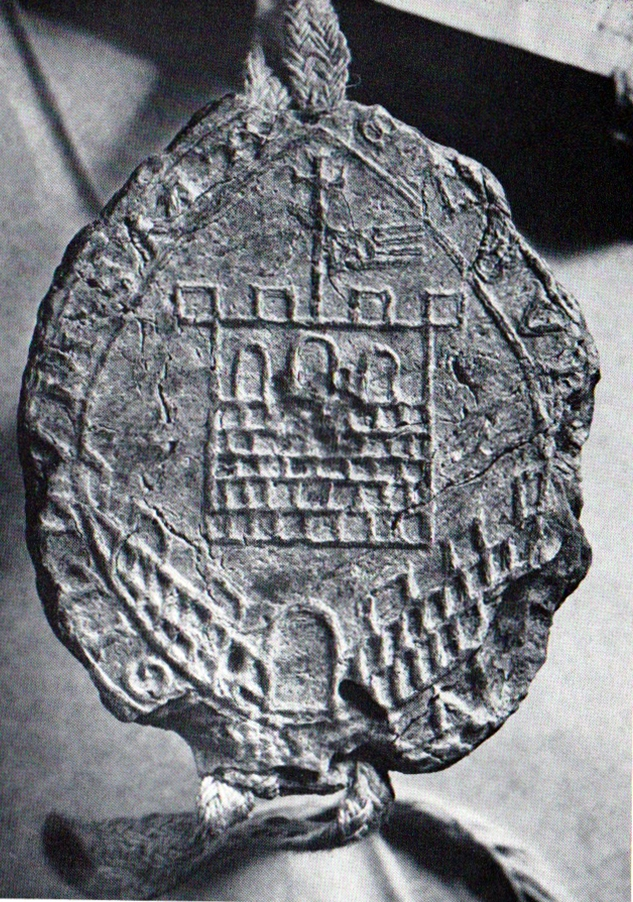
Abdruck des ersten Stadtsiegels, 1261

Die Urkunde des Erzbischofs und die Ratsurkunde wurden laut den Urkunden im Jahr 1243 ausgestellt. Ein Tagesdatum, den 3. März 1243, enthält nur die städtische Urkunde. Zu jener Zeit wurde in der Erzdiözese Köln die Zählung der Jahre mit Ostern umgesetzt. Nach kölnischer Rechnung hätte demnach das Jahr 1243 den Zeitraum vom 12. April 1243 (Ostersonntag) bis zum 2. April 1244 (Karsamstag), umfasst. Die Stadturkunde wäre, die Anwendung der kölnischen Jahreszählung vorausgesetzt, dem 3. März 1244 zuzuweisen.

### Struktur der Stadt bis um 1800

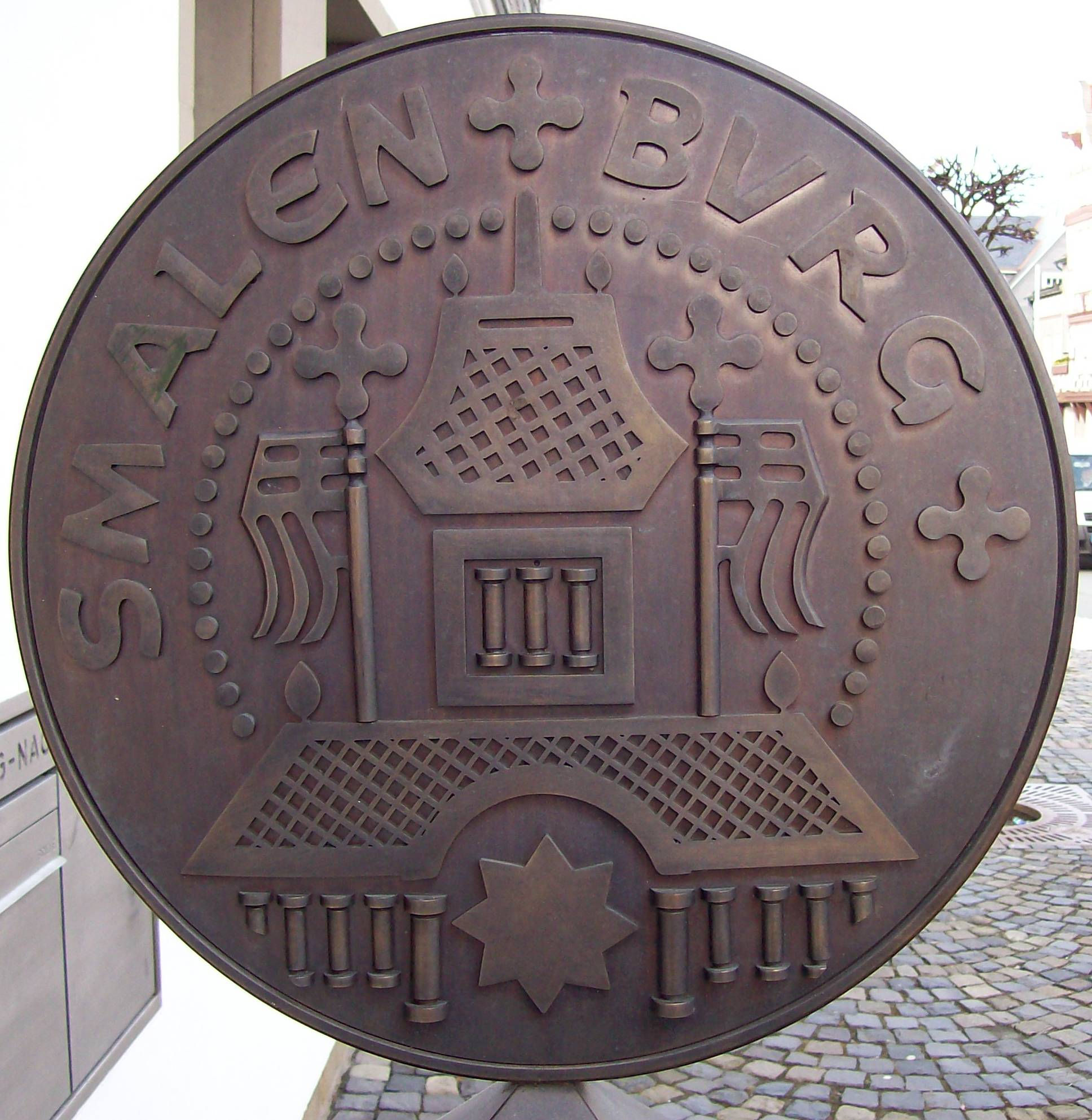
Nachbildung des Schmallenberger Pfennigs

Die Stadt erhielt neben der Befestigung ein Marktrecht, eine eigene Gerichtsbarkeit sowie ein Münzrecht. Die Münzprägung in Schmallenberg begann vermutlich um 1244 unter dem Erzbischof Konrad von Hochstaden und endete unter dem Erzbischof Siegfried von Westerburg. Insgesamt gibt es 13 verschiedene Münztypen (bekannt als Schmallenberg Pfennig) aus der Schmallenberger Münzstätte.
Ein Jahr vor der erstmaligen urkundlichen Erwähnung der Pfarrei Schmallenberg übernahm im Jahr 1261 ein Grafschafter Mönch die Seelsorge in Schmallenberg. Die Grafschafter Abtei bemühte sich seit dieser Zeit darum, die Pfarrstelle in Schmallenberg zu besetzen. Wegen der Einflussnahme des Klosters Grafschaft auf die geistlichen und weltlichen Geschicke der Stadt kam es im Laufe der nächsten Jahrhunderte immer wieder zu Konflikten zwischen den beiden Kontrahenten. Dabei ging es nicht nur um die Besetzung der Pfarrstelle, sondern auch um die Nutzungsrechte an den angrenzenden Wäldern, um Weide-, Jagd- und Fischereirechte und ähnliche Anrechte.
Im Jahr 1427 verlieh der Erzbischof Dietrich II. von Moers der Stadt eine besondere Rechtsstellung, nach der die Bürger nicht mehr durch den Gografen vor dessen Gericht außerhalb der Stadt gezogen werden durften.
Schmallenberg war im Mittelalter Stadt der Händler und der Handwerker. Bereits 1273 und 1292 gab es Gewerbe in der Stadt. Nachweisbar für diese Zeit waren mehrere Schmiede, spätere Hammerschmiedebesitzer und Waffenschmiede. 1416 besaßen die städtischen Wullenweber bereits eine Walkmühle. 1575 gab es drei Jahrmärkte in Schmallenberg.
Im Spätmittelalter machten zahllose Fehden das Land unsicher. Infolgedessen wurden die schutzlosen Dörfer in der Umgebung Schmallenbergs nach und nach von ihren Einwohnern verlassen und wurden wüst. Die Flüchtlinge begaben sich in den Schutz der Mauern Schmallenbergs, wo sie nach Jahr und Tag Bürger wurden. Weil die neuen Bürger ihren Grundbesitz beibehielten, vergrößerte sich das Stadtgebiet in dieser Zeit wesentlich. Anfang des 16. Jahrhunderts war die Einwanderung aus den umliegenden Dörfern nach Schmallenberg abgeschlossen. In der Umgebung Schmallenbergs traten in dieser Zeit die ersten Fälle von Pest auf. 1526 starben fast alle Einwohner von Gleidorf an der Pest.

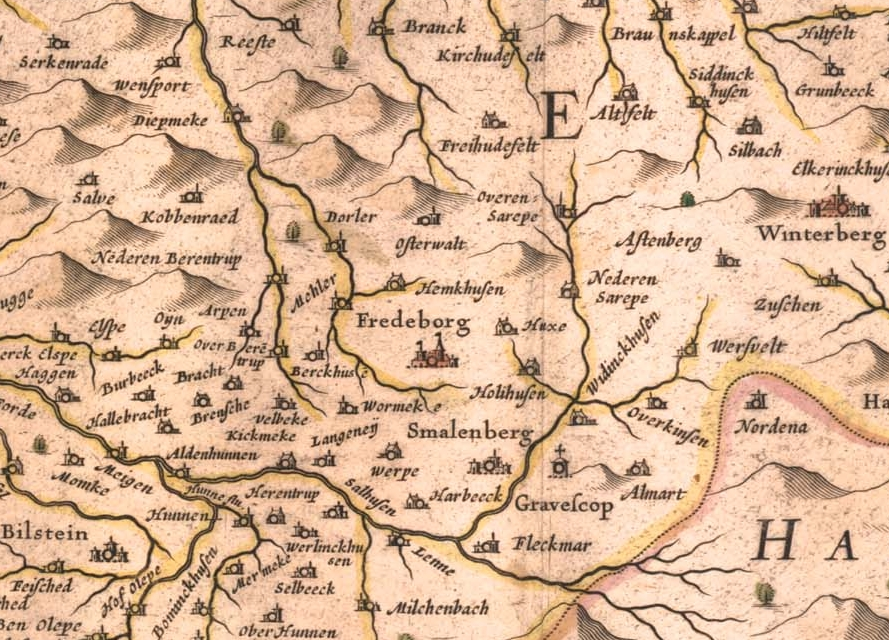
Raum Schmallenberg 1645

Im Jahre 1608 vernichtete ein größerer Brand 24 Häuser und damit einen großen Bruchteil allen Wohnraums in der Stadt. Nach einem Hochwasser wurde 1682 die Kapelle auf dem Werth an der Stelle der ehemaligen „Schmalen Burg“ gebaut. Drei Jahre später wurden die ersten Juden in Schmallenberg im Schatzungs- und Steuerregister des Herzogtums Westfalens registriert. In den Jahren 1732 und 1746 gab es zwei vernichtende Stadtbrände, denen die ältere Bausubstanz völlig zum Opfer viel. 1787 wurde das „Wassertor“ am Ostteil der Stadt abgebrochen. Am 27. August 1798 genehmigte Kurfürst Maximilian von Köln die Errichtung der ersten Apotheke in Schmallenberg.

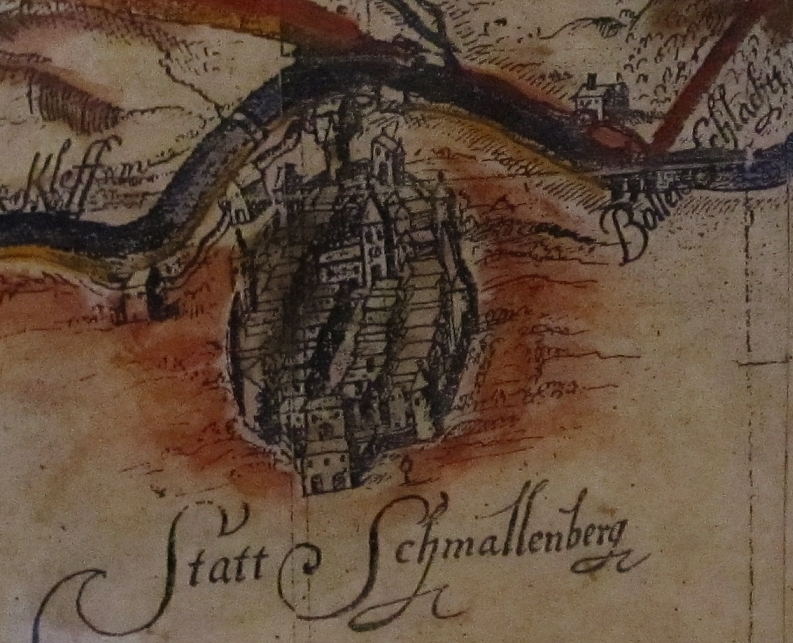
Schmallenberg 1653

Die Verwaltung der Stadt lag in den Händen des von den Bürgern gewählten Rates, der sich aus vier Ratsherren (Senatores), zwei Reckleuten (Rechenleute bzw. Cammerarii oder auch Kämmerer) und zwei Gemeindevorstehern zusammensetzte. An der Verwaltungsspitze standen der Bürgermeister und sein Stellvertreter (Proconsul). Der Bürgermeister besaß richterliche und polizeiliche Gewalt, vertrat die Interessen Schmallenbergs auf dem westfälischen Landtag in Arnsberg und war Lehnsherr über die Schmallenberger Vasallen. Jährlich auf dem St. Kunibert-Tag (12. November) wurde das Stadtoberhaupt vom Rat und zwei Zunftmeistern gewählt.
In den Jahren 1789, 1792 und 1793 kam es bei den Bürgermeisterwahlen zu Streitigkeiten, Unruhen und sogar zu blutigen Kämpfen mit tödlichem Ausgang.
1307 zählte man in Schmallenberg 120 Hausstätten. Nach den Angaben des Historikers Albert K. Hömberg war Schmallenberg 1515 in vier Stadtteile eingeteilt, die Aldenbruch, Nygestadt, Luttyke Vyrdel und Gersten Vyrdeln genannt wurden. Trotz Aufstieg und Niedergang, Krieg und Frieden, Bränden und Wiederaufbau, veränderte sich das äußere Bild der Stadt, deren Einwohnerzahl bis ins 19. Jahrhundert stets unter 1000 blieb, in den ersten 600 Jahren ihres Bestehens nicht wesentlich. Erstmals wuchs die Stadt ein wenig über die alte Bebauung hinaus, nachdem man im Jahr 1812 die Mauern und Tore der Stadt niedergerissen hatte.

### Mittelalter und Frühe Neuzeit
Schmallenberg war im Mittelalter eine Handelsstadt und Mitglied der Hanse. Zu ihrer Absicherung beteiligte sich die Stadt im 14. Jahrhundert an zahlreichen Landfriedensbündnissen und schloss Abkommen mit den umliegenden Städten Hallenberg, Medebach und Winterberg zum gegenseitigen Schutz ab. Noch im Dreißigjährigen Krieg halfen sie sich untereinander mit der Entsendung von städtischen Schützen bei drohender Gefahr.

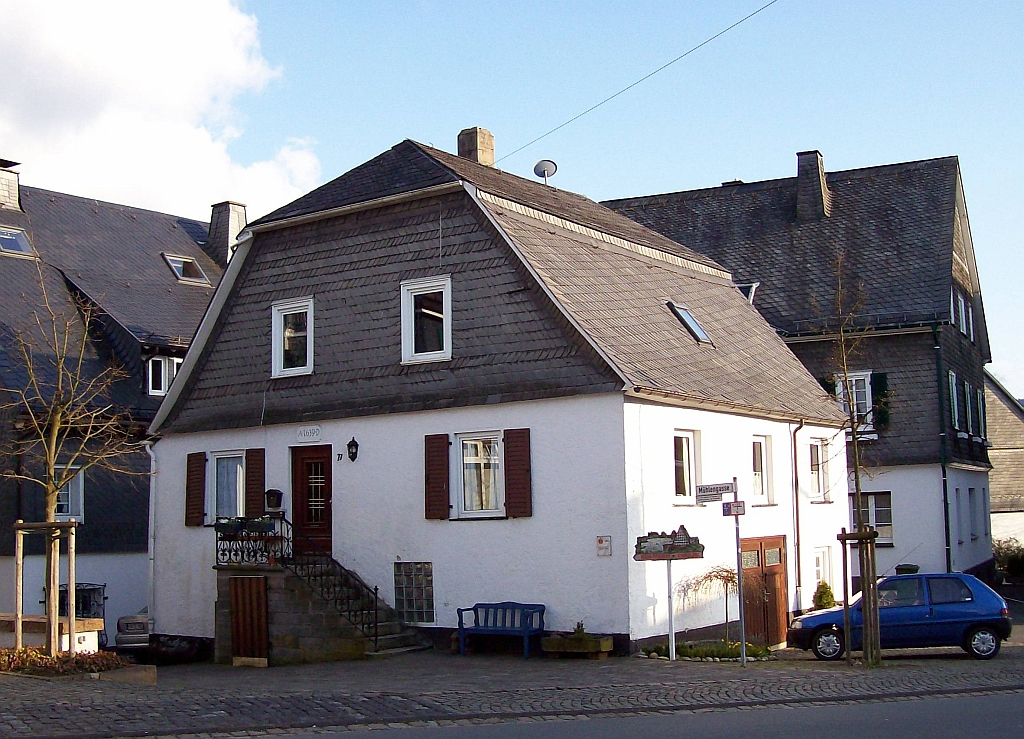
Ältestes Haus in Schmallenberg, anno 1639

1444, zur Zeit der Soester Fehde, nahmen Truppen des Kölner Erzbischofs die Fredeburg ein. Dadurch hatte die Umgebung nur noch einen Landesherrn, wodurch Schmallenberg und Fredeburg von nun an im Landesinnern lagen und dadurch ihre Funktion als Grenzbefestigungen verloren. Für die Sicherheit der Stadt hatte das fatale Auswirkungen, da wegen der Entwicklungen in der Waffentechnik die Bedrohung durch Kriege anstieg. Der Kölner Erzbischof jedoch – wie auch andere Landesherren – hielt nur strategisch bedeutende Orte auf dem jeweils modernsten Befestigungsstand. Die Stadt selbst konnte wegen geringer eigener Stadteinnahmen nicht einmal mehr die renovierungsbedürftigen Stadttore und Mauern hinreichend reparieren lassen.

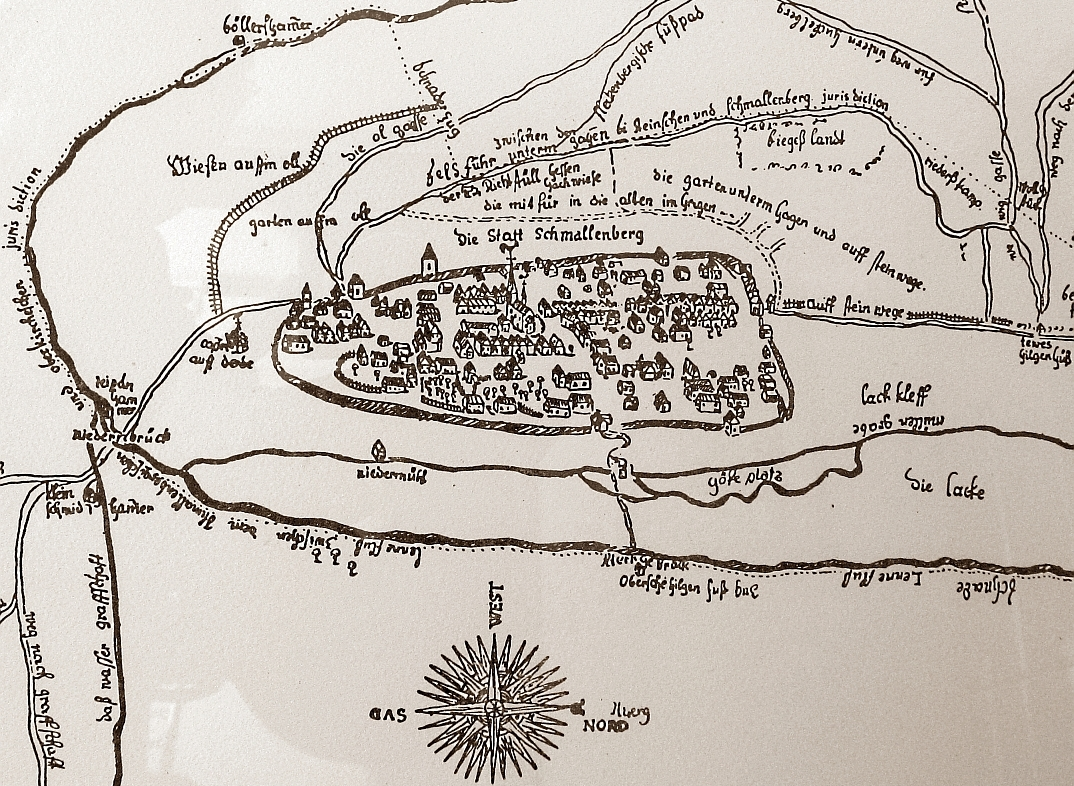
Schmallenberg 1724

Die Bedrohung Schmallenbergs 1632 im Dreißigjährigen Krieg durch Hessen wurde abgewendet, weil Kaspar von Dorlar genannt Decker, schwedischer Kriegskommissar, dort Güter hatte.
Schmallenberg und seine Ortsteile Almert, Altenlipe, Arpe, Bad Fredeburg, Bödefeld, Bracht, Dornheim, Ebbinghof, Gellinghausen, Grafschaft, Hanxleden, Holthausen, Lengenbeck, Menkhausen, Mittelsorpe, Mönekind, Niederhenneborn, Niedersorpe, Nordenau, Oberkirchen (Schmallenberg), Obersorpe, Obringhausen, Sögtrop, Westfeld sowie der Ort Astenfeld (Hinrichtungen in Schmallenberg).waren von Hexenverfolgungen betroffen.
Von 1601 bis 1671 wurden in den Hexenprozessen 135 Personen angeklagt, 121 wurden hingerichtet oder starben unter der Folter.
Im Jahr 1673 kam es zu einem Streit zwischen dem Abt des Klosters Grafschaft Godfried Richardi und den Bürgern der Stadt Schmallenberg um die Besetzung der Pfarrstelle und der Pastoratsgüter außerhalb der Stadt. Der Konflikt wurde beendet, indem der Landdrost Freiherr Johann Adolf von Fürstenberg einen Fähnrich mit 35 Soldaten nach Schmallenberg schickte. 1762 machte Louis Gabriel Marquis de Conflans bei einem Scharmützel nahe Schmallenberg mehrere Gefangene. In den Jahren des Siebenjährigen Krieges mit seinen häufigen Einquartierungen von Soldaten und drückende Steuern verschlimmerten noch einmal die Situation in Schmallenberg.
Ab dem Jahr 1794 beeinflussten die Koalitionskriege das Leben in Schmallenberg. 1794 musste die Stadt erstmals 6 Rekruten stellen. Im Mai des nächsten Jahres kamen 300 österreichische Soldaten in die Stadt. In den folgenden Jahren mussten die Schmallenberger immer wieder Nahrung und Kleidung an die durchziehenden Truppen liefern. Vom 14. September bis zum 31. Oktober 1797 quartierte sich französische Infanterie mit einem General in Schmallenberg und im Amt Fredeburg ein. Die blauen Reiter, Napoleons Elite, lagerten vom 8. Mai bis zum 27. August 1798 in Schmallenberg. Zwei Tage darauf quartierten sich am 29. August 900 Mann der französischen Infanterie für einen Tag in der Stadt ein. Ein Jahr später starben in Schmallenberg 30 Personen an der Schwindsucht.

### Anfang des 19. Jahrhunderts bis Ende des Zweiten Weltkriegs

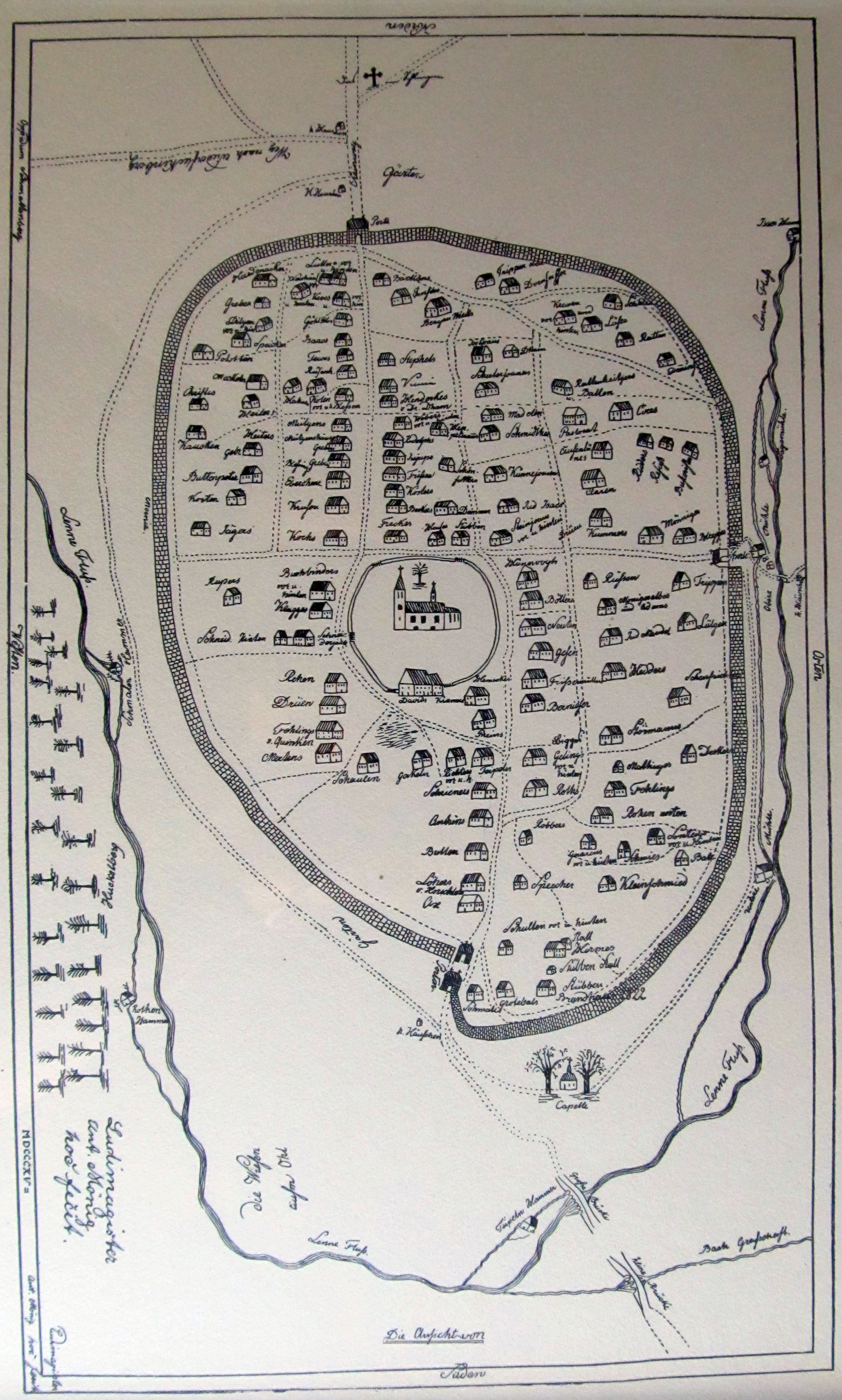
Schmallenberg (mit Stadtmauer die zuvor um 1812 abgerissen wurde) gezeichnet 1815 von Anton Mönig

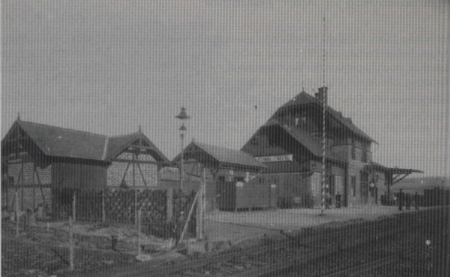
Schmallenberger Bahnhof 1890

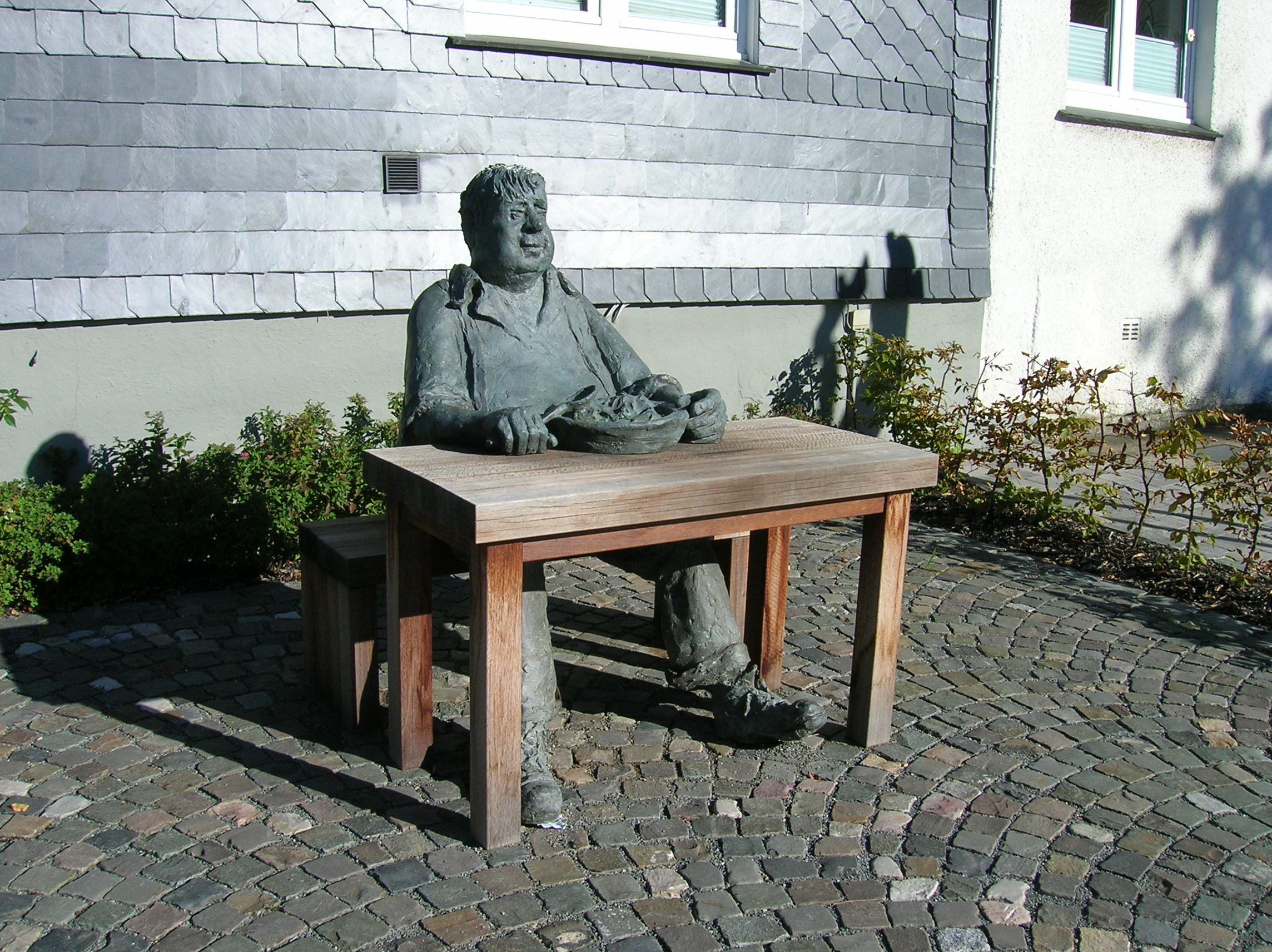
Skulptur „Breybalg“ von Werner Klenk

Zu Beginn des 19. Jahrhunderts lagerten ab dem 26. April 1804 erneut französische Dragoner für einige Monate in Schmallenberg. Am 22. September 1807 wurde die Stadt Schmallenberg per Gesetz zur Neueinteilung des Herzogtums Westfalen vom Amt Medebach abgetrennt und dem Amt Fredeburg zugeordnet.
Während der Befreiungskriege verweilten mehrfach Truppen in der Stadt und im Umland. Am 1. November 1813 durchzogen russische Truppen das Stadtgebiet, davon quartierten einige in den umliegenden Orten. Der russische General Kerna kam nachfolgend am 14. November 1813 mit Infanterie und Kavallerie nach Schmallenberg. Nach einer Bewirtung durch die Schmallenberger zog er anschließend mit seinen Begleitern weiter. In den nächsten Wochen folgten weitere Truppendurchzüge. Am 21. Februar 1814 versammelten sich über 1500 russische Rekruten in der Stadt. Sie verblieben dort zwei Tage bis zum Eintreffen weiterer Truppen. Das gesamte 3000 Mann starke Regiment zog am 23. Februar 1814 weiter in Richtung Saalhausen. Im Jahr 1815 kam es erneut zum Durchzug von sächsischen Truppen. Gegen Ende der Befreiungskriege verweilten in der Zeit vom 3. Juni bis zum 7. Juni 1815 nochmals 1464 Soldaten in Schmallenberg und im Amt Fredeburg. Nach den napoleonischen Kriegswirren wurde das Herzogtum Westfalen und mit ihm Schmallenberg 1816 preußisch.
Am 31. Oktober 1822 vernichtete der letzte verheerende Stadtbrand 131 der Schmallenberger Häuser. Nur 16 Wohnhäuser und die Pfarrkirche blieben erhalten. Der Brand vernichtete ebenfalls die für den Winter eingelagerten Nahrungs- und Futtermittel. Aufgrund dieser Notsituation halfen die Einwohner der Nachbarorte den Schmallenbergern mit Grundnahrungsmitteln aus, welche später zu Brei verarbeitet wurden. Diese einseitige Ernährung soll zu Breibäuchen sogenannten „Breybälgen“ geführt haben. Seit dieser Zeit werden die Schmallenberger von den Einwohnern der Nachbarorten „De Schmallersken Breybälge“ genannt. Eine Skulptur im historischen Stadtkern erinnert an dieses Ereignis.
Nach diesem Brand begann im Zusammenhang mit dem planmäßigen Wiederaufbau Schmallenbergs, unter Mitwirkung von Ludwig von Vincke, eine bedeutende Erweiterung der Stadt. Der Wiederaufbau erfolgte im preußischen Klassizismus. Der Ortskern wird seitdem von zwei parallel verlaufenden Hauptstraßen gebildet, die regelmäßig durch Querstraßen miteinander verbunden sind. Die beiden Hauptstraßen wurden zum Schutz gegen mögliche Feuer breiter angelegt. Im Herbst 1825 überzeugte sich Vincke selbst vom Stand der Arbeiten. Später schrieb er der am Ort eingesetzten Baukommission, er habe sich außerordentlich darüber gefreut, dass der Wiederaufbau der Stadt nach den vereinbarten zweckmäßigen Plänen durchgeführt worden sei. Die baulich durchdachte Planung des 19. Jahrhunderts unter Anpassung an die örtlichen Verhältnisse und das von Fachwerkhäusern und Schieferdächern geprägte Ortsbild haben dem Innenstadtbereich den Titel „Historischer Stadtkern“ eingebracht.
Im Jahr 1834 erweiterte man die bereits 1826 eingerichtete Briefsammelstelle zu einer Postexpeditionsstelle. Mit der Einführung der ersten Landgemeindeordnung für die Provinz Westfalen im Jahre 1841 entstand das Amt Schmallenberg. 1842 kam es zum Bau einer Straße, der heutigen B 236, nach Gleidorf und 1844 weiter nach Fleckenberg. Im selben Jahr legte man im Norden der Stadt auf dem Gelände der früheren Landwehr, dem sogenannten sumpfigen „Schlingen“, Gärten und Wiesen an. 1849 wurde ein Weg nach Grafschaft und 1856 einer nach Wormbach gebaut. In der Zeit nach 1850 entstand die Schmallenberger Textilindustrie. Am 1. Juni 1855 begann der Betrieb der neu gegründeten Stadtsparkasse Schmallenberg in der Oststraße 41.

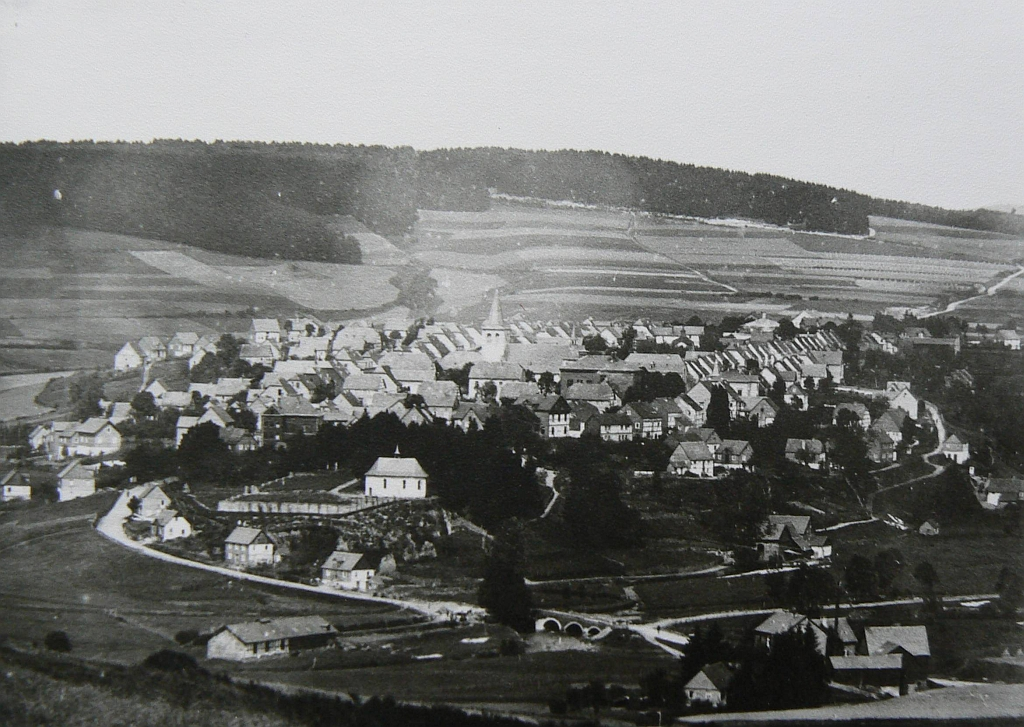
Schmallenberg 1898

Im Frühjahr 1857 kam es zum Ausbruch von Scharlach und im August von Ruhr. Nach den Aufzeichnungen des Stadtchronisten starben an den beiden Krankheiten viele Kinder. Im selben Jahr errichtete die jüdische Gemeinde in der damaligen Nordstraße ihre Synagoge. 1888 erhielt Schmallenberg einen Bahnhof mit Gleisanschluss nach Altenhundem. Die Eisenbahngleise wurde 1911 von Schmallenberg weiter nach Wenholthausen verlegt. Am 16. Juli 1881 erhielt der spätere Postverwalter den ersten Fernsprechapparat in Schmallenberg. Im Jahr 1889 errichtete man eine Volksschule. Das neue Amtshaus (denkmalgeschützter Teil des heutigen Rathauses), welches im Ersten Weltkrieg noch mal erweitert wurde, war 1897 bezugsfertig.
Nach den Plänen des Aachener Dombaumeisters Joseph Buchkremer wurde 1905/06 im neuromanischen Stil die Pfarrkirche erweitert. Ein Schmallenberger Arzt erwarb im Jahr 1908 für 3300 Goldmark das erste Auto in Schmallenberg, einen Apolda Piccolo. Im Jahr 1910 wurde ein Haus in der Weststraße von der Stadt gekauft und zum ersten Krankenhaus ausgebaut.

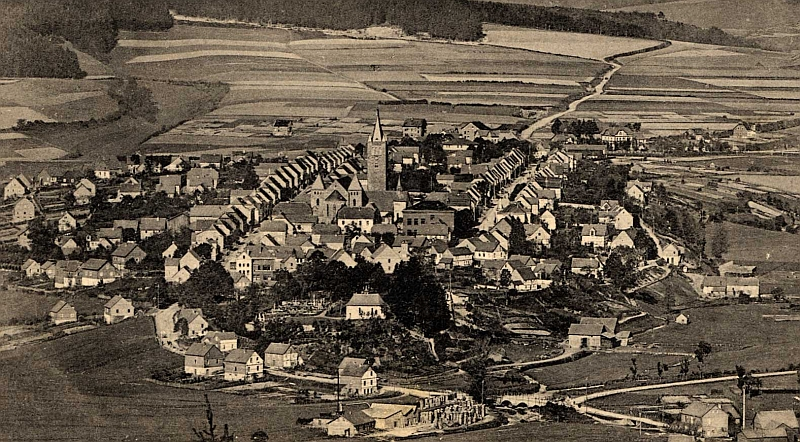
Schmallenberg 1910

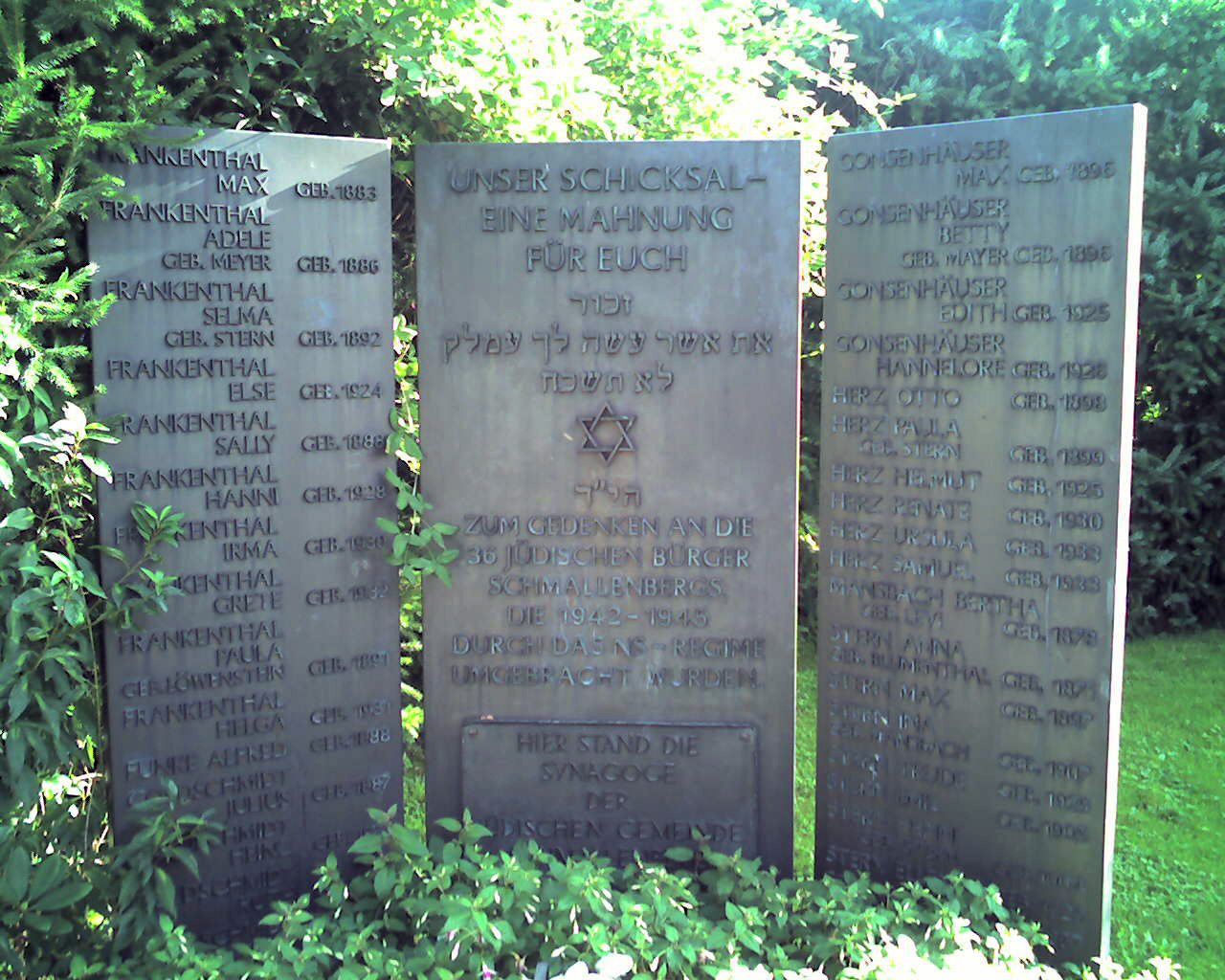
Gedenkstein für die ermordeten Juden

Während der Novemberpogrome 1938 (auch „Reichskristallnacht“ oder „Reichspogromnacht“ genannt) wurde die Synagoge in Schmallenberg niedergebrannt. Heute steht an dieser Stelle in der Synagogenstraße eine Gedenktafel, die auf eine Initiative des nach Auschwitz deportierten und nach Schmallenberg zurückgekehrten Hans Frankenthal zurückgeht. Einige Wohnungen Schmallenberger jüdischen Glaubens wurden verwüstet und zerstört, Sally Frankenthal wurde misshandelt. Sieben männliche Juden wurden verhaftet. An die jüdischen Opfer des Holocaust erinnern auch 36 Stolpersteine.
Im Zweiten Weltkrieg wurde Schmallenberg am 7. April 1945 während des Ruhrkessels, nach den Ortschaften Gleidorf und Grafschaft, von der amerikanischen 7th Armored Division mit Luftunterstützung angegriffen und am selben Tag besetzt. Bei dem schweren Kampf um Schmallenberg starben 72 deutsche Soldaten und 11 Zivilisten. 350 Soldaten wurden gefangen genommen. 37 Häuser brannten ab und 151 wurden beschädigt. Der Angriff auf Schmallenberg wurde, vermutlich von einem amerikanischen Soldaten, auf 32-Millimeter-Film festgehalten.

### Vom Zweiten Weltkrieg bis zur Gegenwart
Im Sommer 1945 setzte der Flüchtlingsstrom der Heimatvertriebenen aus dem Osten nach Schmallenberg ein, der angesichts der Wohnungsnot und des Lebensmittelmangels eine große Belastung für die heimische Bevölkerung war. Bereits während des Krieges wurden 324 Familien und Einzelpersonen aus zerbombten Städten nach Schmallenberg evakuiert. Weitere 300 mussten wegen des Zustroms zusätzlich untergebracht werden.
Der Zustand der städtischen Straßen war in der Nachkriegszeit sehr schlecht. Nur die Hauptstraßen waren ausgebaut. Gepflastert waren lediglich die Bundesstraße 236 im Bereich der Ortsdurchfahrt und die West-, Schützen-, Nord-, Kirch- und Fleckenberger Straße sowie die Straße Unterm Werth. Allein die Bahnhofstraße hatte eine Asphaltdecke. Die anderen Straßen im Stadtgebiet waren lediglich mit wassergebundenen Decken versehen. Im Jahr 1949 begann man mit dem Ausbau, der Erweiterung und der Instandsetzung von Straßen.
1952 begannen die Planungen für den Bau einer Stadthalle. In einem Wettbewerb errang der Dortmunder Architekt und Erbauer der Westfalenhalle Horst Retzki den ersten Preis. Er wurde deshalb mit der Planung beauftragt. Die Stadthalle errichtete man anschließend vom Frühherbst 1953 bis zum 11. September 1954. Vier Tage später begann in der Stadthalle das erste Bundesschützenfest des Sauerländer Schützenbundes. Rund 7000 Schützen, 179 Fahnenabordnungen und 30 Musikkapellen bzw. Tambourcorps beteiligten sich an dem Festumzug am 16. September 1954. Im selben Jahr baute man für rund 2,5 Mio. DM eine Berufsschule. Am 30. August 1955 erfolgte der Einzug.
Auf Einladung des Landschaftsverbandes Westfalen-Lippe trafen sich 1956 in der Schmallenberger Stadthalle eine Reihe von Autoren, Kritikern und Literaturwissenschaftlern. Zur Überraschung der Veranstalter entwickelte sich das Literatengespräch zum schärfsten Konflikt über die Rolle der regionalen Literatur in Westfalen in den Nachkriegsjahren. Über den Konflikt, der unter dem Begriff Schmallenberger Dichterstreit bekannt wurde, berichtete die überregionale Presse. Im Jahr 1974 erhalten Schmallenberg und Grafschaft den Status von staatlich anerkannten Luftkurorten.
Im Rahmen der kommunalen Neugliederung folgte im Jahr 1975 die Zusammenlegung von Stadt und Amt Schmallenberg mit dem Amt Fredeburg zur jetzigen Stadt Schmallenberg. Die Deutsche Bundesbahn stellte im Juli 1991 aus Gründen der Wirtschaftlichkeit den Betrieb der eingleisigen Nebenbahnstrecke Wenholthausen–Schmallenberg auf Dauer ein. Die Schmallenberger Schützengesellschaft war im Jahr 2001 erneut Ausrichter eines Bundesschützenfestes. Das 18. Bundesschützenfest des Sauerländer Schützenbundes fand in der Zeit vom 14. bis 16. September 2001 statt. Am letzten Tag des Festes beteiligten sich etwa 10.000 Schützen und 74 Musikvereine an dem Festumzug.

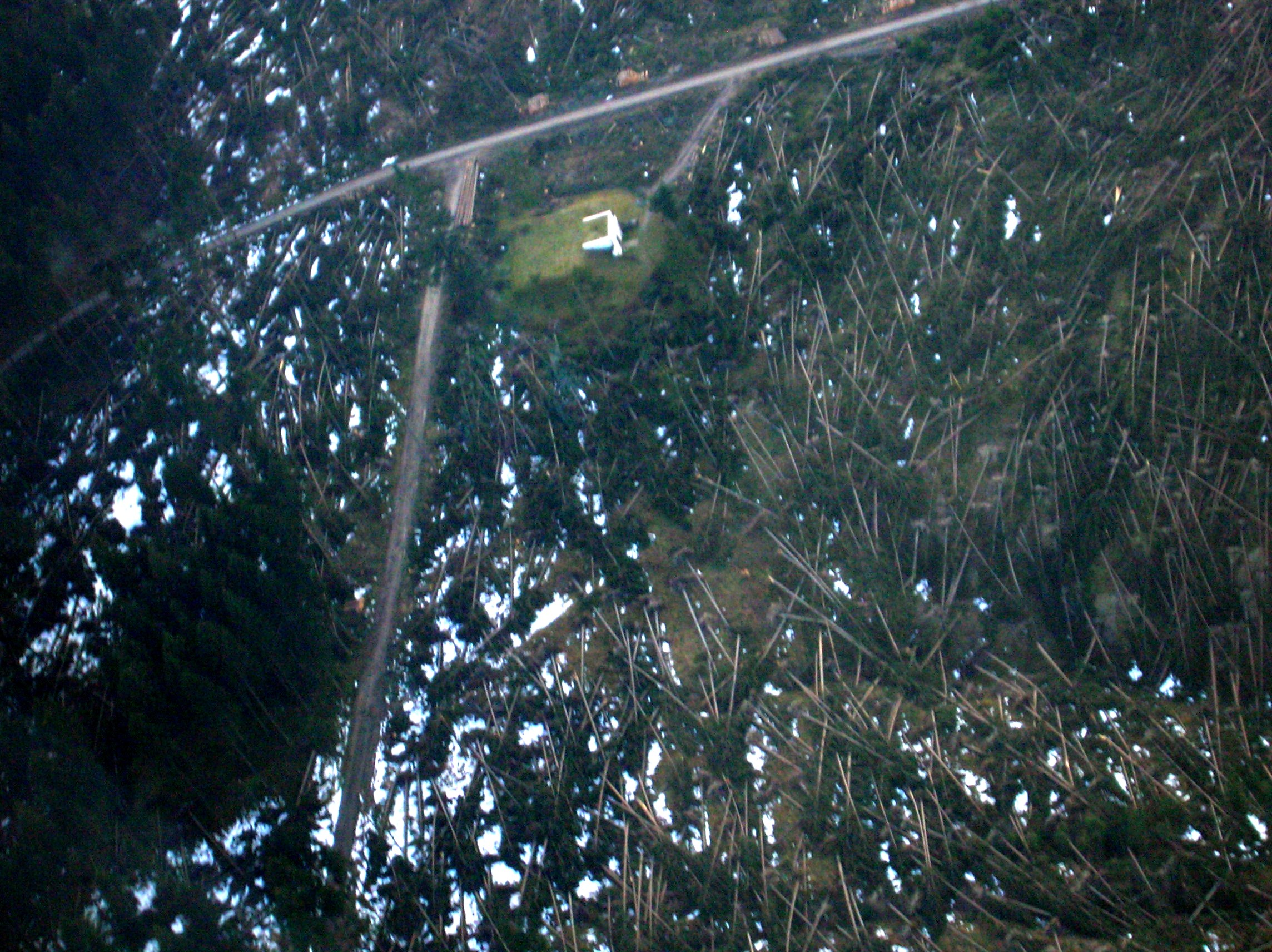
Waldgebiet nach dem Orkan Kyrill

Im selben Jahr begann der Bau des neuen Kirchturmes. Diese Maßnahme war in der Schmallenberger Bevölkerung sehr umstritten, weil ein moderner Kirchturm errichtet werden sollte. Der Kirchturmstreit in Schmallenberg wurde durch eine Bürgerinitiative auch vor Gericht ausgetragen. Er wurde durch gegenseitige Beleidigungen in öffentlichen Briefen sowohl seitens der Bürgerinitiative als auch seitens der Gemeindeverwaltung begleitet. Der Streit gipfelte im Rücktritt des Kirchenvorstands und der Einsetzung eines außenstehenden Gemeindeverwalters durch das Erzbistum Paderborn. Der Bau des neuen Turmes verzögerte sich deshalb. Erst im September 2004 wurde der neue Kirchturm nach Fertigstellung eingesegnet.

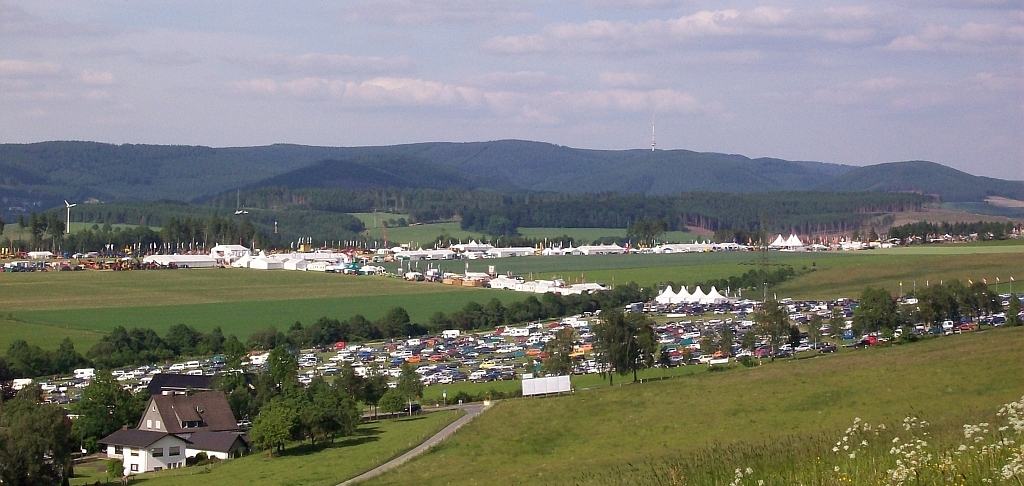
Tagung des Kuratoriums für Waldarbeit und Forsttechnik 2008

Der Orkan Kyrill verursacht am 18./19. Januar 2007 große Schäden in den Schmallenberger Wäldern. Ein Jahr später fand auf dem Flugplatzgelände Rennefeld und dessen Umgebung in der Zeit 4. bis 7. Juni 2008 die 15. Tagung des Kuratorium für Waldarbeit und Forsttechnik mit über 43.000 Besuchern statt. 515 Aussteller aus 23 Ländern beteiligten sich, im ersten Jahr nach Kyrill, an der Tagung mit dem Thema Forsttechnik live im Sturmholz.
Wissenschaftler entdeckten Ende 2011 bei Blutproben von Kühen aus Schmallenberger Betrieben einen Erreger. Aufgrund der Probenherkunft wurde das Virus nachher als Schmallenberg-Virus bezeichnet. Das Virus löste Totgeburten und Geburtsfehler bei Schafen, Rindern und Ziegen aus.
Trotz massiver Proteste und Rettungsversuche wurde das St.-Georg-Krankenhaus in Bad Fredeburg wegen eines Insolvenzverfahrens am 30. November 2012 geschlossen. Anfang 2013 eröffnete das Klinikum Arnsberg in den Räumen des ehemaligen St.-Georg-Krankenhauses ein Medizinisches Versorgungszentrum (MVZ). Die Jugendherberge Schmallenberg wurde am 31. Oktober 2014 geschlossen.
In der Zeit vom 27. bis 30. April 2018 fand das Landesmusikfest des Volksmusikerbundes NRW in Schmallenberg und Winterberg statt. 30.000 Besucher kamen zum 119. Deutscher Wandertag der vom 3. bis 8. Juli 2019 in Winterberg und Schmallenberg stattfand.

### Eingemeindungen

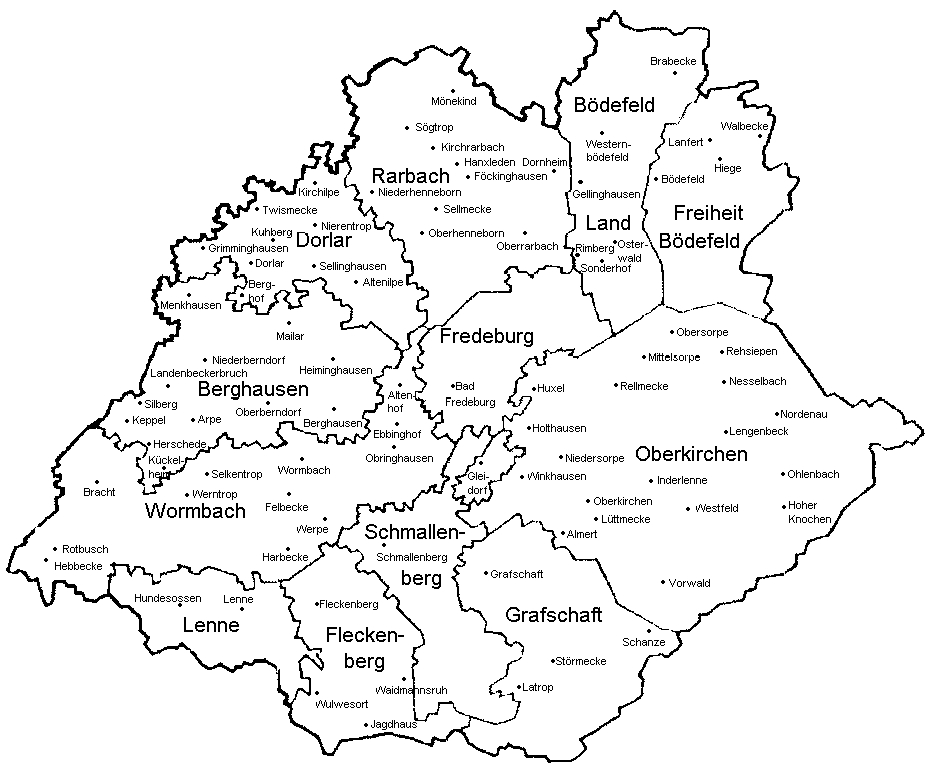
Orte in der Stadt Schmallenberg und Gliederung der ehemaligen Gemeinden vor 1975

Die Stadt Schmallenberg wurde am 1. Januar 1975 mit den Gemeinden des gleichnamigen Amtes und des Amtes Fredeburg vereint.
Nach dem Sauerland/Paderborn-Gesetz vom 5. November 1974 kam es mit Wirkung vom 1. Januar 1975 zur Eingliederung der bis dahin selbständigen Gemeinden Berghausen, Freiheit Bödefeld, Bödefeld-Land (außer Altenfeld und Valme), Dorlar, Fleckenberg, Stadt Fredeburg, Grafschaft, Lenne (außer Milchenbach; zuvor Kreis Olpe), Oberkirchen, Rarbach und Wormbach in die neue Stadt Schmallenberg. Gleichzeitig wurden die Ämter Fredeburg und Schmallenberg aufgelöst.

### Religionen

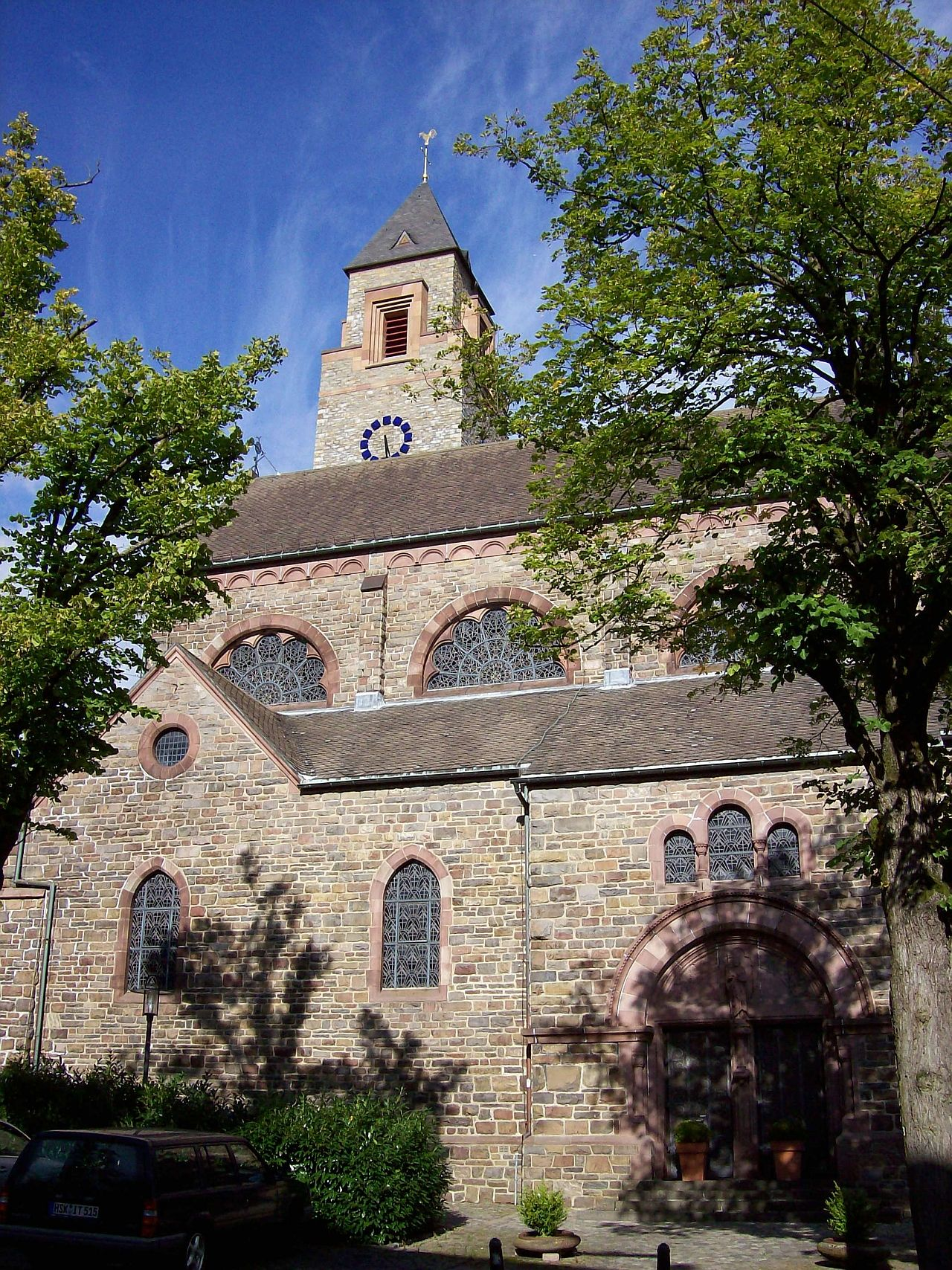
St. Alexander-Kirche

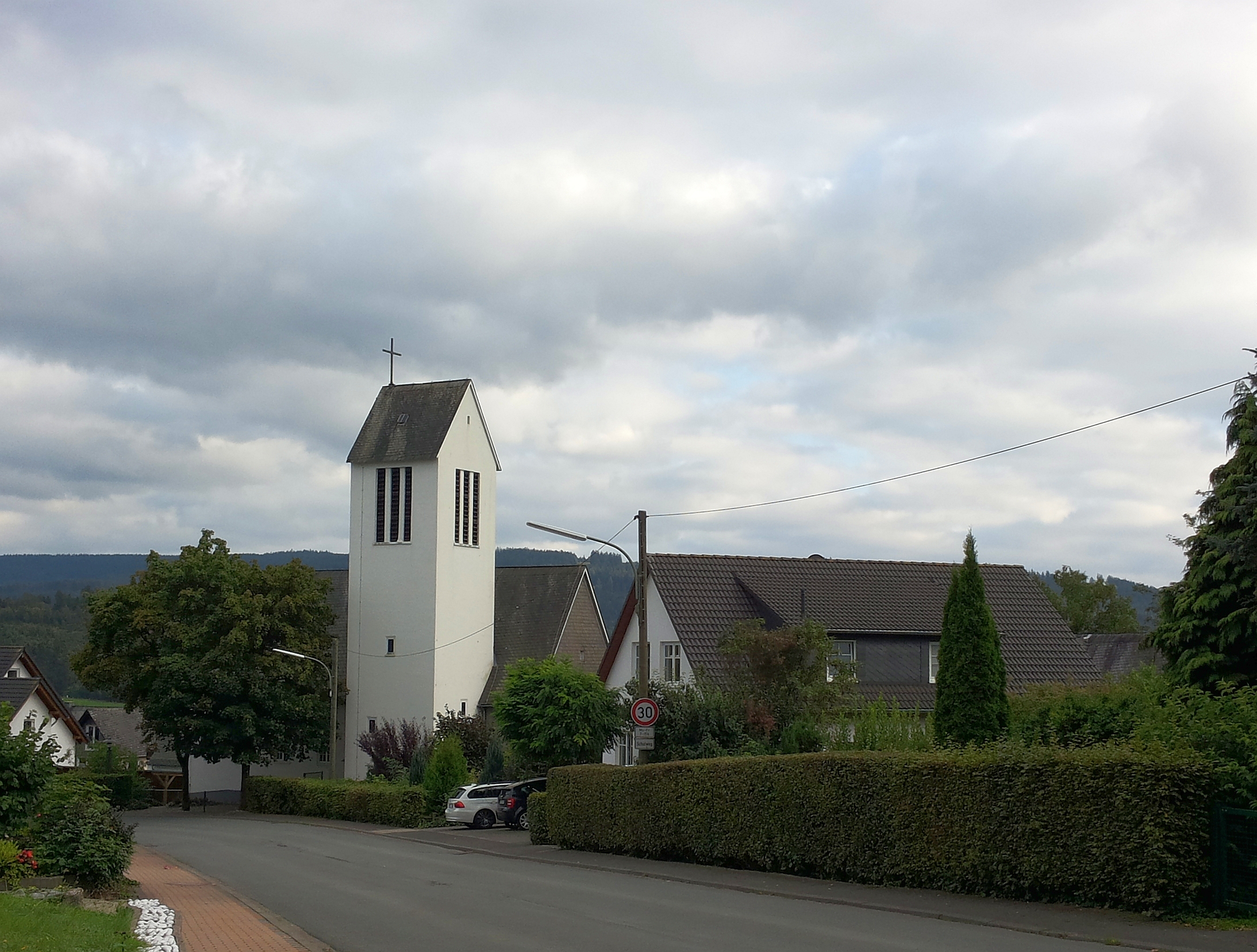
Christuskirche

Wie das gesamte kurkölnische Sauerland, dessen Landesherr bis 1803 der Erzbischof von Köln war, ist Schmallenberg katholisch geprägt. Bis zur Mitte des 20. Jahrhunderts gab es nur wenig evangelische Christen und Juden.
Nach dem Zweiten Weltkrieg kamen viele Vertriebene und Ostflüchtlinge evangelischen Glaubens in das Schmallenberger Sauerland. In Gleidorf wurde die erste evangelische Gemeinde im Schmallenberger Stadtgebiet bereits kurz nach 1900 gegründet. In Schmallenberg gibt es 20 katholische Kirchen und vier evangelische Kirchen. Eine Synagoge gibt es seit den Novemberpogromen von 1938 nicht mehr. Die letzte Bestattung auf dem jüdischen Friedhof fand im Jahre 1961 statt.
Heute ist der Großteil der Bevölkerung, etwa 79 %, römisch-katholisch, 11 % der Einwohner sind evangelisch und 10 % haben einen anderen Glauben oder sind konfessionslos.
| Jahr | Katholisch | Evangelisch | Jüdisch |
| ---- | ---------- | ----------- | ------- |
| 1840 | 882        | 5           | 24      |
| 1885 | 1443       | 25          | 52      |
| 1900 | 1587       | 58          | 45      |
| 1932 | 2210       | 36          | 52      |
| 1948 | 3023       | 488         | 4       |
| 1964 | 3898       | 590         | 1       |

### Einwohnerentwicklung

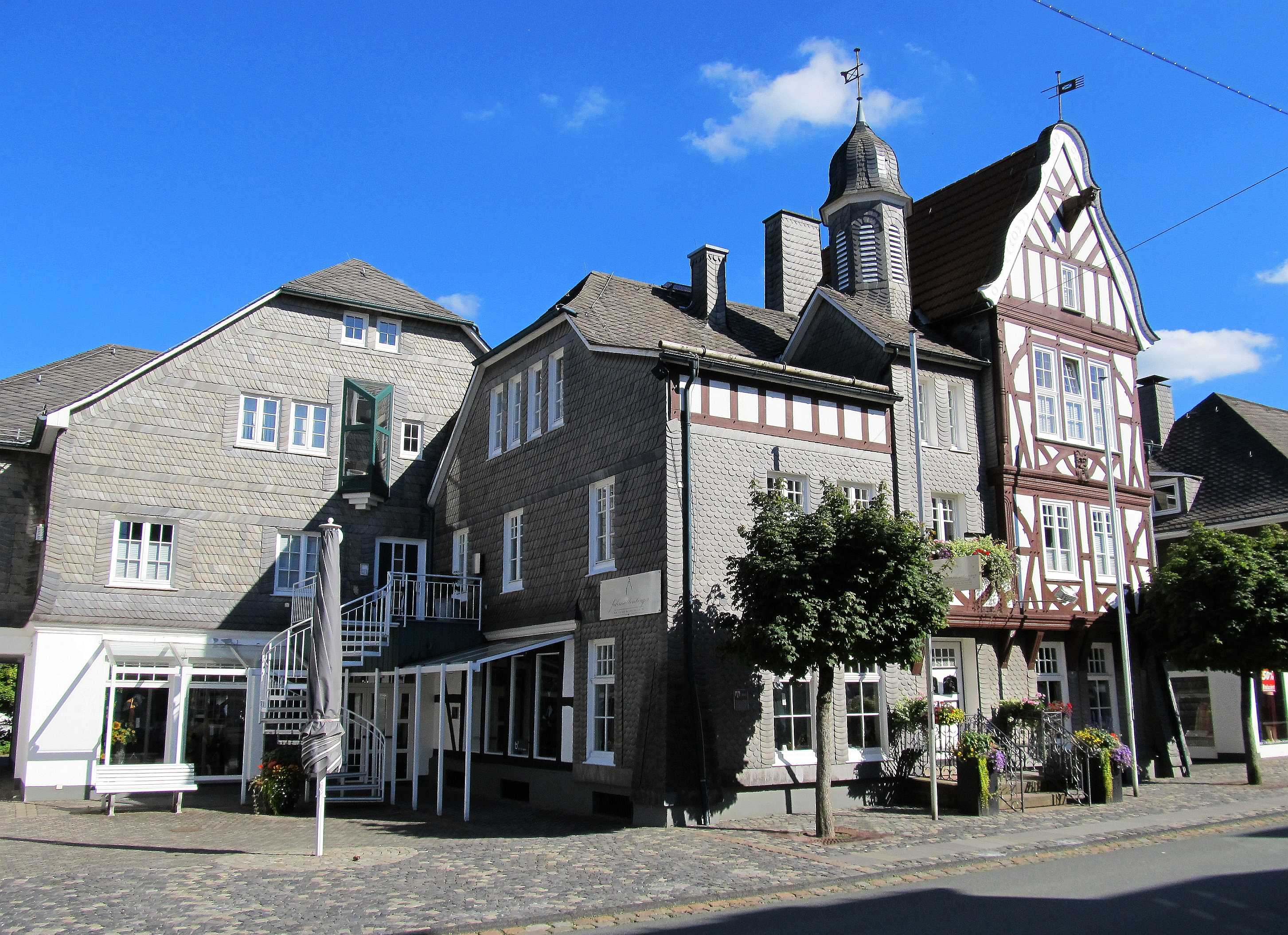
Haus im historischen Stadtkern von Schmallenberg

Einwohnerentwicklung von 1818 bis 2016 nach Gebietsständen entsprechend nebenstehender Tabelle. Untere Kurve: Kernstadt; obere Kurve: heutiges Stadtgebiet

Die älteste Einwohnerzahl Schmallenbergs stammt aus dem Jahr 1301. Damals lebten in 120 Haushaltungen 545 Bürger. Bis zum Jahr 1900 stieg die Einwohnerzahl auf 1690 Einwohner in der Kernstadt an. Davon waren 789 Männer und 901 Frauen. Nach dem Zweiten Weltkrieg gab es durch die Bevölkerungsbewegung einen Einwohnerzuwachs. 1946 wurden erstmals 356 Ostvertriebene und 324 Evakuierte registriert.
Von den 25.992 Einwohnern Schmallenbergs am 31. Dezember 2005 lebten 6341 Einwohner in der Kernstadt. Im zweitgrößten Ortsteil, Bad Fredeburg, wohnten 4062 Einwohner und in Bödefeld, Fleckenberg, Gleidorf und Grafschaft jeweils über 1000 Einwohner. In den meisten Ortsteilen (rund zwei Drittel der 83 Ortsteile) sind weniger als 150 Einwohner ansässig.
| Jahr | Kernstadt | Heutiges Stadtgebiet |
| ---- | --------- | -------------------- |
| 1818 | 863       |                      |
| 1840 | 911       |                      |
| 1858 | 1000      | 10.547               |
| 1885 | 1524      |                      |
| 1900 | 1690      |                      |
| 1914 | 2000      |                      |
| 1925 | 2202      |                      |
| 1939 | 2553      | 15.944               |
| 1946 | 3432      |                      |
| 1948 | 3530      |                      |
| 1950 |           | 21.530               |
| 1959 | 4120      |                      |
| 1961 | 4105      | 21.342               |
| 1964 | 4457      |                      |
| 1970 | 5207      | 23.657               |
| 1974 | 5225      | 24.756               |
| 1975 |           | 24.640               |
| 1985 |           | 24.956               |
| 2000 |           | 27.001               |
| 2010 | 6381      | 26.411               |
| 2015 | 6230      | 25.508               |
| 2016 | 6173      | 25.346               |
| 2022 |           | 24.878               |

## Politik

### Ergebnis der Kommunalwahlen
In der Stadt gab es bis Anfang der 1990er Jahre nur zwei Parteien, die CDU und SPD. Wegen allgemeiner Unzufriedenheit mit der politischen Landschaft in Schmallenberg und nach Auseinandersetzungen innerhalb der Schmallenberger CDU wurde am 24. September 1993 die Unabhängige Wählergemeinschaft (UWG) gegründet. Vor der Kommunalwahl 2004 verließen wegen Meinungsverschiedenheiten einige SPD-Mitglieder ihre Partei und gründeten anschließend die Bürgergemeinschaft für Schmallenberg (BfS).
Seit den Wahlen 2020 sind im Stadtrat sechs Parteien und Wählergruppen vertreten. Bei den Kommunalwahlen 2004, 2009, 2014 und 2020 errangen die Parteien und Gruppierungen folgende Stimmanteile und Anzahl von Sitzen im Stadtrat.
| Jahr | CDU    | SPD    | Die Grünen | UWG    | BfS    | Die PARTEI | Gesamt |
| ---- | ------ | ------ | ---------- | ------ | ------ | ---------- | ------ |
| 2020 | 50,4 % | 6,9 %  | 8,8 %      | 15,5 % | 11,7 % | 5,5 %      | -      |
| 2020 | 20     | 3      | 3          | 6      | 4      | 2          | 38     |
| 2014 | 54,5 % | 10,9 % | 6,8 %      | 14,5 % | 13,0 % | -          | -      |
| 2014 | 21     | 4      | 3          | 5      | 5      | –          | 38     |
| 2009 | 59,8 % | 8,4 %  | 5,7 %      | 14,6 % | 11,4 % | -          | -      |
| 2009 | 23     | 3      | 2          | 6      | 4      | –          | 38     |
| 2004 | 62,1 % | 11,3 % | –          | 14,9 % | 11,7 % | -          | -      |
| 2004 | 24     | 4      | –          | 6      | 4      | –          | 38     |

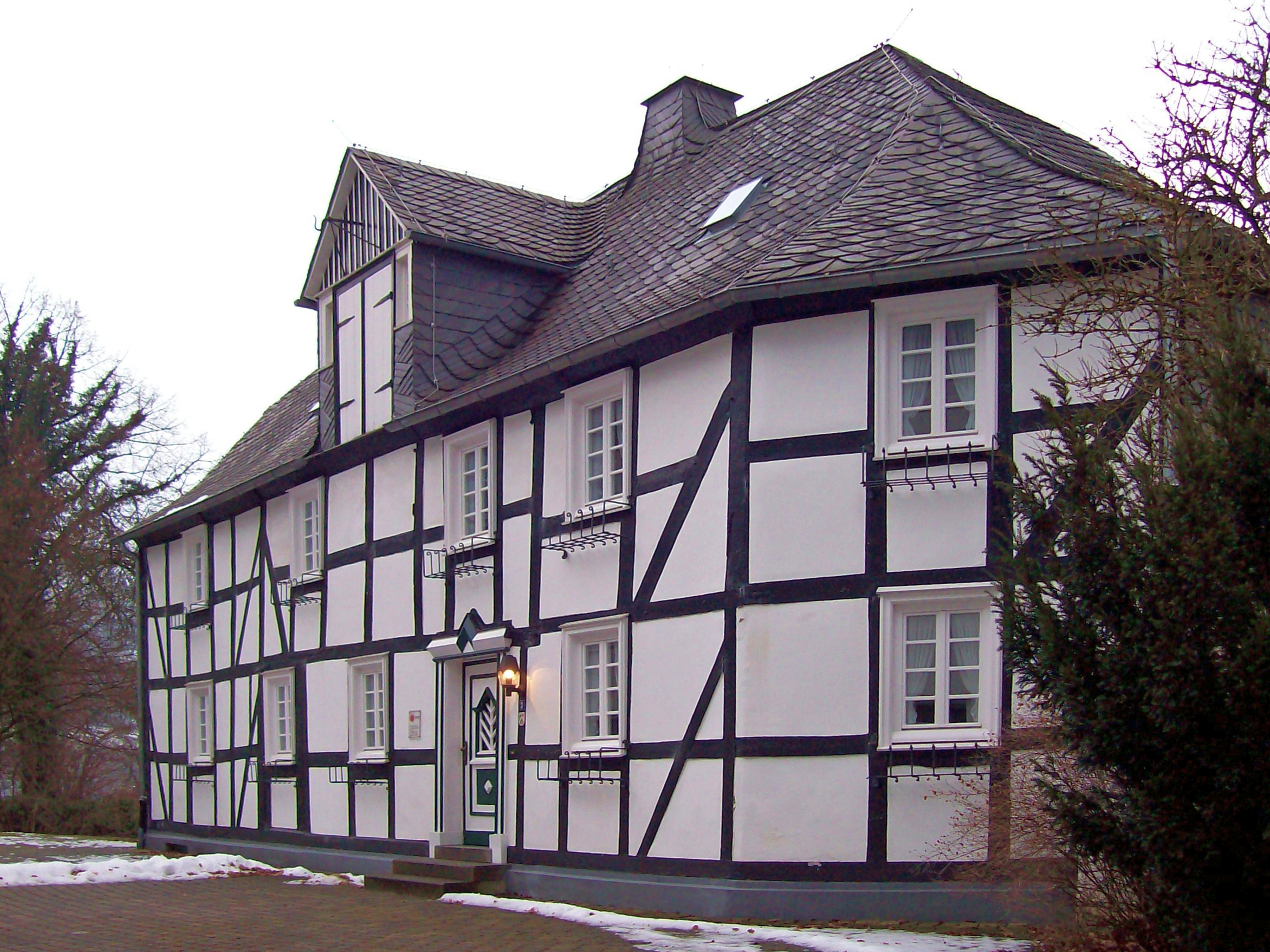
Denkmalgeschütztes Schmalen Haus am Rathaus

Die Wahlbeteiligung lag im Jahr 2004 bei 63,4 %, im Jahr 2009 bei 60,1 %, im Jahr 2014 bei 55,2 % und im Jahr 2020 bei 63,7 %.

### Ergebnisse der Landtags- und Bundestagswahlen (BT)
| Partei    | LTW 2005 | BTW 2005 | BTW 2009 | LTW 2010 | LTW 2012 | BTW 2013 | LTW 2017 | BTW 2017 | BTW 2021 |
| --------- | -------- | -------- | -------- | -------- | -------- | -------- | -------- | -------- | -------- |
| CDU       | 68,6 %   | 57,6 %   | 49,9 %   | 57,2 %   | 48,5 %   | 58,96 %  | 54,37 %  | 49,49 %  | 40,08 %  |
| SPD       | 20,0 %   | 24,2 %   | 17,2 %   | 21,5 %   | 25,7 %   | 21,03 %  | 20,07 %  | 18,26 %  | 24,39 %  |
| FDP       | 4,8 %    | 9,5 %    | 18,1 %   | 6,5 %    | 7,8 %    | 5,01 %   | 12,48 %  | 15,37 %  | 12,91 %  |
| Grüne     | 3,3 %    | 3,9 %    | 6,3 %    | 7,8 %    | 8,0 %    | 4,98 %   | 3,69 %   | 5,01 %   | 9,34 %   |
| Die Linke | (2,1 %)  | 2,9 %    | 4,9 %    | 2,8 %    | 0,9 %    | 3,53 %   | 2,05 %   | 3,87 %   | 1,81 %   |
| PIRATEN   | –        | –        | –        | –        | 6,0 %    | 1,81 %   | –        | –        | -        |
| AfD       | –        | –        | –        | –        | –        | –        | 4,30 %   | 5,63 %   | 5,99 %   |
| Sonstige  | 1,2 %    | 2,0 %    | 3,6 %    | 4,3 %    | 3,0 %    | 4,68 %   | 3,03 %   | 2,38 %   | 2,66 %   |

→ Siehe auch: Ergebnisse der Reichstagswahlen 1932 und 1933 und der Landtagswahlen 1947 und 1966 im Amt Schmallenberg

### Bürgermeister ab 1945

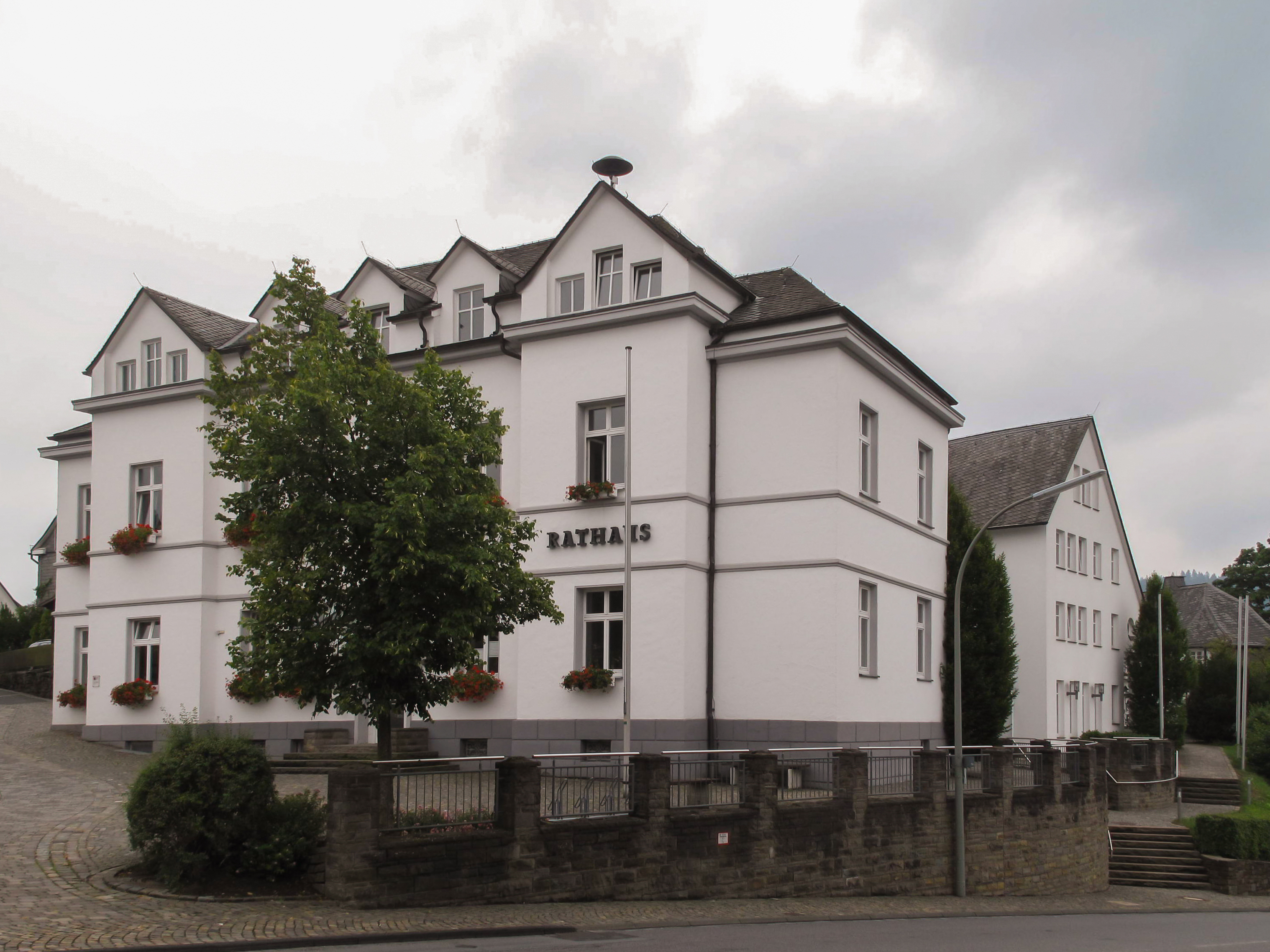
Ehemaliges Amtshaus sowie ältester Teil des heutigen Rathauses

Am 10. April 1945, drei Tage nach der amerikanischen Besatzung, wurde Alex Dornseifer vorläufiger Bürgermeister. Zwei Tage später löste ihn Richard Dameris ab. Die Militärregierung setzte anschließend am 21. Juli 1945 Klaus Siebenkotten ein, der zuvor bei der Stadtverwaltung Neheim-Hüsten tätig war. Von 1952 bis 1994 stellte in der alten und neuen Stadt Schmallenberg die Union den Bürgermeister. 1994 wurde der Sozialdemokrat Franz Josef Pape zum Bürgermeister gewählt. Fünf Jahre später schwang das Pendel zur Union zurück, die seither den Bürgermeister stellt.
- Klaus Siebenkotten (Amtsbürgermeister und zugleich Stadtbürgermeister vom 21. Juli 1945 bis April 1946)[85]
- Albert Dameris (Amtsbürgermeister und zugleich Stadtbürgermeister von April 1946 bis September 1946; der Amtsbürgermeister war in der Zeit vom 15. Dezember 1945 bis 29. September 1946 Vorsitzender des, von der Militärregierung berufen, ersten Stadtrates)
- Willi Wüllner (27. September 1946 bis 16. Oktober 1948, zweite Stadtvertretung bzw. erster gewählter Stadtrat)
- Josef Balzer-Lönzen, SPD (1948–1952, dritte Stadtvertretung)
- Paul Falke, CDU (1952–1975, vierte bis siebte Stadtvertretung)
- Paul Falke, CDU (1975–1984, nach der kommunalen Neugliederung)
- Otto Schulte, CDU (1984–1989)
- Rötger Belke-Grobe, CDU (1989–1994)
- Franz Josef Pape, SPD (1994–1999)
- Bernhard Halbe, CDU (1999–2020)
- Burkhard König, CDU (seit 2020)[86]

### Wappen
Das heutige Stadtwappen war erstmals im Jahr 1335 auf dem zweiten Stadtsiegel der Stadt Schmallenberg zu sehen. Ob Schmallenberg bereits bei der Stadtgründung ein Wappen besaß, ist unbekannt. In der sogenannten Arnsberger Sammlung aus dem Jahre 1700 befindet sich eine farbige Zeichnung mit dem Stadtwappen von Schmallenberg. Die bindende Festsetzung des heutigen Stadtwappens (in unveränderter Form von 1335) erfolgte durch einen Beschluss der Stadtverordneten im Jahre 1909.
| Wappen von Schmallenberg | Blasonierung: „In Silber eine rote Burg mit zwei Zinnentürmen und einem Tor, dessen Giebel in einer Lilie endet. In der Toröffnung findet sich ein aufrechter schwarzer Schlüssel.“ |
| Wappen von Schmallenberg | Wappenbegründung: Der Schlüssel weist auf das Patronat des Erzbistums Köln hin. Bei der Burg dürfte es sich um die Smalenburg handeln.                                              |

### Städtepartnerschaften
Schmallenberg unterhält Städtepartnerschaften mit dem französischen Wimereux (seit 1972) und mit dem englischen Burgess Hill (seit 1988).

## Kultur, Sport und Sehenswürdigkeiten

### Theater
Die Stadt Schmallenberg hat kein festes Theater. Im Stadtgebiet gibt es vier Theatervereine, eine Theatergruppe und eine Musicalgruppe für Kinder.

### Kino/Lichtwerk/Kulturbühne
Das Schmallenberger Kino in der Bahnhofstraße wurde 1929 unter dem Namen Lichtspiele Schmallenberg errichtet und gilt als eines der ältesten Lichtspielhäuser seiner Art in Deutschland. Nach dem Zweiten Weltkrieg, in dem der Kinosaal zeitweise als Lazarett genutzt wurde, wurde 1951 eine grundlegende Modernisierung durchgeführt. Die beiden damals hochmodernen Projektoren befinden sich bis heute im Einsatz. Da es aus wirtschaftlichen Gründen nicht möglich war, mit den aktuellen Entwicklungen der großen Multiplex-Kinos mitzuhalten, wurde 2005 der Betrieb zunächst eingestellt. Nach einer einjährigen Umbauphase wurde das alte Kino schließlich unter dem Namen Lichtwerk unter neuer Leitung wiedereröffnet. Die bei Filmvorführungen hinter der Leinwand verborgene Bühne wird nun wieder regelmäßig genutzt: Zusätzlich zum Kinobetrieb finden Theater- und Kabarettvorführungen, sowie Konzerte statt. Für den regelmäßigen Clubbetrieb mit wechselnden DJs wurden die vordersten Sitzreihen entfernt, sodass dieser Bereich nun als Tanzfläche zur Verfügung steht. Nach einem Umbau zur Kulturbühne, Heimkino und Eventlocation eröffnete im Mai 2017 das ehemalige Lichtwerk unter dem neuen Namen Habbels.

### Museen

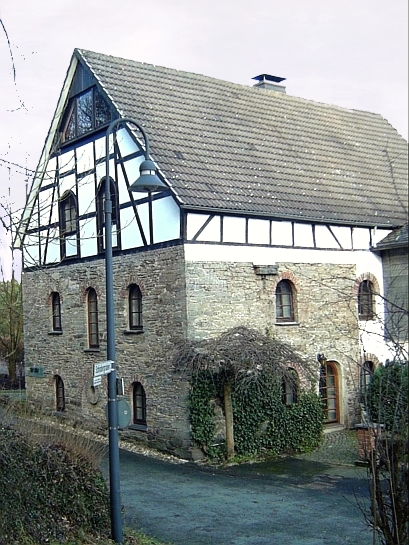
Kunsthaus Alte Mühle

Unter den neun Museen ist das 2200 m² große Schieferbergbau- und Heimatmuseum Holthausen hervorzuheben. In dem Museum befindet sich die Abteilungen Schiefer, Tier- und Pflanzenwelt, Textilverarbeitung, Volkskunde, Druckwerkstatt und Kunst. Seit 1984 ist dort eine Dauerausstellung unter dem Titel „Hexen-Gerichtsbarkeit im kurkölnischen Sauerland“ untergebracht. Es werden das Ausmaß der Hexenprozesse im Sauerland dokumentiert und verschiedene Folterwerkzeuge gezeigt. Angegliedert ist seit 2009 die Südwestfälische Galerie.
In der Besteckfabrik Hesse in Fleckenberg ist ein Technisches Museum untergebracht. Die Besteckfabrik wurde 1990 mit ihrer fast vollständig erhaltenen Inneneinrichtung unter Denkmalschutz gestellt. Im Gerichtsmuseum, das sich im Amtsgericht in Bad Fredeburg befindet, erhält der Besucher Einblicke in die Geschichte der Rechtsprechung. Das Klostermuseum im Kloster Grafschaft zeigt neben wechselnden Sonderausstellungen sakrale Objekte aus verschiedenen Jahrhunderten zur Kunst und Geschichte des Klosters.
Weitere Museen sind die SGV Heimatstube in Nordenau, ein Museumshof (Schultenhof) in Winkhausen, das kleine Waldarbeitermuseum Alte Mühle in Latrop und das Kunsthaus Alte Mühle in der Kernstadt.

### Musik
In Schmallenberg gibt es 47 Musik- und Gesangvereine. Davon sechs Tambourcorps, fünf Musikvereine, drei Jugendblasorchester, zwei Jagdhornbläsercorps, einen Spielmannszug, eine Kur- und Knappenkapelle, ein Blasorchester, eine Mandolinen-Gitarren-Akkordeongruppe, eine Stadtkapelle, fünfzehn Männer- und sechs Frauenchöre, einen Kammer- sowie einen Kinder- und Jugendchor. Zu den bekanntesten Musikern bzw. Musikwissenschaftlern gehören Norbert Abels, Tom Astor, Renate und Werner Leismann sowie Heinz Schüngeler. Des Weiteren gibt es im Schmallenberger Raum eine eigene Blues- und Rockmusikszene. Die Death-Metal-Band Dark Millennium stammt aus Bad Fredeburg. Im Rahmen der Regionale 2013 wurde die Akademie Bad Fredeburg für über 8 Millionen Euro zum Musikbildungszentrum Südwestfalen um- und ausgebaut. Beim Landesmusikfest des Volksmusikerbundes NRW vom 27. bis 30. April 2018 in Schmallenberg haben über 4600 Musiker mitgemacht. Bei den Wertungsspielen haben sich an mehreren Wertungsstätten im Stadtgebiet insgesamt 98 Orchester den Juroren gestellt.

### Regelmäßige Veranstaltungen

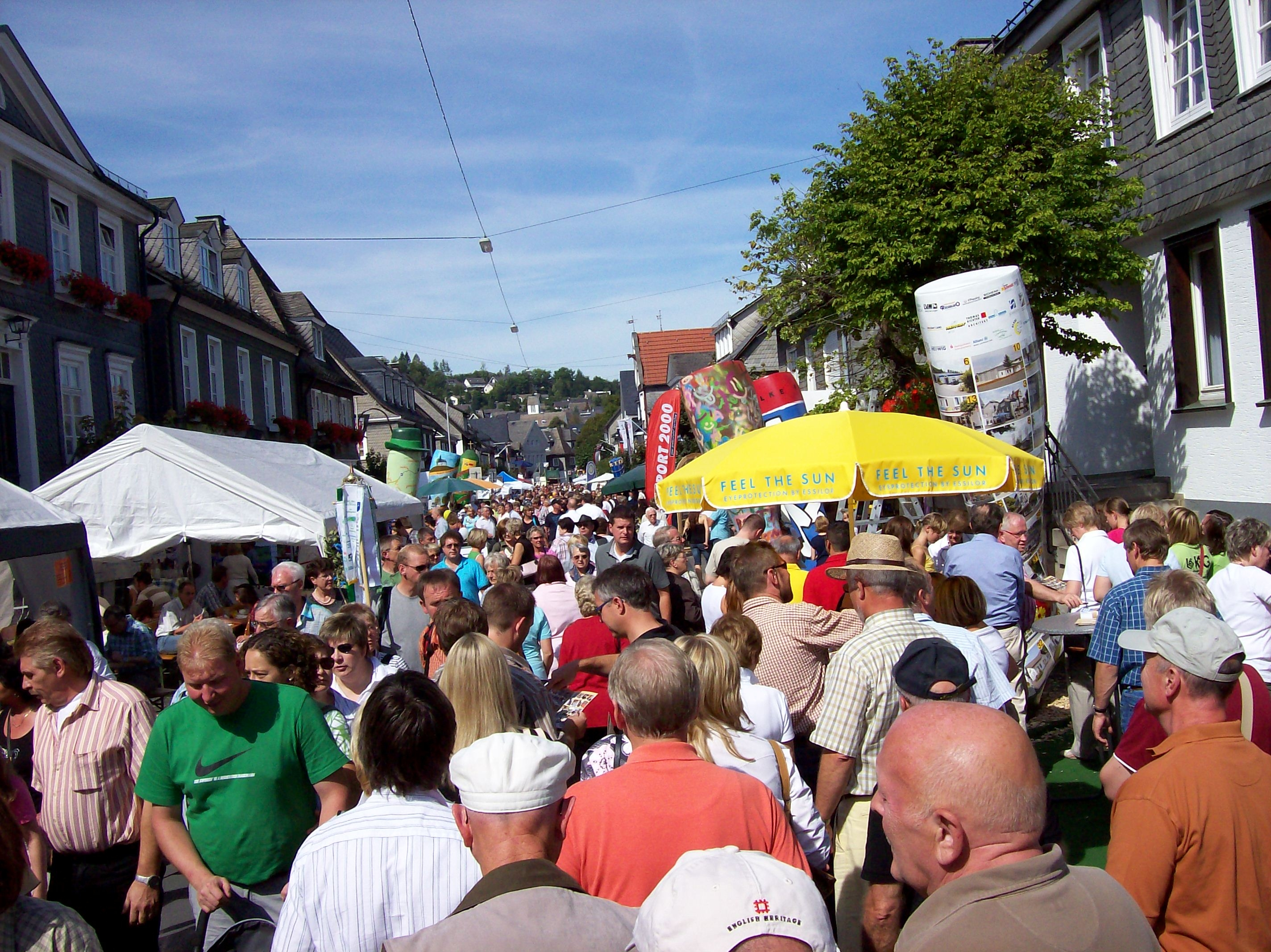
Schmallenberger Woche

Ein mehrtägiges Straßenfest mit Musik und anderen Veranstaltungen, das alle zwei Jahre Ende August in Schmallenberg stattfindet, ist die Schmallenberger Woche. Die Schmallenberger Frühjahrstagungen des Bund Katholischer Unternehmer finden jährlich seit 1960 in Schmallenberg statt. In 21 Ortschaften finden jährlich Schützenfeste statt. Sitzungskarneval wird ebenfalls in mehreren Ortsteilen gefeiert. Einen Karnevalsumzug gibt es nur in Niederberndorf. Bödefeld delikat ist ein kulinarisches Straßenfest, das jährlich seit dem Jahr 1992 in Bödefeld stattfindet. Seit 1985 veranstaltet die Werbegemeinschaft Schmallenberg rund um die St.-Alexander-Kirche den größten Schmallenberger Weihnachtsmarkt. Nikolaus- und Weihnachtsmärkte gibt es auch in anderen Ortsteilen.

### Sehenswürdigkeiten

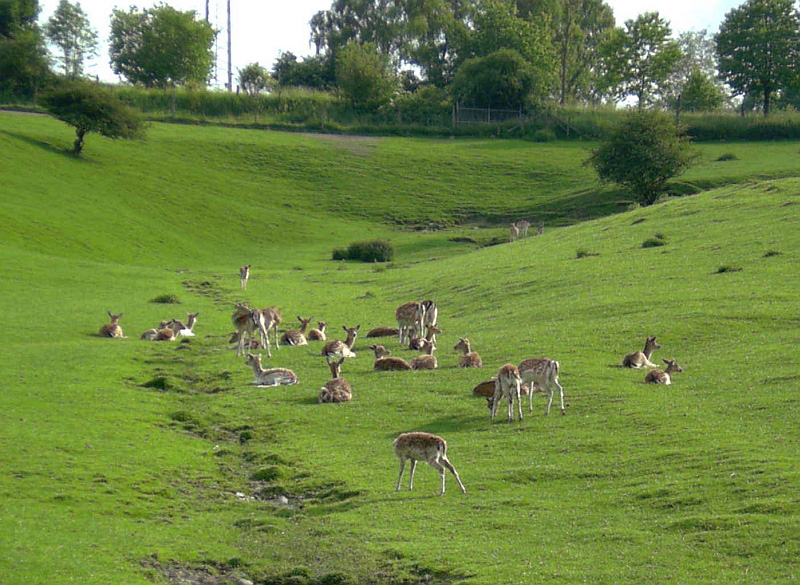
Damwildgehege in Schmallenberg

Der Raum Schmallenberg gehört zu den 29 landesbedeutsamen Kulturlandschaftsbereichen in Nordrhein-Westfalen. Zu den wertgebenden Merkmalen in die Einstufung landesbedeutsamer Kulturlandschaftsbereich in Nordrhein-Westfalen gehört das Bodendenkmal Wilzenberg mit Kapelle und Kreuzwegen und Kloster Grafschaft. Der historische Stadtkern Schmallenberg sowie die Kirchdörfer Lenne, Oberkirchen und Wormbach mit den Pfarrkirchen und Pfarrhäusern und der dörflichen Bebauung seit dem späten 17. Jahrhundert beziehungsweise auch aus der Zeit nach 1945. Zudem der Weiler Winkhausen und die Orte Nieder- und Obersorpe mit den Bauernhöfen seit dem 17. Jahrhundert. Ferner gibt es im Stadtgebiet 174 Baudenkmäler, sieben Bodendenkmäler und drei bewegliche Denkmäler.
Darüber hinaus haben viele Dörfer im Stadtgebiet an dem Bundeswettbewerb „Unser Dorf soll schöner werden“ teilgenommen, von denen zahlreiche Dörfer auch Auszeichnungen erlangten. Neun Dörfer erhielten in den vergangenen Jahren die höchste Auszeichnung „Bundesgold“. Dies ist ein bundesweit einmaliger Rekord. Diese neun Bundesgolddörfer sind: Fleckenberg, Grafschaft, Holthausen, Kirchrarbach, Latrop, Niedersorpe, Oberhenneborn, Oberkirchen und Westfeld.

#### Bauwerke

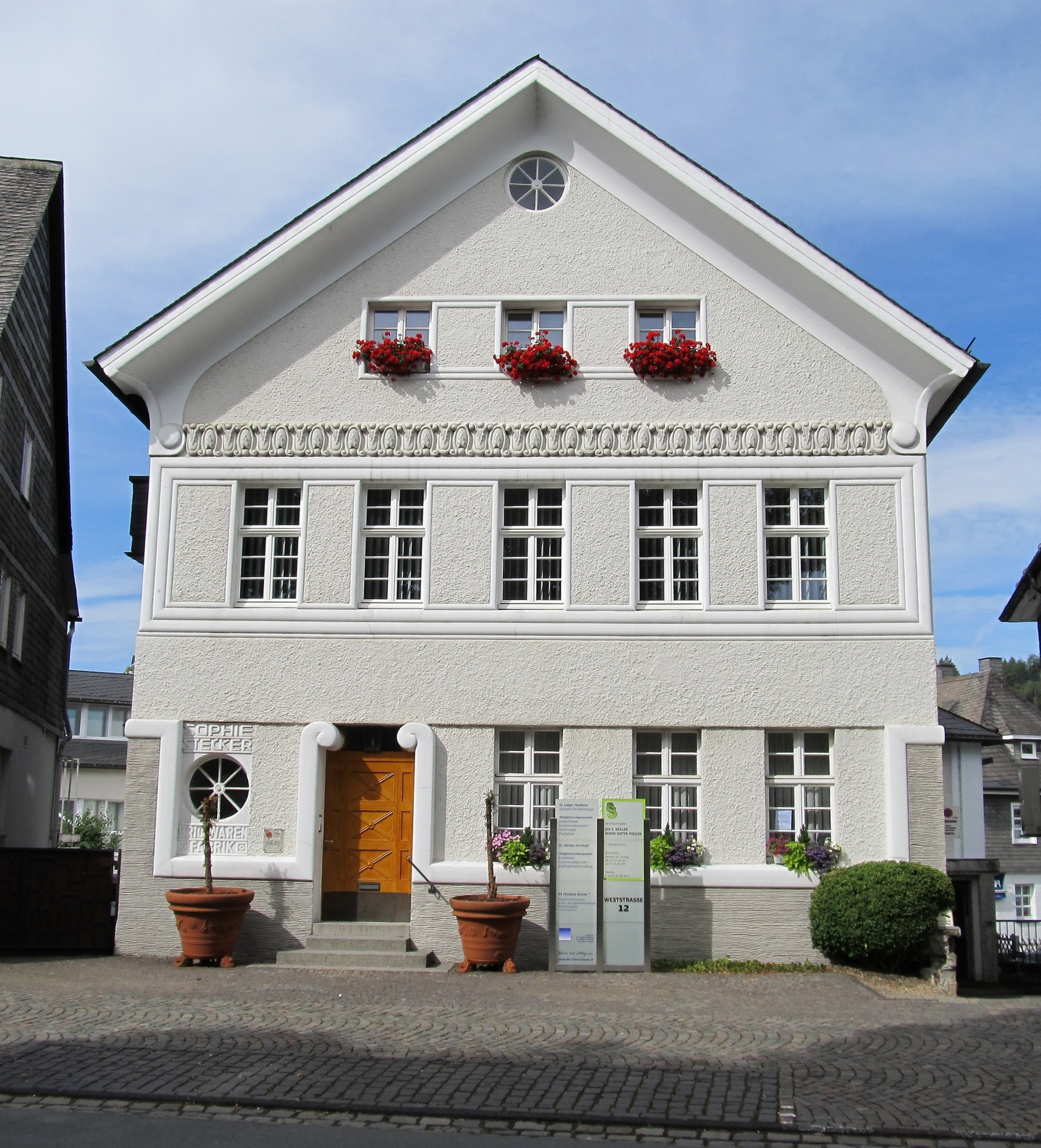
Denkmalgeschütztes Fachgiebelhaus

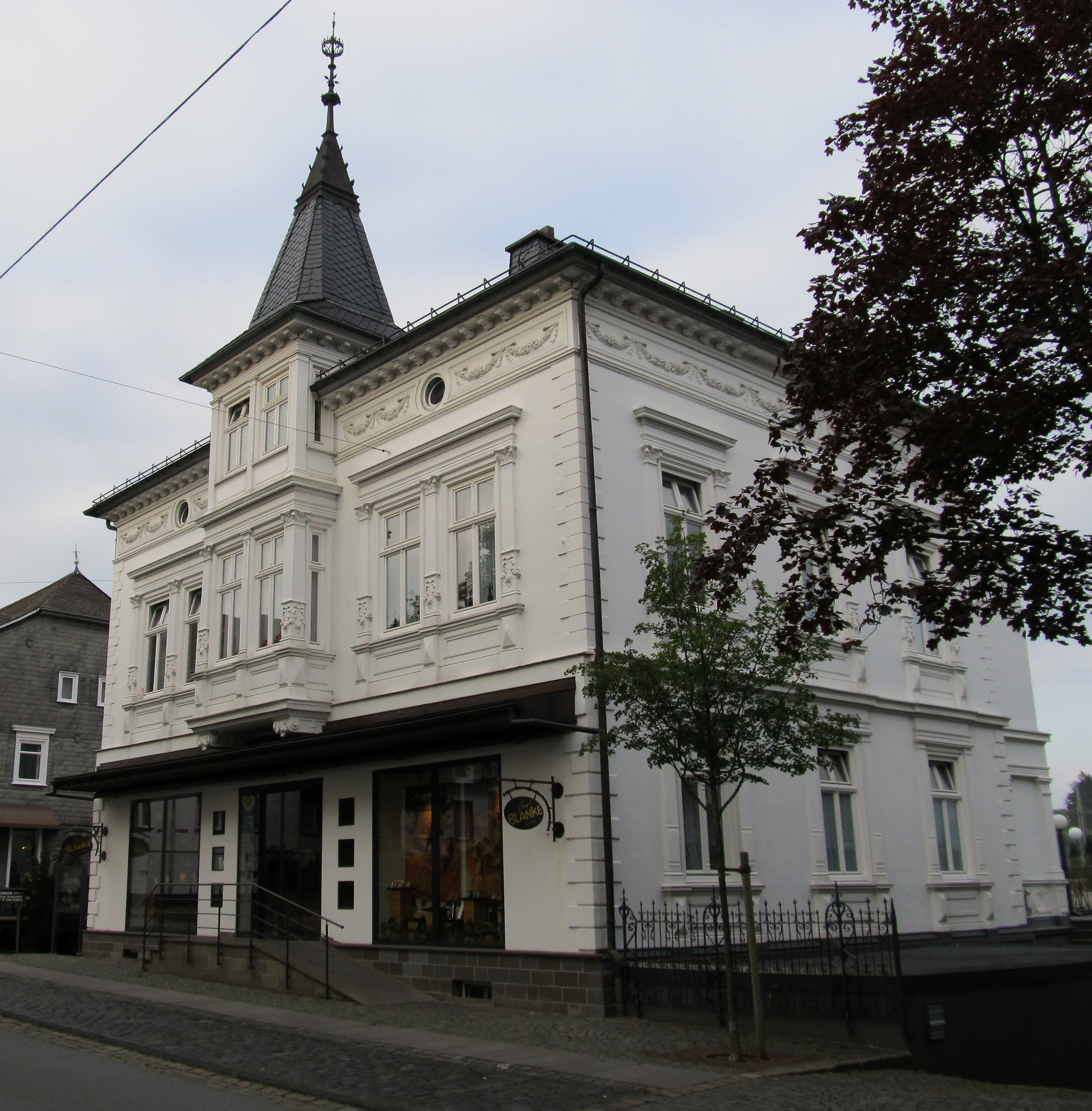
Historisches Wohn- und Geschäftshaus

Im historischen Stadtkern von Schmallenberg werden regelmäßig Stadtführungen angeboten. Im benachbarten Ortsteil Grafschaft liegt das Kloster Grafschaft. Das Kloster war von 1072 bis zur Säkularisation 1804 eine Benediktinerabtei. Vom 19. Jahrhundert bis Mitte des 20. Jahrhunderts nicht monastisch genutzt, beherbergt die Anlage seit 1948 Borromäerinnen.
Der benachbarte Wilzenberg war eine heidnische Kultstätte unbestimmter Datierung. Neben den als Bodendenkmal eingestuften Resten einer Wallburg (Ringwälle) befinden sich hier eine Wallfahrtskapelle aus dem Jahr 1633, der 17 m hohe eiserne Wilzenbergturm aus dem Jahre 1891 und ein hohes Gipfelkreuz. Östlich von Kirchilpe befindet sich auf einer Anhöhe eines Steilhanges die Wallburg Kirchilpe.
Die Ruine der Burg Rappelstein liegt auf einem Felsen, dem so genannten Rappelstein, im Ortszentrum von Nordenau. Die höchste Burg Westfalens, deren ursprünglicher Name Burg Norderna war, wurde von den Edelherren von Grafschaft an der alten Heidenstraße Köln – Kassel um 1200 erbaut.
In Berghausen, Lenne und Wormbach befinden sich Romanische Kirchen. Die St. Cyriakus Kirche im Berghausen wurde um 1220 errichtet. Die Pfarrkirche St. Vinzentius in Lenne und die Kirche St. Peter und Paul in Wormbach stammen aus dem 13. Jahrhundert. Die in der europäischen Kirchenmalerei seltenen Darstellung der zwölf Tierkreiszeichen im Mittelschiff der Wormacher Kirche und die Orgel aus dem 15. Jahrhundert sind besonders sehenswert.

#### Parks

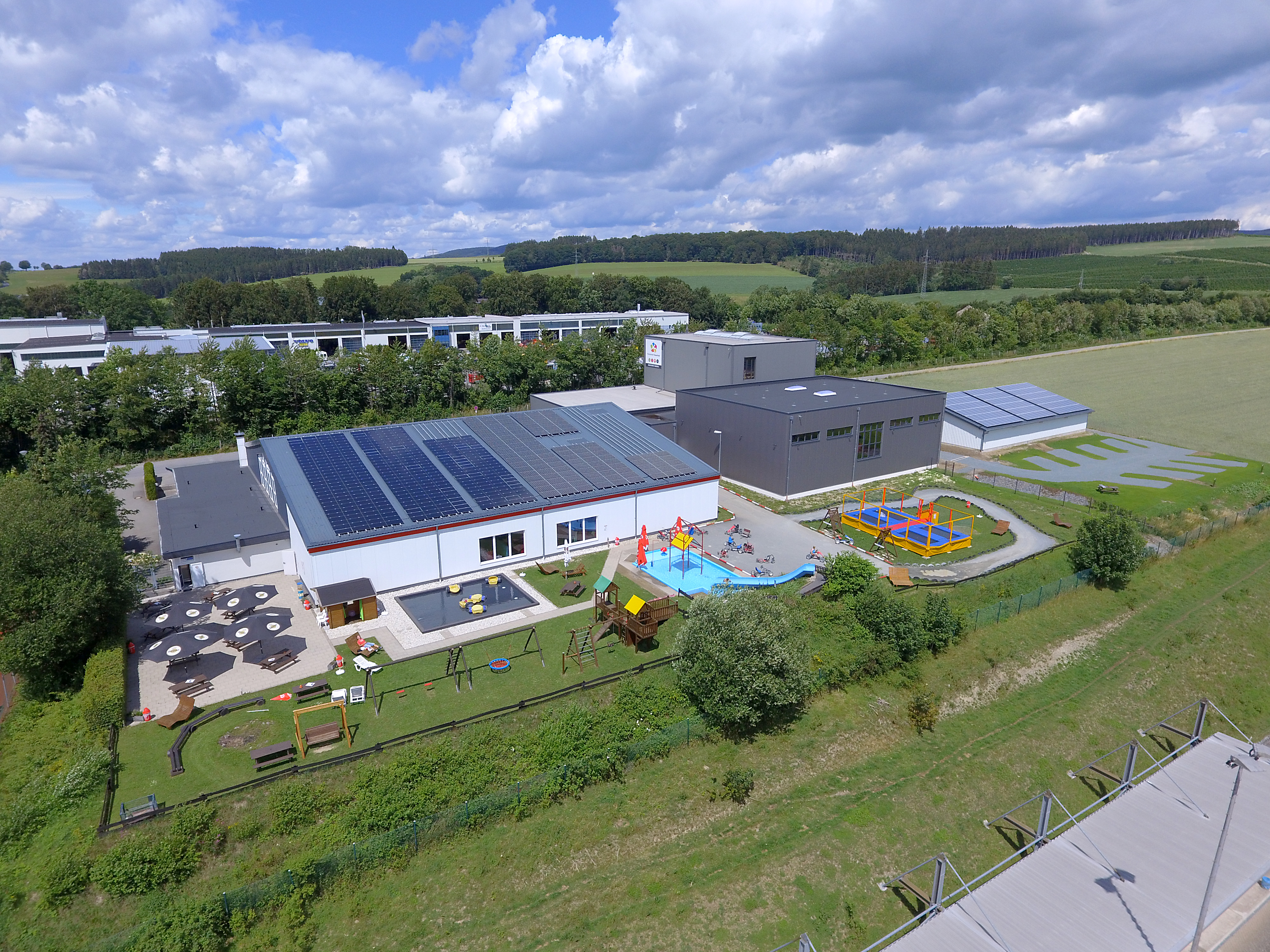
Freizeitwelt Sauerland

Der Kurpark in der Kernstadt Schmallenberg befindet sich zwischen der Grafschaft und der Lenne. In Bad Fredeburg grenzt der Rudolf-Becker-Park an das Kurhaus.
Die Freizeitwelt Sauerland bietet in der Kernstadt auf über 8000 m², davon 3000 m² überdacht und wetterunabhängig viele Aktivitäten für Groß und Klein. Unter anderem ein Kinderland mit großem Außenbereich und Wasserspielplatz, eine Sportkletterwand, einen überdachten Hochseilgarten, sowie eine JUMP Area und VR Welten für Kinder, Familien und Gruppen an.

#### Natur- und Landschaftsschutz
→ Siehe auch: Liste der Naturdenkmäler in Schmallenberg und Liste der Landschaftsschutzgebiete im Hochsauerlandkreis

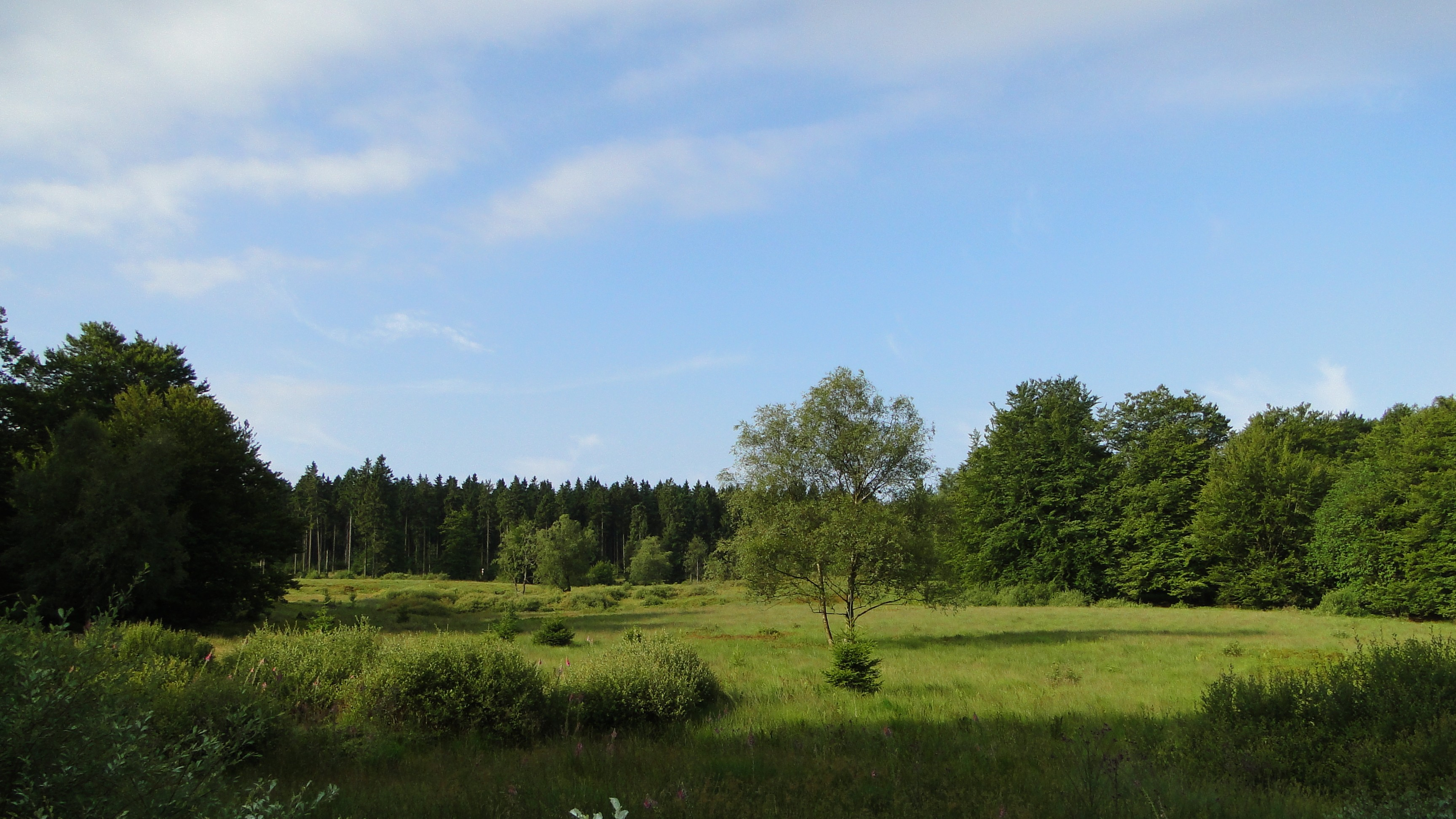
Das Hochmoor Rauhes Bruch

Seit 2008 gibt es für das Schmallenberger Stadtgebiet zwei Landschaftspläne, in dem die Flächen außerhalb der bebauten Ortsteile und des Geltungsbereichs eines Bebauungsplans als Landschaftsschutzgebiet ausgewiesen wurden, sofern kein höherer Schutzstatus wie beispielsweise Naturschutzgebiet (NSG) besteht.
Der Landschaftsplan Nordwest umfasst den nordwestlichen Teil des Stadtgebietes von Schmallenberg mit einer Flächenausdehnung von 112,63 km² und der Landschaftsplan Südost umfasst den südöstlichen Teil des Stadtgebietes mit einer Flächenausdehnung von ca. 190 km². Beide Landschaftspläne beschreiben die Naturschutzgebiete, Naturdenkmale, Landschaftsschutzgebiete und geschützte Landschaftsbestandteile im Stadtgebiet. Es gibt in der Stadt insgesamt 38 Naturschutzgebiete unterschiedlicher Größe. Das Naturschutzgebiet Hunau - Langer Rücken - Heidberg liegt am östlichen Stadtrand von Schmallenberg oberhalb von Bödefeld. In dem Schutzgebiet befinden sich die rund 8000 Jahre alten Hochmoore „Nasse Wiese“ und „Rauhes Bruch“ sowie ein kleiner See.

### Sport
In der Zeit von 1978 bis 1999 wurden viele internationale und nationale Grasski-Meisterschaften in Schmallenberg durchgeführt. Die Grasski-Junioreneuropameisterschaften fanden 1983 und 1988 und die Deutschen Grasski-Meisterschaften 1995 und 1996 am Schmallenberger Skilift statt. Der FIS Rollski-Weltcup wurde in der Zeit vom 15. bis 17. August 2008 in Schmallenberg durchgeführt. Die Deutsche Rollski Meisterschaft in den beiden Disziplinen (Sprint und Verfolgung auf der Flachstrecke) fand in der Zeit vom 21. bis 22. August 2010 statt.
Bad Fredeburg war am 4. September 2008 offizieller 6. Radsport-Etappenort der 10. Deutschland Tour. In Gleidorf finden auf einer speziellen Autocross-Strecke einmal im Jahr Autocross-Veranstaltungen statt. 2004 wurden auf der Strecke der Lauf zur Deutschen Autocross-Meisterschaft (DMSB) und der Meisterschaftslauf des Deutschen Rallyecross-Verbandes (DRCV) ausgetragen. Zu den jährlich wiederkehrenden Sportveranstaltungen im Stadtgebiet gehört der Hollenlauf in Bödefeld, der Rothaarsteig-Marathon in Fleckenberg sowie das Radrennen Rund um den Wilzenberg und SKS-Sauerland-Marathon für Mountain Biker in Grafschaft.
In Westfeld befindet sich das Nordiczentrum NRW und das Skilanglaufzentrum Hochsauerland. Der Landesleistungsstützpunktes Biathlon NRW war an die Biathlon-Anlage in Jagdhaus angebunden. Auf der Biathlon-Anlage wurden unter anderem die Deutsche Jugend- und Juniorenmeisterschaften Biathlon (DSV), der Deutschlandpokal Biathlon (DSV) und die Bundesskispiele Biathlon (DSV) ausgetragen. Die Schießstände der Anlage wurden im Jahre 2004 geschlossen.
Im Schmallenberger Stadtgebiet befinden sich ein Hochseilklettergarten und eine Kletterhalle mit Indoor-Hochseilgarten, neun Turnhallen, zwei Golf-, achtzehn Sport- und zwanzig Tennisplätze, diverse Reitmöglichkeiten, elf Skilifte und 130 km Loipen (Rothaarsteigloipe). Außerdem gibt es rund 2500 km gekennzeichnete Wanderwege; dazu gehören: Rothaarsteig, Sauerland-Höhenflug und die SGV-Hauptwanderwege Astenweg, Friedrich-Wilhelm-Grimme-Weg, Hanseweg, Hunauweg, Rothaarweg, Schieferweg und Wilhelm-Münker-Weg sowie der Waldskulpturenweg (Sauerland-Wittgenstein). Die Radwanderweg Lenneroute und SauerlandRadring durchquert das Stadtgebiet. In Schmallenberg sind 53 Sportvereine gemeldet, die unter anderem Angeln, Badminton, Bogensport, Fallschirmspringen, Flugsport, Fußball, Golf, Handball, Kampfsportarten, Kanu fahren, Motorsport bzw. Motocross, Radsport, Reiten, Schießen, Schwimmen, Tennis, Turnen und Wandern anbieten.

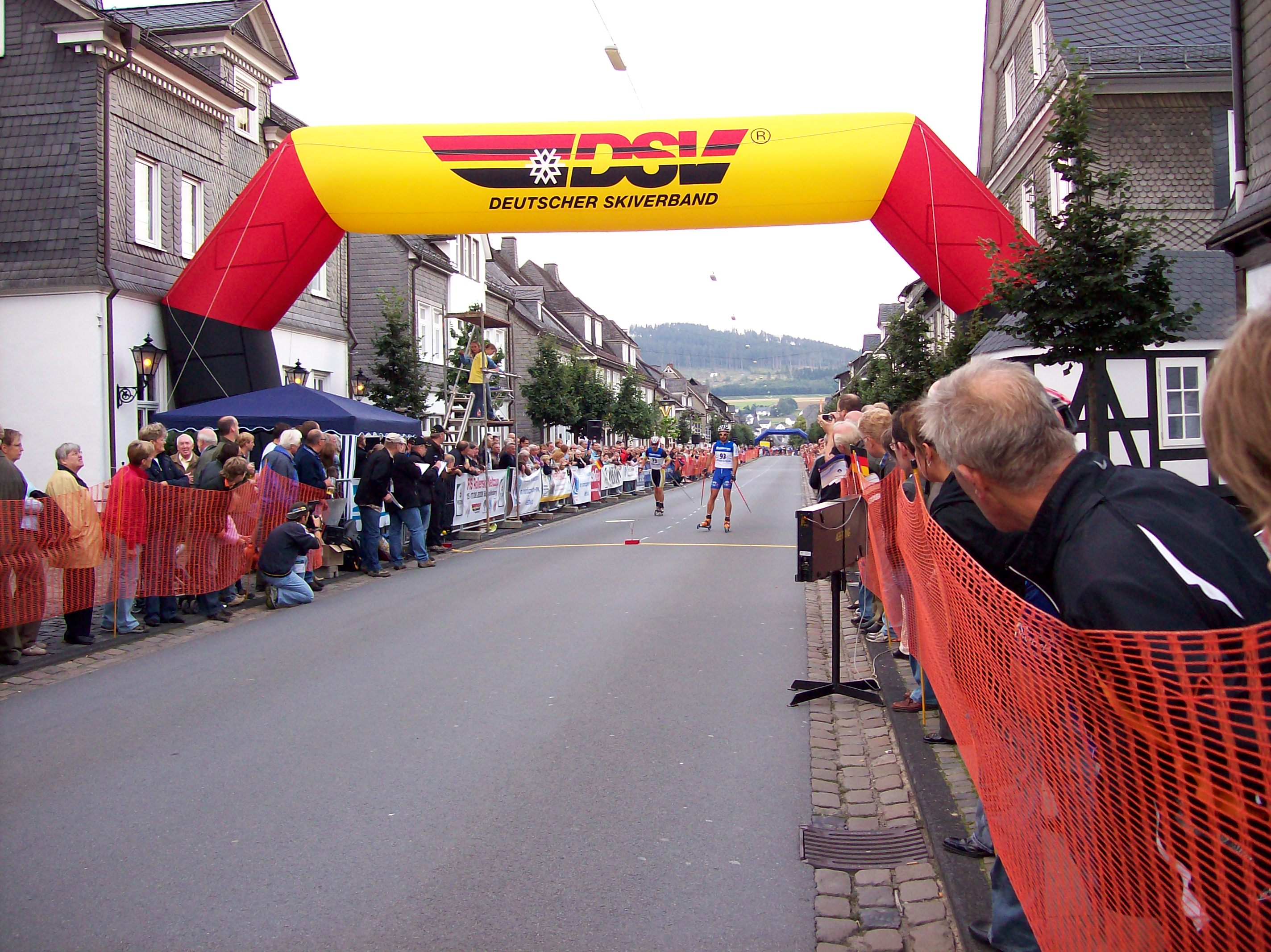
FIS Rollski-Weltcup, 2008
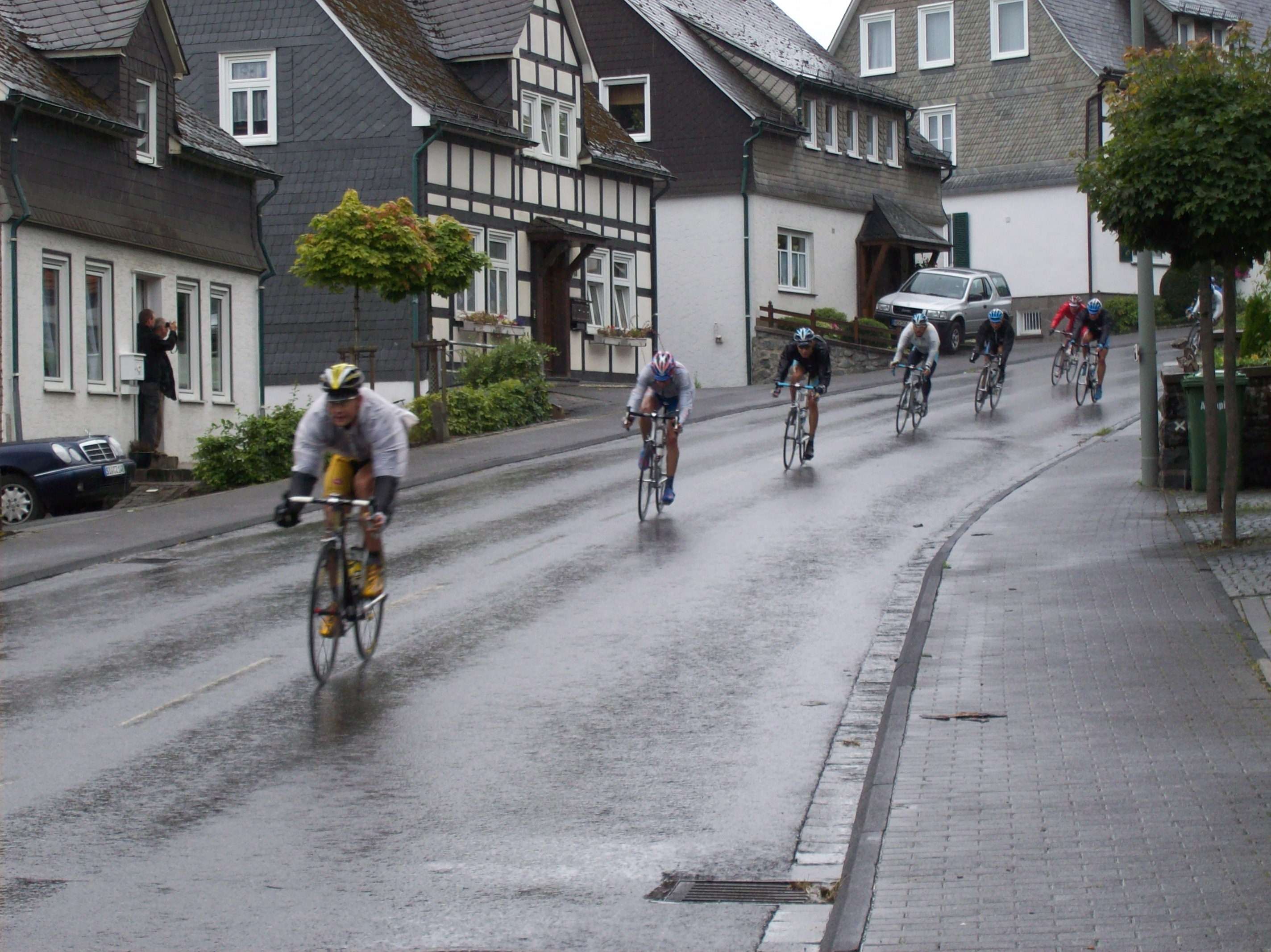
Deutschland Tour, 2008
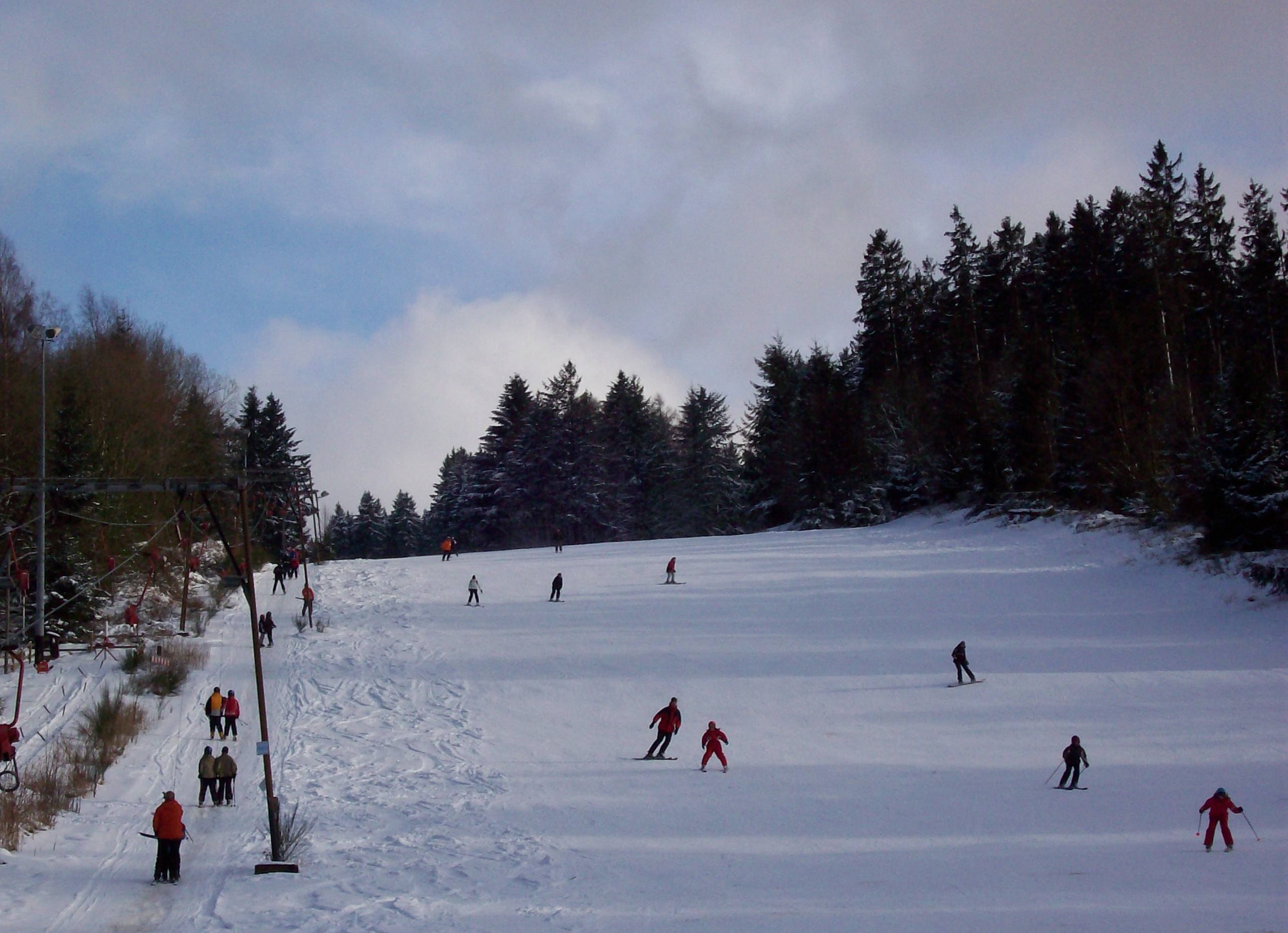
Skilift in Schmallenberg, 2008
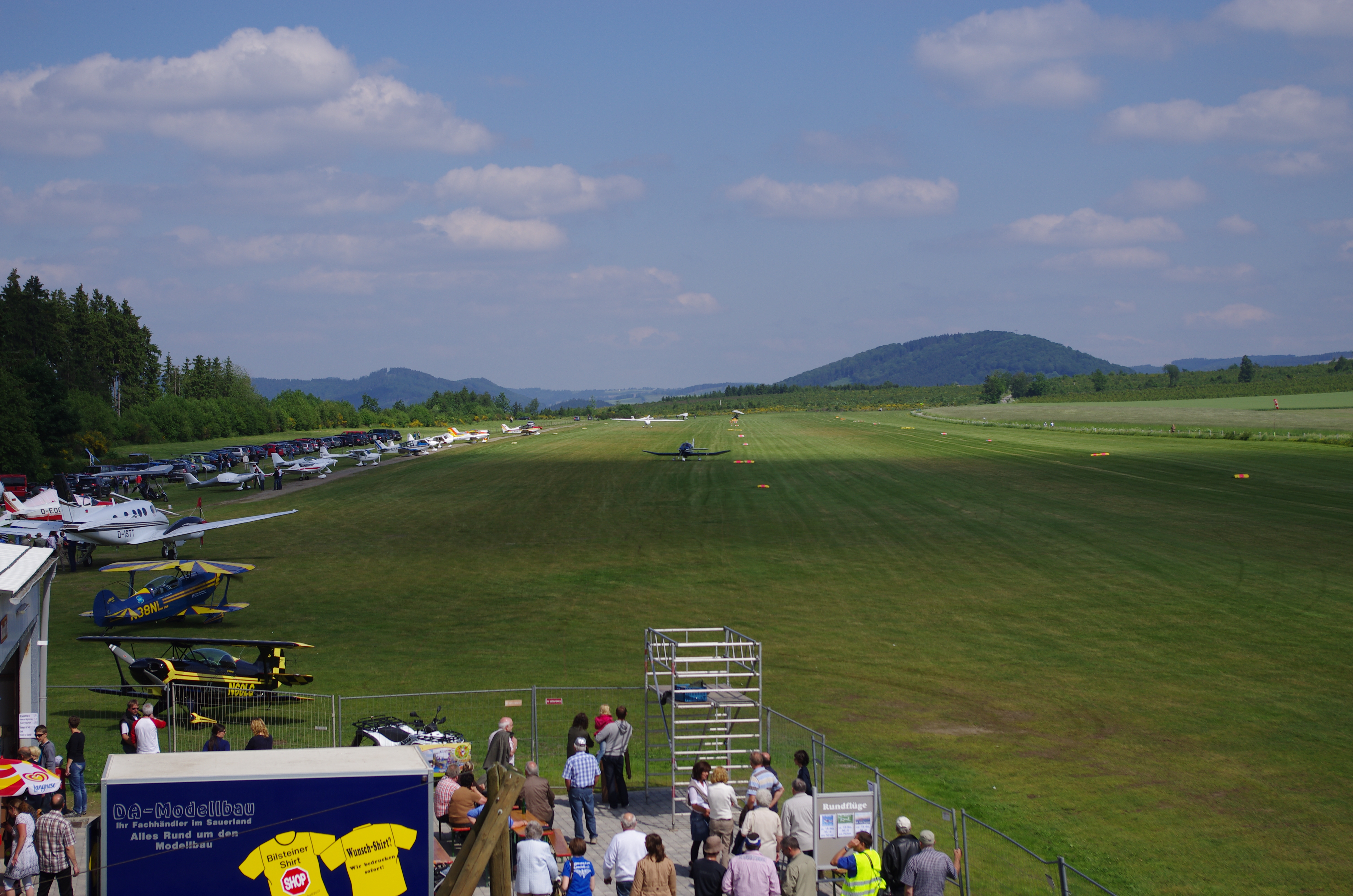
Rennefeld, Bergfliegen, 2012

### Kulinarische Spezialitäten
Im Stadtgebiet werden diverse Sauerländer Spezialitäten wie Pumpernickelpfannekuchen, Bärlauchsuppe, Sauerländer Frühlingstopf oder die Potthucke, ein mit Mettwurst gefüllter Kartoffelauflauf, angeboten. Allgemein gelten deftige Speisen wie Bockwurst und Pumpernickel als typisch sauerländisch. Darüber hinaus werden typischen Gerichte des alten Bauernlandes wie Himmel und Erde oder Pillekuchen serviert. Bei Wanderungen wird der Holzhauerkaffee teilweise noch in rußgeschwärzten Kesseln empfohlen. Die überregional bekannte Schmallenberger Küche bietet auch feinere Spezialitäten wie Bachforelle, Rehrücken mit Pumpernickelsauce, Schmallenberger Poulardenbrust oder Hirschkalbsteak an.

### Mundart, Plattdeutsch
Bis Ende des 19. Jahrhunderts war im Raum Schmallenberg Niederdeutsch als Umgangssprache weit verbreitet. Das Schmallenberger oder Schmallmereger Platt bzw. Groskoper Platt ist eine Variante des Sauerländer Platt mit spezifischer Aussprache und ausgeprägtem eigenen Wortschatz. Typisch für dieses Platt ist die starke Rolle des „a“ und seines Umlautes „ä“ (z. B. „läpen“ für laufen statt läupen). Charakteristisch sind ebenfalls, anstatt der „iu“-Laute, die ans Niederländische erinnernden und für Sprecher anderer deutscher Mundarten sehr schwierigen „öü“-Laute (beispielsweise „Höüs“ für Haus). Unter dem Einfluss des Hochdeutschen hat die Bedeutung dieses Dialekts bis heute rapide abgenommen. Als alltägliche Umgangssprache hat das Platt heute keine Bedeutung mehr.

## Wirtschaft und Infrastruktur

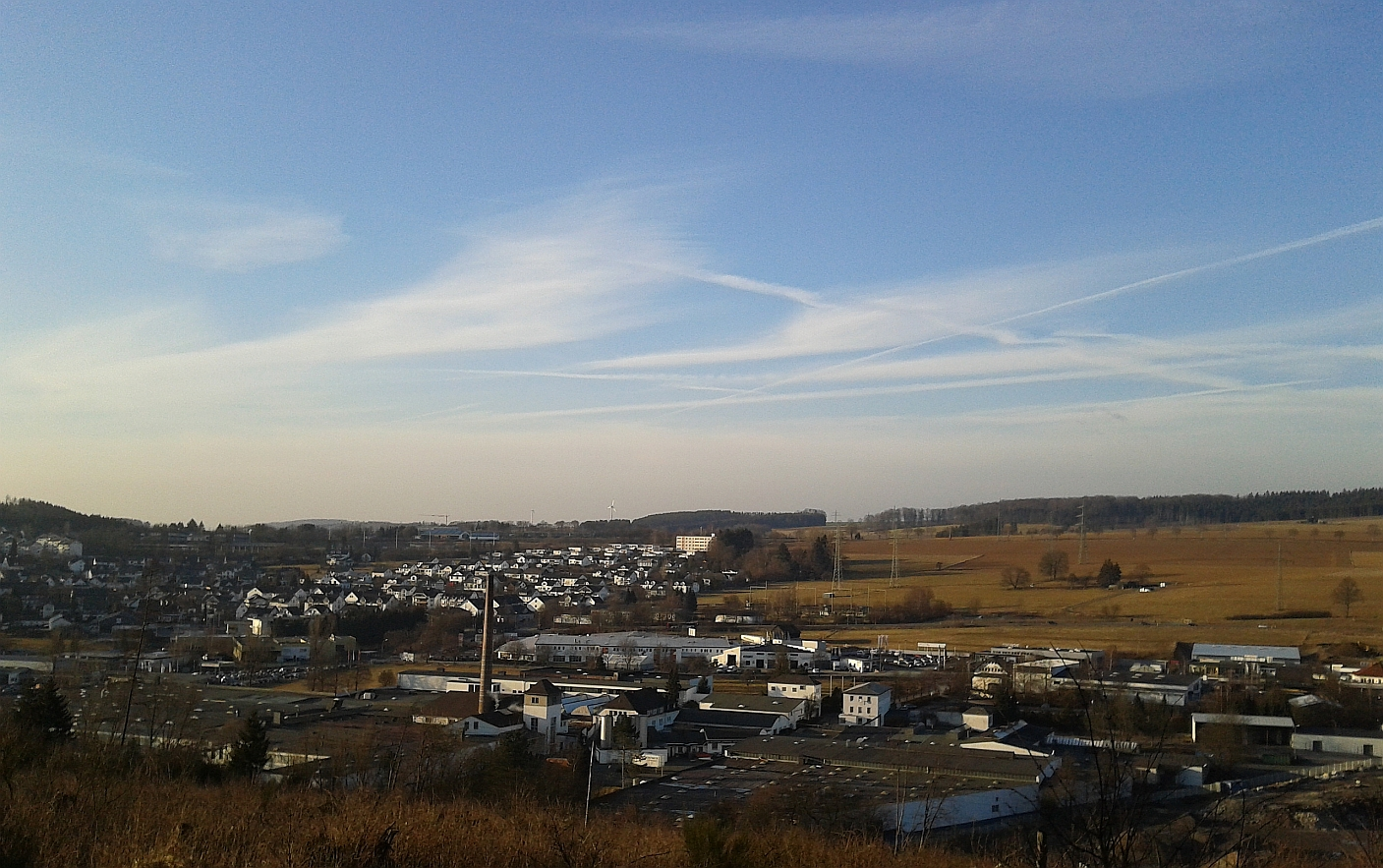
Gewerbegebiet Lake

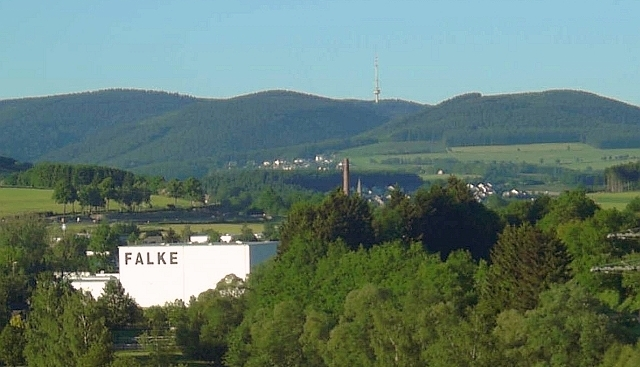
Hochregallager der Firma Falke in Schmallenberg

Traditionell ist Schmallenberg seit dem 19. Jahrhundert Zentrum der Sauerländer Textilindustrie (größtes Unternehmen: Falke-Gruppe). Da die Entwicklung der Textilindustrie jedoch rückläufig ist, dominieren mittelständische Unternehmen. Diese sind vor allem in Industrie und Handwerk angesiedelt. Zu den bedeutenden Schmallenberger Unternehmen gehören die Firmen Audiotec Fischer GmbH (Car-Hifi: Brax / Helix), die Burgbad AG (Badmöbelhersteller mit Sitz in Bad Fredeburg) und Transfluid Maschinenbau GmbH (Weltmarktführer bei Rohrbearbeitungsmaschinen der gesteuerten Roll-Umformtechnik (inkrementell)) sowie die Firma Feldhaus (Bau- und Bergbauunternehmen). Auf Grund der waldreichen Lage kommt der Holzwirtschaft eine wichtige Bedeutung zu. In Bad Fredeburg existiert etwa ein Holzgewerbepark, der kleinen und mittleren Unternehmen Gewerbefläche bietet. Einen großen Anteil am Dienstleistungssektor haben aufgrund der landschaftlich reizvollen Lage und der Wintersportmöglichkeiten Gastronomie und Fremdenverkehr.
Im Jahr 2010 gab es 8286 sozialversicherungspflichtige Arbeitsplätze. Davon waren 3306 im produzierendes Gewerbe, 3071 in sonstigen Dienstleistungen, 1818 im Handel, Gastgewerbe und Verkehr sowie 91 in der Land- und Forstwirtschaft angesiedelt. Die Arbeitslosenquote lag im Juni 2014 bei 3,7 Prozent.

### Tourismus

#### Unterkünfte

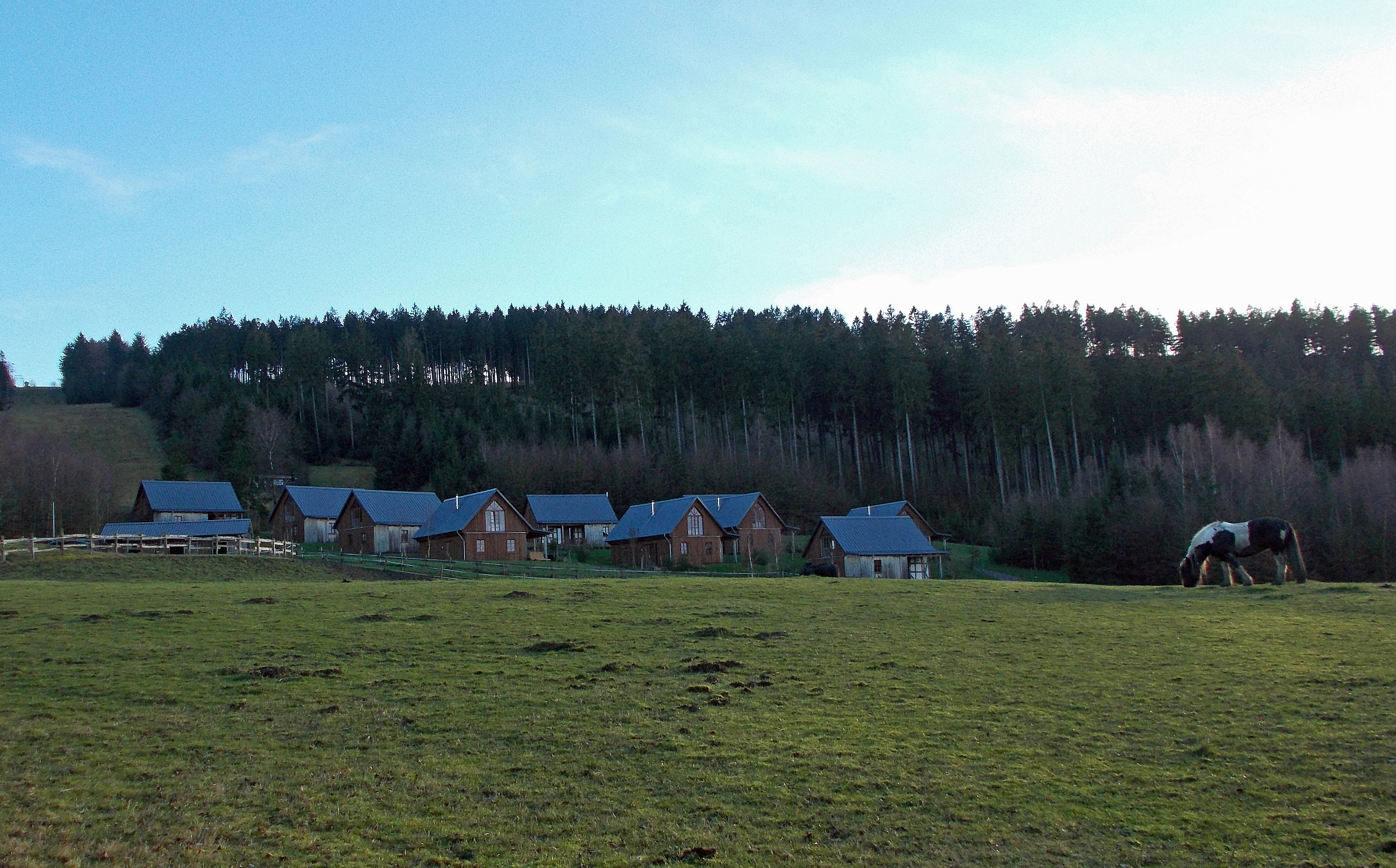
Bergdorf LiebesGrün

Im Stadtgebiet Schmallenberg werden rund 6300 Betten in 432 Ferienwohnungen und -häusern und 55 Pensionen, 32 Gasthöfen und 28 Hotels (davon 16 mit eigenem Schwimmbad) sowie in der Ferienhaussiedlung Bergdorf LiebesGrün bereitgehalten. Im Jahr 2015 verzeichneten die Betriebe im Stadtgebiet mit mindestens zehn Betten insgesamt 184.085 Gäste und 740.335 Übernachtungen.

#### Kurorte
Sechs staatlich anerkannte Kurorte gibt es im Stadtgebiet: Bad Fredeburg, das einzige Kneippheilbad im Hochsauerlandkreis, ist ein staatlich anerkannter Kneippkurort. Grafschaft ist ein anerkannter Heilklimatischer Kurort. Die Schmallenberger Kernstadt, Nordenau, Ohlenbach und Westfeld sind staatlich anerkannte Luftkurorte.

### Verkehr

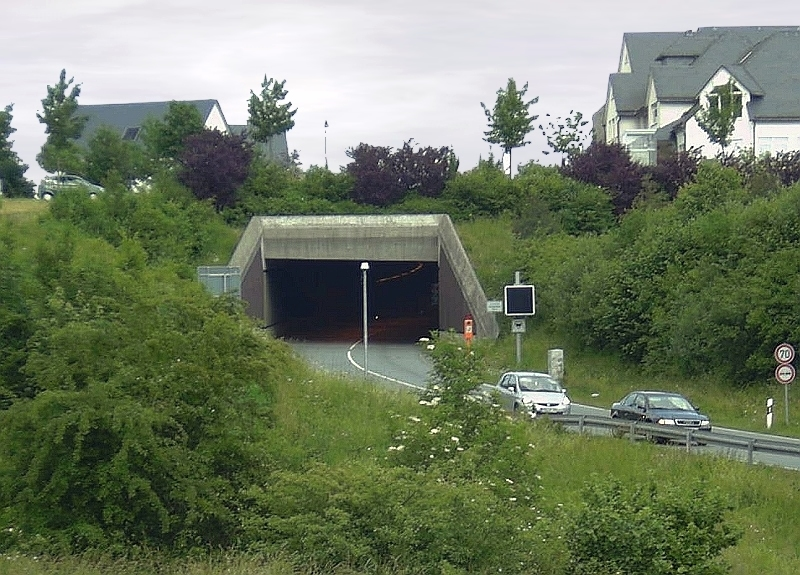
Tunnel B 236 in Schmallenberg

#### Straßen
Das Stadtgebiet wird insgesamt von 34 km Bundesstraßen, 62 km Landesstraßen, 73 km Kreisstraßen und 248 km Gemeindestraßen erschlossen. Die Stadt unterhält neben den Gemeindestraßen rund 400 km Wirtschaftswege.
Die beiden Bundesstraßen in Schmallenberg sind die B 236 und die B 511. Die B 236 führt von Lennestadt über Lenne, Schmallenberg, Gleidorf und Oberkirchen nach Winterberg. Sie verläuft zu einem großen Teil durch das Lennetal.
Der historische Stadtkern Schmallenbergs, durch den die B 236 zuvor führte, ist seit dem Jahr 1997 untertunnelt (Tunnellänge 235 m). Die B 511 verbindet die Orte Gleidorf an der B 236 und Bremke an der B 55. Sie verläuft durch Bad Fredeburg und Dorlar.
Die nächsten Autobahnanschlussstellen befinden sich in Olpe an der A 4/A 45 und in Meschede an der A 46.

#### Schienen- und Busverkehr

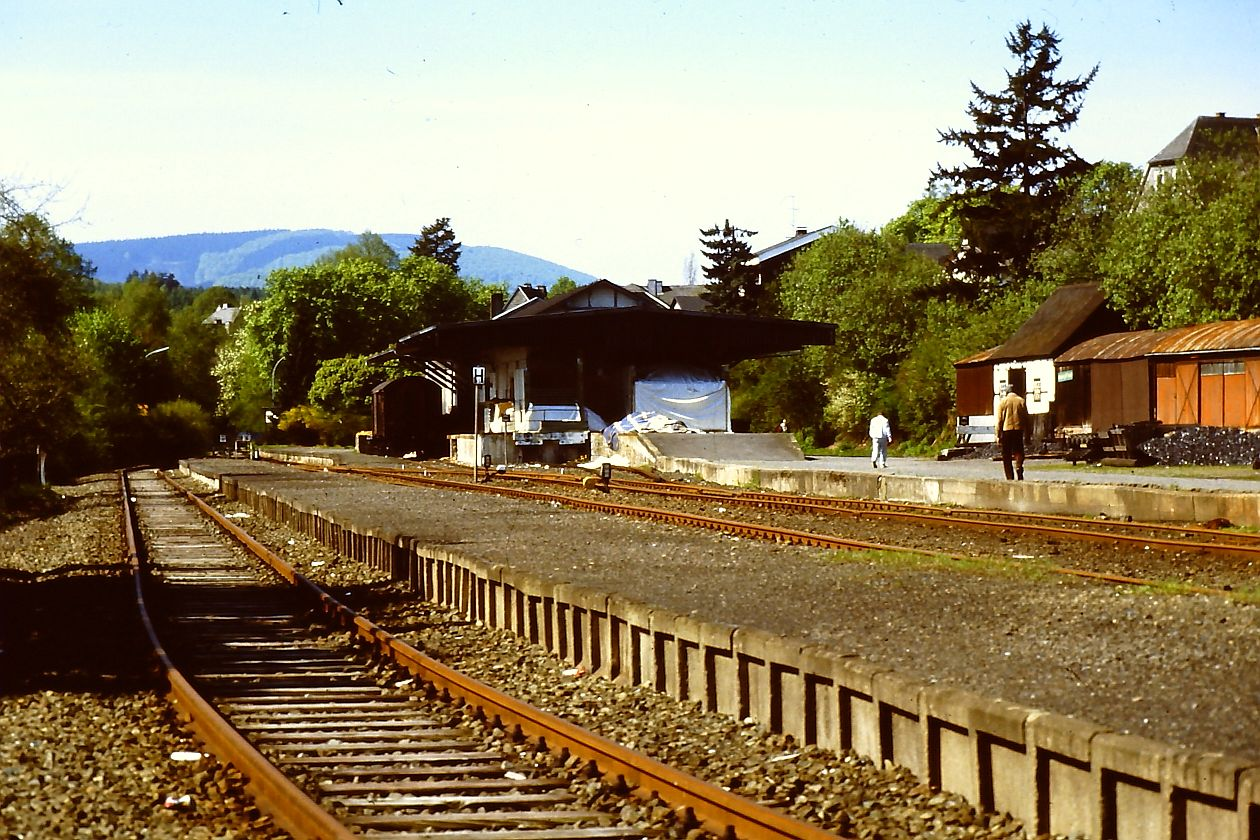
Bahnhof Schmallenberg im Jahr 1986

Von 1888 bis 1994 war Schmallenberg an das Eisenbahnnetz angeschlossen. Der regelmäßige Personenverkehr zwischen Altenhundem und Wenholthausen, mit Halt in Lenne, Fleckenberg, Schmallenberg, Gleidorf, Fredeburg und Heiminghausen, wurde am 28. Mai 1964 eingestellt. Der Streckenabschnitt Altenhundem–Schmallenberg wurde 1967 abgebaut. Die Verbindung von Schmallenberg nach Wennemen an der Oberen Ruhrtalbahn blieb noch bis zum 30. Dezember 1994 als Güterverkehrsstrecke bestehen. Auf dem Bahndamm zwischen Schmallenberg und Eslohe-Bremke befindet sich seit 2006 ein Radweg, der so genannte Sauerlandradring.
Buslinien führen von Schmallenberg unter anderem nach Altenhundem, Eslohe, Meschede und Winterberg. Dabei wird ein Großteil der Linien von der Busverkehr Ruhr-Sieg GmbH (BRS) betrieben. In Schmallenberg gilt der Tarif der Verkehrsgemeinschaft Ruhr-Lippe (VRL).
Der Busverkehr ist am Wochenende und in kleineren Orten teilweise stark eingeschränkt. Deshalb betreibt seit dem 2. November 2004 ein Verein mehrere Bürgerbus-Linien im Stadtgebiet. Der Bürgerbus wird in Gebieten eingesetzt, in denen keine Buslinie verkehrt oder nur ein eingeschränkter Busverkehr vorhanden ist. Bedient werden unter anderem die Ortschaften Wormbach, Felbecke, Dorlar, Berghausen, Bad Fredeburg und Kirchilpe.

#### Projekt „LenneSchiene“
Im Rahmen des Förderprogramms Regionale 2013 Südwestfalen beteiligen sich neben Schmallenberg weitere 7 Gemeinden, die durch den Flusslauf der Lenne und die Bahn miteinander verbunden sind (u. a. Iserlohn, Altena, Finnentrop und Lennestadt) an dem Projekt „LenneSchiene“. Die Probleme, die sich aus dem Zusammenspiel zwischen Fluss und Bahn, Landschaft, Ortschaft, Industrie und Verkehr ergeben haben, sind noch an vielen Stellen sichtbar. Ziel ist es, die Lenne – Schiene wieder zu einer lebendigen Achse werden zu lassen und die Lebensqualität der Bürger zu steigern. Das Projekt „LenneSchiene“ der 8 Kommunen wurde im Juli 2010 in einer gemeinsamen Ratssitzung ins Leben gerufen. Von den insgesamt 84 Maßnahmen, wurden 13 Vorhaben bis ins Jahr 2013 umgesetzt.

#### Luftverkehr

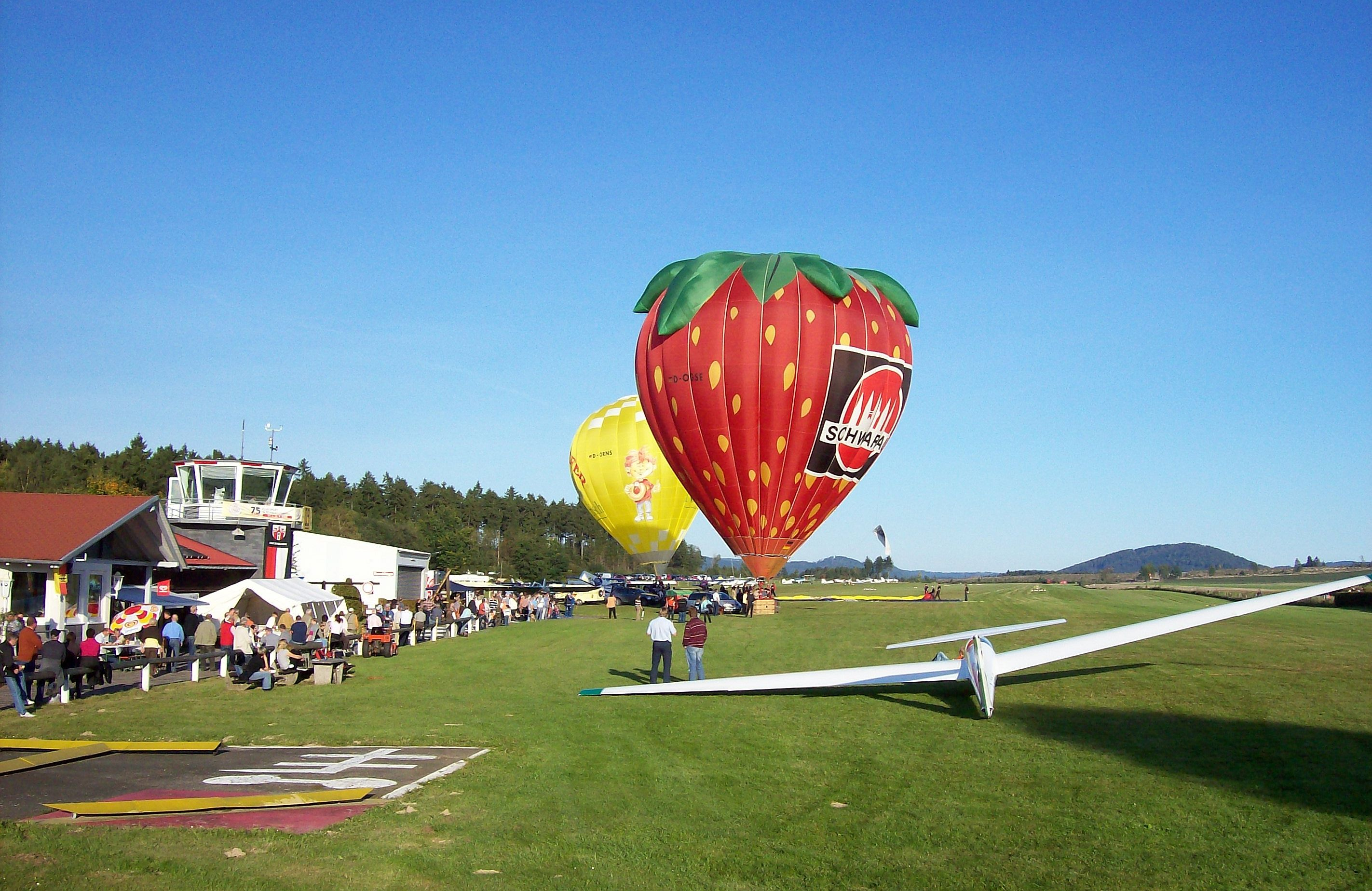
Flugplatz Rennefeld

Der als Sonderlandeplatz klassifizierte Flugplatz Schmallenberg-Rennefeld aus dem Jahr 1954 befindet sich zwischen Schmallenberg und Werpe. Der nächste Verkehrsflughafen ist der Flughafen Siegerland. In einer Entfernung von etwa 70 bzw. 90 km befinden sich die großen Verkehrsflughäfen Paderborn-Lippstadt und Dortmund. Der internationale Flughafen Köln/Bonn ist rund 122 km entfernt.

### Medien
Die wichtigsten Tageszeitungen Schmallenbergs sind die Westfalenpost und die Westfälische Rundschau. Die Zeitungen, die beide zur WAZ-Gruppe gehören, unterhalten jeweils ein Redaktionsbüro und eine gemeinsame Geschäftsstelle in Meschede. Die Westfalenpost besitzt außerdem eine weitere Redaktion direkt in Schmallenberg. Darüber hinaus erscheint mittwochs und sonntags der kostenlose „Sauerlandkurier“, dessen Lokalredaktion und -geschäftsstelle sich ebenfalls in der Kernstadt befindet.
Der gesamte Hochsauerlandkreis ist Sendegebiet von Radio Sauerland, eines lokalen Radiosenders, der im Schmallenberger Sauerland sowie in der Gemeinde Eslohe (Sauerland) über die Antennenfrequenz 89,1 MHz empfangen werden kann. Das für Schmallenberg zuständige Fernseh- und Hörfunkstudio des Westdeutschen Rundfunks ist das WDR-Studio Siegen. Ein Regionalbüro des Senders befindet sich in Arnsberg.

### Öffentliche Einrichtungen

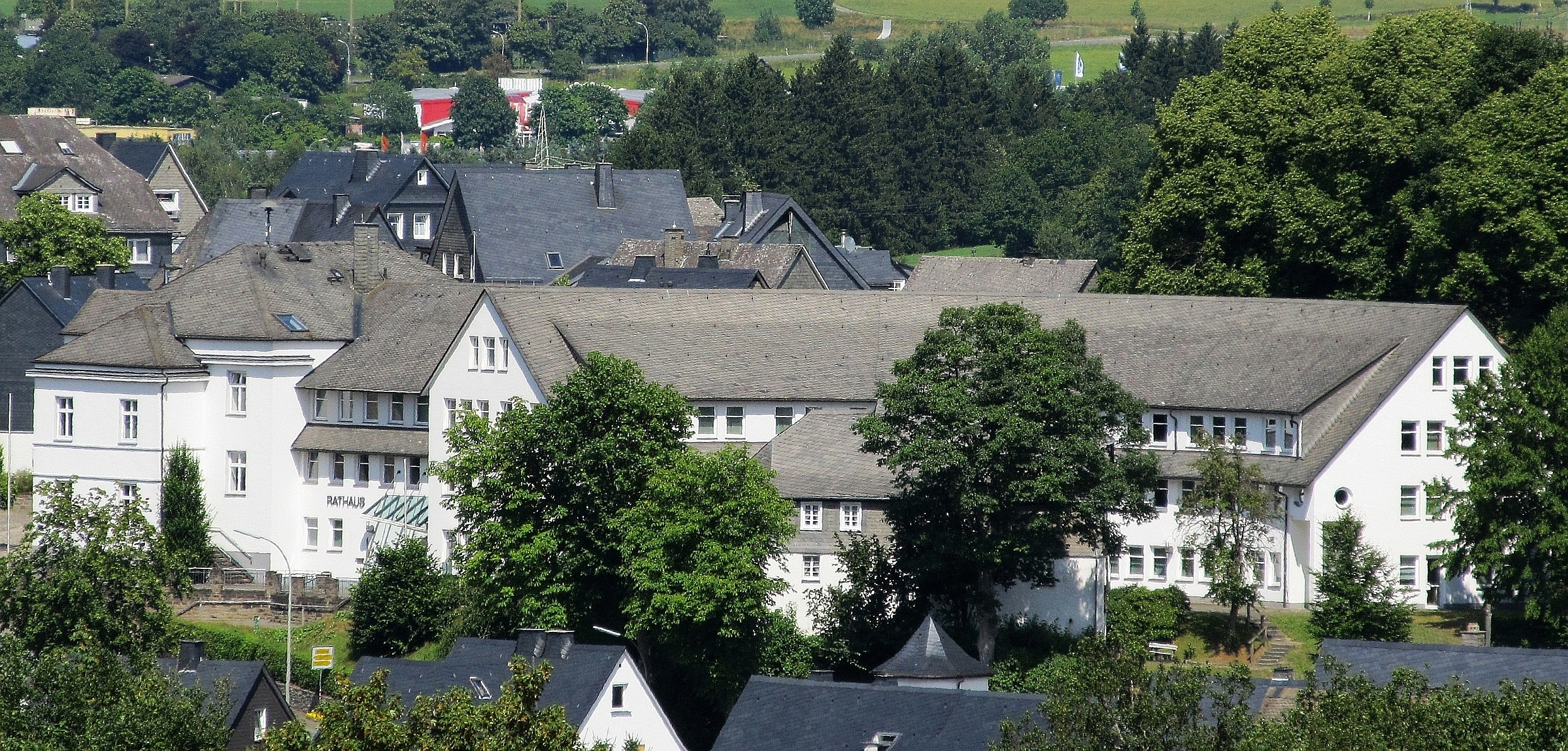
Rathaus

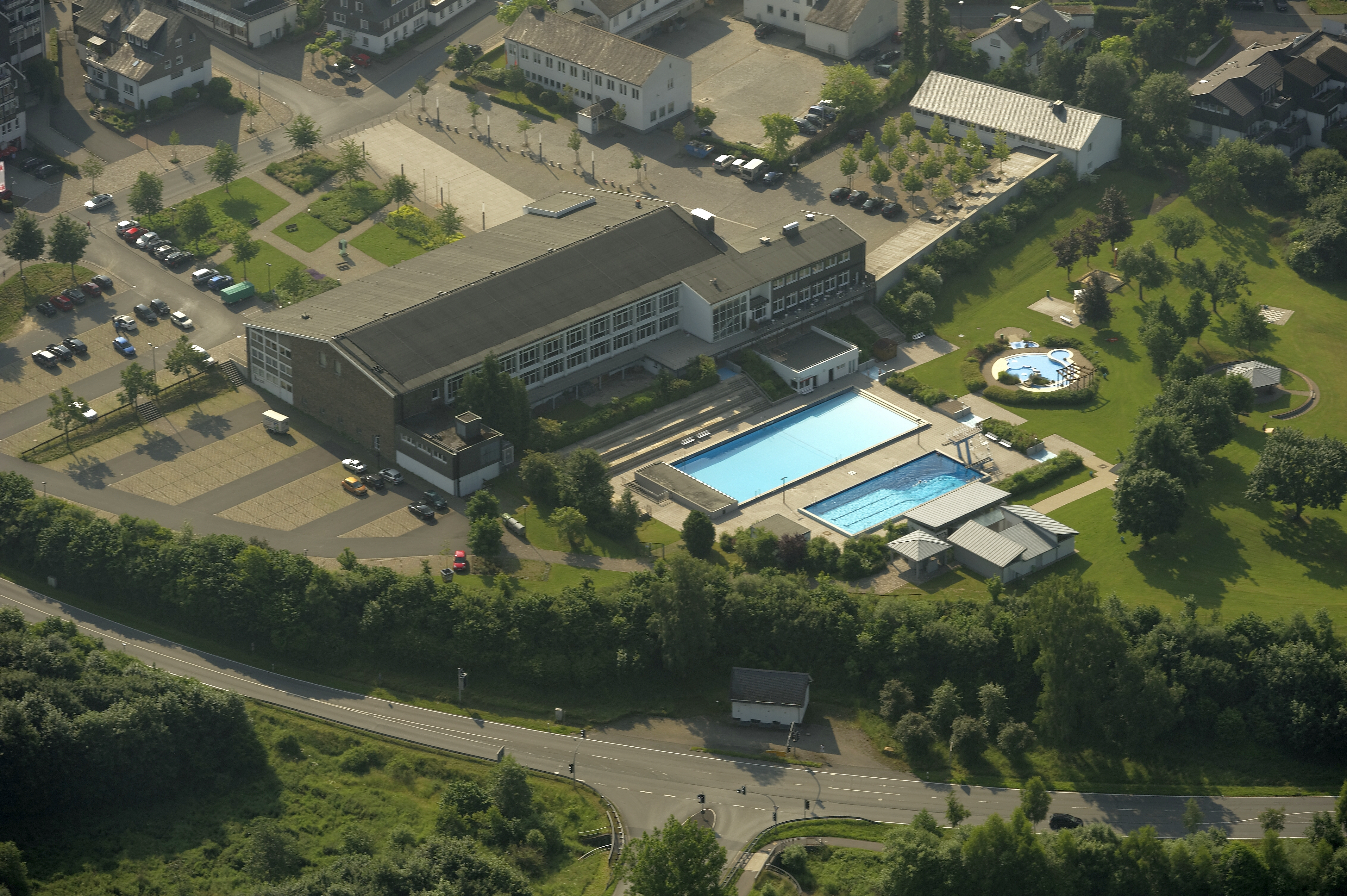
Stadthalle und Wellenfreibad

#### Behörden und Institutionen
Das Amtsgericht Schmallenberg und die Polizeiwache Schmallenberg befinden sich in Bad Fredeburg. Die Stadtverwaltung (Rathaus), die Stadthalle (Fassungsvermögen 1500 Sitzplätze oder 2500 Stehplätze), die Agentur für Arbeit, die Post und die für den Fremdenverkehr zuständige Kur- und Freizeit GmbH Schmallenberg befinden sich in Schmallenberg. Die Stadt unterhält die Freiwillige Feuerwehr und 18 Feuerwehrhäuser. Die Feuerwehr gliedert sich in zwei Löschzüge und 16 Löschgruppen. Die Stadt Schmallenberg ist Träger der Sparkasse Mitten im Sauerland. Die Sparkasse hat eine Hauptstelle und die Volksbank Sauerland (zuvor Volksbank Bigge-Lenne eG) hat ihren Sitz und die Hauptstelle in der Kernstadt.

#### Schwimmbäder
Mit dem Sauerlandbad in Bad Fredeburg, dem Wellenfreibad in Schmallenberg sowie dem Hallenbad in Bödefeld gibt es in Schmallenberg drei öffentliche Schwimmbäder.

#### Krankenhäuser/Fachkliniken
Neben zwei Fachkliniken in Bad Fredeburg gibt es in Holthausen noch eine Jugendklinik. Das Fachkrankenhaus Kloster Grafschaft, eine Lungenfachklinik, befindet sich in Grafschaft.

#### Martinswerk Dorlar
Das Martinswerk Dorlar ist ein freier Träger der Kinder- und Jugendhilfe und Mitglied im Diakonischen Werk. Es entstand ab 1932 aus einem evangelischen Jugendheim in Dorlar. Dieses Jugendheim, der Martinshof, wurde von seinem Gründer Pastor Friedel Birker nach Ende des Zweiten Weltkrieges weiter auf- und ausgebaut.
1951 wurde die Kirche St. Petri eingeweiht. Im selben Jahr entstand der Heidhof. Es folgten die Errichtung des Kinder- und Erholungsheimes La Fontanella in San Nazzaro/Tessin (1953), des Martin-Luther-Hauses (1954), der Wohnheime Maria-Martha-Haus (1954) und St. Michaelshaardt (1964) sowie des Personalwohnhauses Haus Hedwig (1968). 1969 begann die Planung des 1972 fertiggestellten Kinderdorfes. 1985 eröffnete die Martinsschule, 1989 Haus Twismecke. 1998 wurden die Häuser in Berghausen und Gleidorf erworben.
Auslandsmaßnahmen wurden 1997 auf Island begonnen und anschließend in Schottland, auf Korsika (2000) und in Rumänien (2001) fortgesetzt.

#### Sozialwerk St. Georg
Das Sozialwerk St. Georg ist ein soziales Dienstleistungsunternehmen, das in Nordrhein-Westfalen Hilfen für Menschen mit geistiger oder psychischer Behinderung bereitstellt. In Schmallenberg befindet sich der Hauptsitz des Sozialwerk St. Georg Westfalen-Süd gGmbH und die Hauptverwaltung des Sozialwerks St. Georg Bauen und Wohnen GmbH sowie das Internat Bad Fredeburg. Darüber hinaus betreibt das Sozialwerk eine Kontakt- und Beratungsstelle für ambulantes Wohnen sowie die Tagesstätte für Begegnung und Arbeit (Tabea).

### Bildung und Forschung

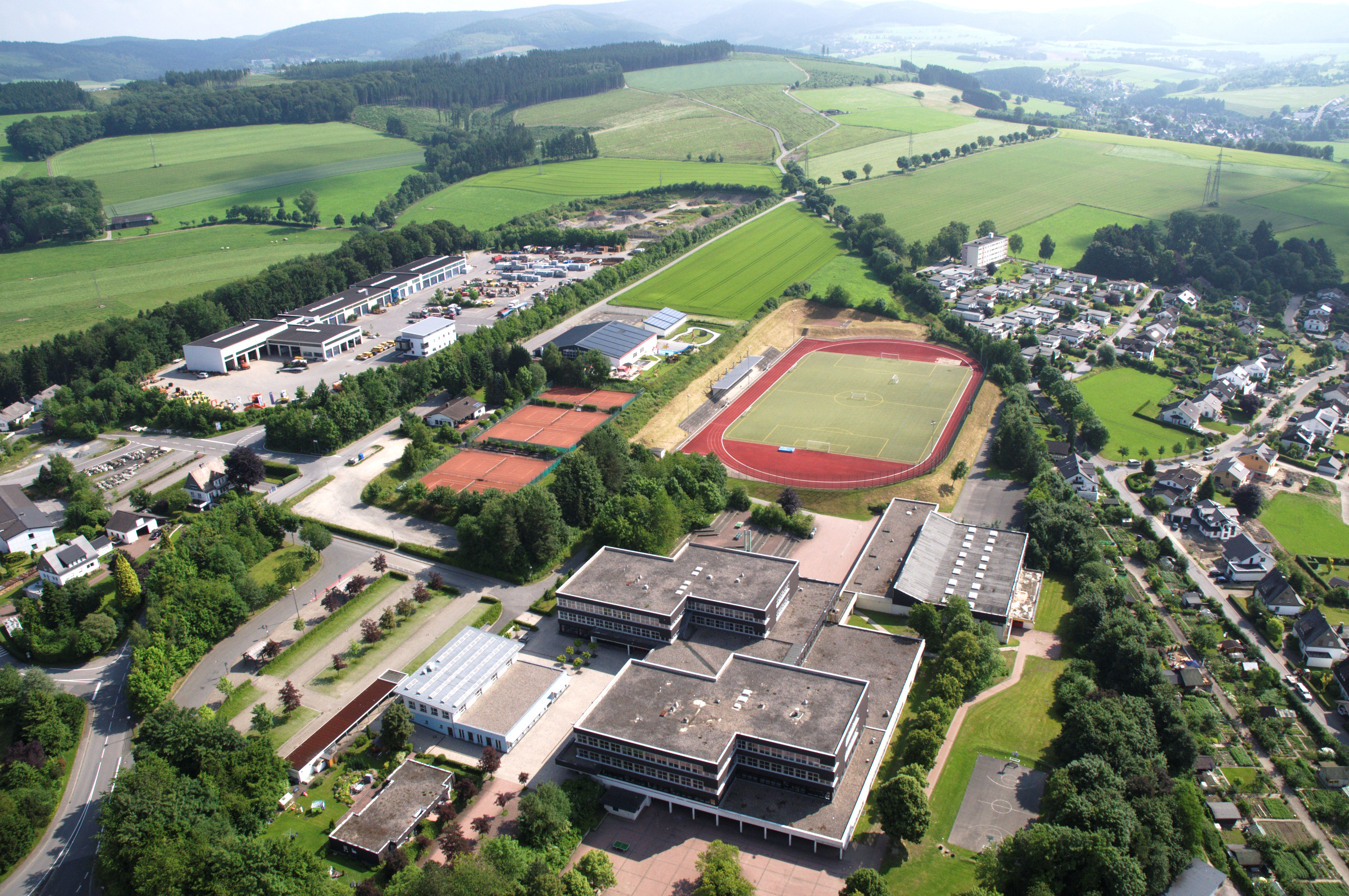
Schulzentrum in Schmallenberg

#### Schulen
Die Stadt Schmallenberg hat sieben Grundschulen (in Bad Fredeburg, Berghausen/Dorlar, Bödefeld, Fleckenberg, Gleidorf, Oberkirchen und Schmallenberg-Kernstadt), eine Hauptschule (in Schmallenberg-Kernstadt), eine Realschule (in Bad Fredeburg) sowie ein Gymnasium (in Schmallenberg-Kernstadt) und eine Förderschule (in Dorlar).
In den 1950er Jahren wurden in der Kernstadt eine Berufsschule gebaut und die Bauernhochschule des Deutschen Bauernverbandes in dem heutigen Musikbildungszentrum Südwestfalen eingerichtet. Beide Schulen verlegte man in den 1960er Jahren an andere Standorte.
In den Räumlichkeiten des ehemaligen St.-Georg-Krankenhauses in Bad Fredeburg eröffnete am 1. Oktober 2019 eine neue Pflegeschule des DRK-Bildungsinstituts für Gesundheitsberufe.

#### Institut für Molekularbiologie und Angewandte Oekologie

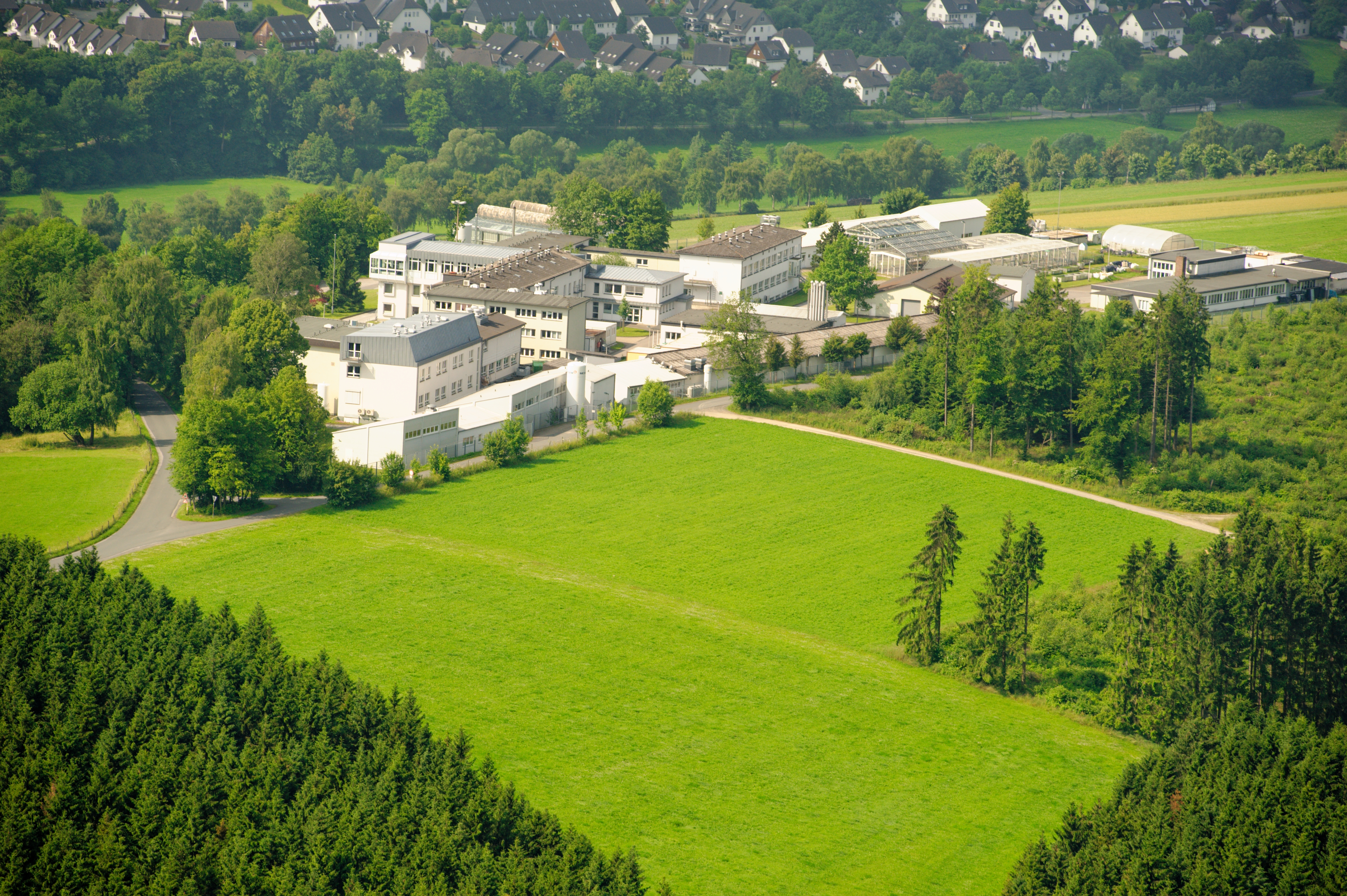
Fraunhofer-Institut

Schmallenberg ist seit 1959 Sitz des Fraunhofer-Instituts für Molekularbiologie und Angewandte Oekologie (IME). Dieses wird wegen der dort in der Vergangenheit durchgeführten Versuche an Ratten von den Einheimischen auch scherzhaft „Rattenburg“ genannt. Das Institut ist in dem Bereich Angewandte Ökologie tätig. Die Kompetenzen des IME liegen bei der Umweltchemie, Umweltsimulation, Umwelt- und Lebensmittelanalytik, Cryobanking, Ökologie und Ökotoxikologie, Mathematische Modellierung sowie Risikobewertung und -kommunikation. Durch Projektbearbeitung im Auftrag von Behörden und entsprechende Beratungstätigkeit übt das Institut einen maßgeblichen Einfluss auf umweltpolitische Entscheidungen aus.

#### Umweltprobenbank des Bundes
Seit Anfang 2000 ist das Fraunhofer IME an der Umweltprobenbank des Bundes beteiligt. Im Auftrag des Umweltbundesamtes werden die Jahresproben zu Homogenaten aufgearbeitet (Cryomahlung), die Teilbank Umweltproben (Cryolagerung) betrieben und die Umweltproben auf Elemente und Elementspezies analysiert.
Dazu wurde im Jahr 2000 in Schmallenberg ein neues Gebäude als Lagerort für die Bank für Umweltproben in Betrieb genommen. Die Umweltproben werden hier bei Tiefsttemperaturen von unter −150 °C gelagert. Die mit Flüssigstickstoff gekühlte Lagerkapazität hat ein Gesamtvolumen von 49 m³.

## Persönlichkeiten
In der Stadt Schmallenberg oder ihren Vorgängerstädten und Gemeinden wurden so unterschiedliche Persönlichkeiten wie die Künstler Thomas Astan, Tom Astor, Renate und Werner Leismann, Politiker wie Carl Johann Ludwig Dham, Albert Falke, Josef Schüttler, Theologen wie Franziskus Hennemann, Heinrich Schauerte, die Ordensgründerin Theresia Albers sowie zahlreiche weitere Personen geboren. Es wirkten und lebten im Stadtgebiet unter anderem die Schriftstellerinnen Christine Koch, Hanna Rademacher, der Priester Friedrich Albert Groeteken oder der Baumeister Michael Spanner. Die in Schmallenberg lebende Skeletonpilotin Hannah Neise wurde am 12. Februar 2022 bei den Olympischen Winterspielen in Peking erste deutsche Skeleton-Olympiasiegerin.
Das Ehrenbürgerrecht erhielt am 29. August 1953 zur Vollendung ihres 90. Lebensjahres die Fabrikantin Sophie Stecker sowie 1977 Paul Falke bei seinem 25-jährigen Amtsjubiläum als Bürgermeister. Zudem erhielten mehrere Bürger den Ehrenring bzw. die Verdienstmedaille der Stadt Schmallenberg.

## Filme
- Delta-Production, Gunther Dudda, Schmallenberg-Bad Fredeburg: Die Eroberung von Schmallenberg am 7. April 1945 (12 Min.), 1997
- Gunther Dudda, Schmallenberg: Die Ruhrkesselschlacht 1945 (100 Min.) Ausschnitt Schmallenberg